# Diego Rivera

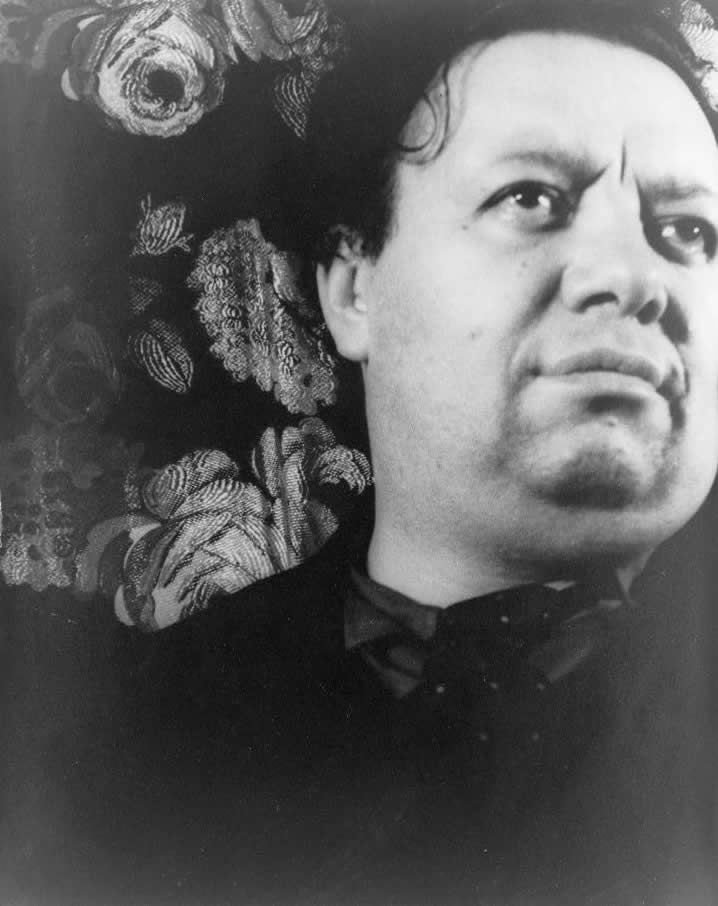
Diego Rivera, Porträt von Carl Van Vechten, 1932

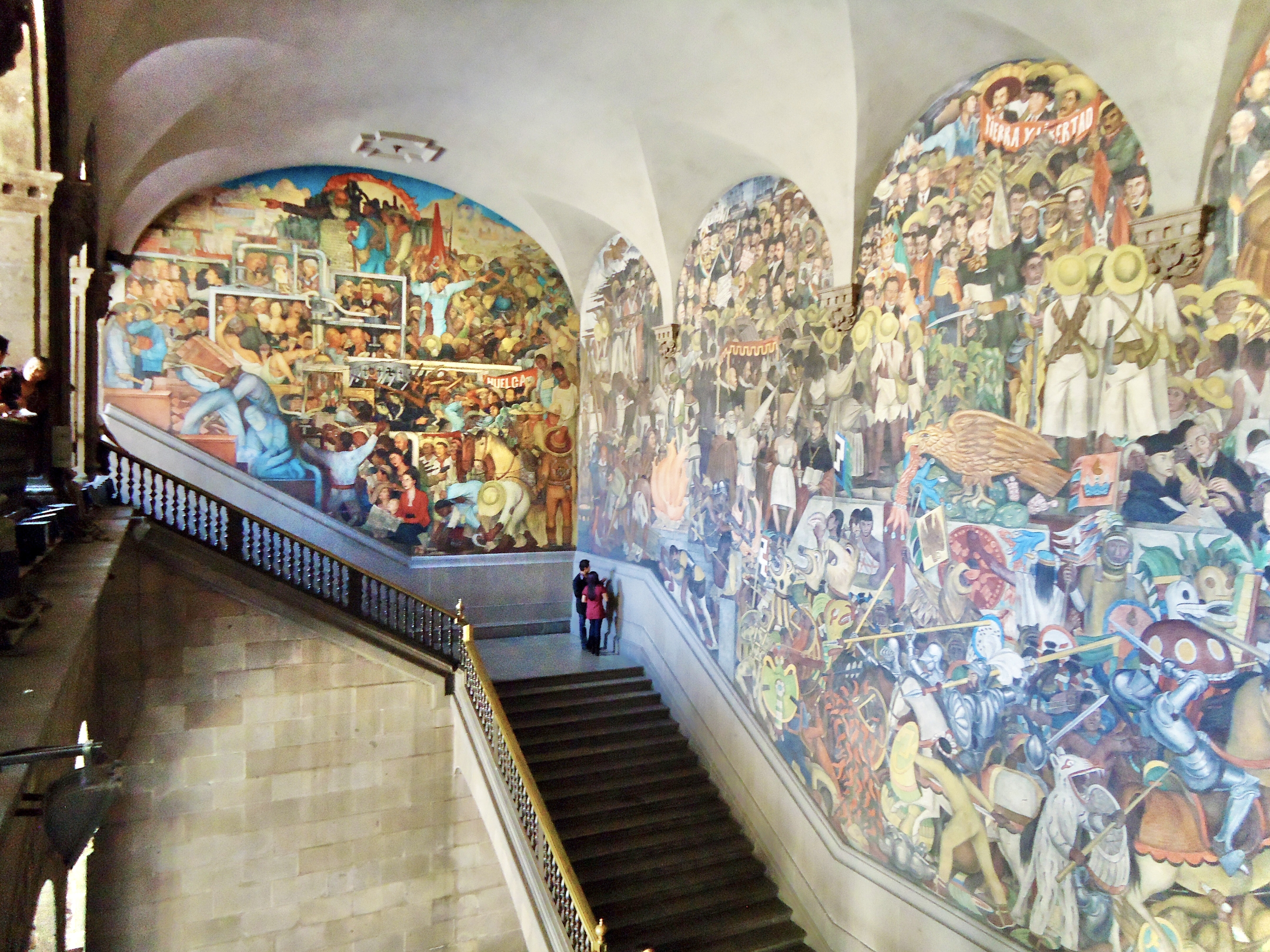
Blick auf zwei der Fresken des Epos des mexikanischen Volkes im Palacio Nacional. Es handelt sich um eines der bekanntesten und wichtigsten Werke Riveras.

Diego María de la Concepción Juan Nepomuceno Estanislao de la Rivera y Barrientos Acosta y Rodríguez (* 8. Dezember oder 13. Dezember 1886 in Guanajuato; † 24. November 1957 in Mexiko-Stadt) war ein mexikanischer Maler. Er gilt neben David Alfaro Siqueiros und José Clemente Orozco als bedeutendster Maler der Moderne in Mexiko. Gemeinsam wurden sie als Los Tres Grandes (Die großen Drei) bezeichnet.
Von 1907 bis 1921 arbeitete Diego Rivera in Europa, zu Beginn und Ende der 1930er-Jahre in den Vereinigten Staaten. In seinen Tafelbildern adaptierte Rivera in schneller Folge viele verschiedene Stilrichtungen und beschäftigte sich längere Zeit mit dem Kubismus. Während seiner Zeit in Europa stand er in Kontakt mit führenden Vertretern der Modernen Kunst wie Picasso, Braque und Gris. Nach seiner Rückkehr nach Mexiko arbeitete Diego Rivera vor allem an seinen großen Wandbildprojekten, die er etwa im Palacio Nacional, dem Palacio de Bellas Artes, dem Secretaría de Educación Pública und in verschiedenen Institutionen in den Vereinigten Staaten malte. Diese von ihm als Beitrag zur Volksbildung verstandenen Murales trugen einen Großteil zur Bekanntheit und zum Erfolg Riveras bei. Hinter ihnen traten die weiteren Facetten seines Gesamtwerkes zurück.
Die genaue Zahl seiner Tafelbilder ist nicht bekannt, es werden immer noch bisher nicht bekannte Ölgemälde Riveras gefunden. Viele von ihnen waren Porträts und Selbstporträts, eine große Zahl zeigte auch mexikanische Motive. Besonders letztere sowie Variationen seiner Muralesmotive waren bei amerikanischen Touristen beliebt. Darüber hinaus fertigte Rivera aber auch Zeichnungen und Illustrationen an und entwarf für eine Theaterproduktion Kostüme und Bühnenbild. Diese Aspekte seines Gesamtwerkes wurden in der Literatur zu Rivera bisher noch nicht ausführlich behandelt.
Rivera trat 1922 der Kommunistischen Partei Mexikos bei und gehörte eine Zeit lang deren Exekutivkomitee an. Er reiste 1927 anlässlich des Jubiläums der Oktoberrevolution in die Sowjetunion und wollte dort zur künstlerischen Entwicklung beitragen; wegen seiner Kritik an der stalinistischen Politik wurde ihm jedoch die Rückkehr nach Mexiko nahegelegt. Aufgrund seiner kritischen Position zu Josef Stalin und den von Rivera angenommenen Regierungsaufträgen schloss ihn die Kommunistische Partei Mexikos 1929 aus, akzeptierte aber 1954 eines seiner Gesuche um Wiederaufnahme.
In den 1930er Jahren wandte sich Rivera den Ideen des Trotzkismus zu. Er setzte sich dafür ein, dass Leo Trotzki und seine zweite Frau Natalja Iwanowna Sedowa in Mexiko Exil erhielten, und beherbergte sie kurzzeitig in seinem Haus. Nach politischen und persönlichen Auseinandersetzungen mit Trotzki brach der mexikanische Künstler 1939 die Verbindung ab. Die politischen Überzeugungen Diego Riveras spiegelten sich auch in seinen Werken wider, in denen er kommunistische Ideen propagierte und immer wieder führende Persönlichkeiten des Sozialismus und Kommunismus verewigte. Im Zusammenhang mit seinen politischen Aktivitäten publizierte Rivera auch Artikel und war an der Herausgabe linker Zeitschriften beteiligt. Rivera heiratete 1929 die Künstlerin Frida Kahlo, die seine politischen Überzeugungen teilte.

## Leben

### Kindheit und Ausbildung

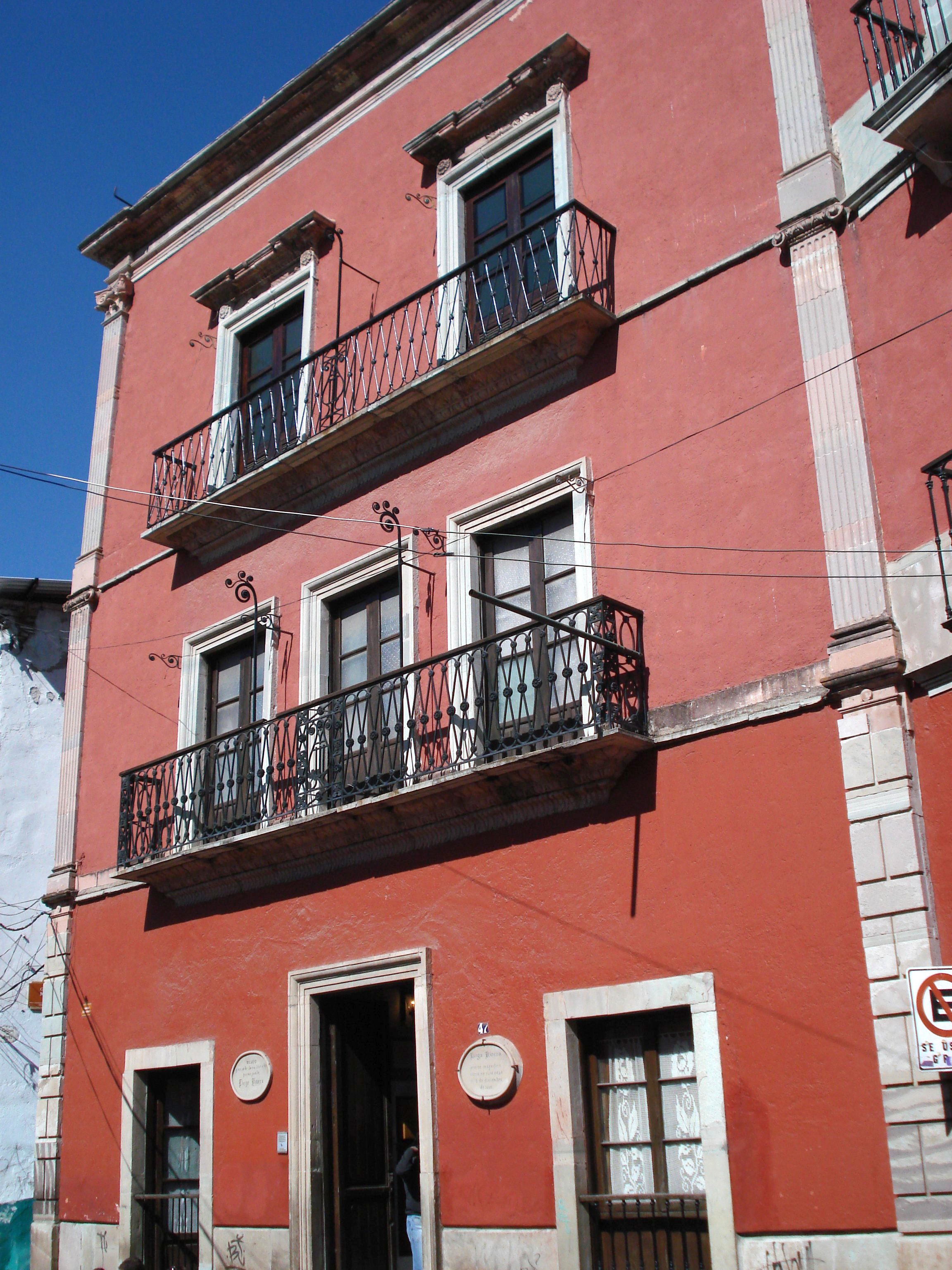
Diego Riveras Geburtshaus in Guanajuato

Diego Rivera und sein Zwillingsbruder José Carlos María wurden am 8. oder 13. Dezember 1886 als erste Söhne des Lehrerehepaars María del Pilar Barrientos und Diego Rivera in Guanajuato geboren. Der familiäre Hintergrund Diego Riveras bleibt unsicher, da großteils von ihm selbst kolportiert. Der Großvater väterlicherseits, Don Anastasio de Rivera, sei als Sohn des italienischstämmigen Urgroßvaters, der im spanischen diplomatischen Dienst in Russland weilte, dort zur Welt gekommen, die unbekannte russische [?] Mutter sei bei der Geburt gestorben. Don Anastasio wanderte später nach Mexiko aus, erwarb eine Silbermine und heiratete Ynez Acosta. Angeblich habe er für Benito Juárez gegen die französische Intervention gekämpft. Die Großmutter mütterlicherseits, Nemesis Rodriguez Valpuesta, soll halb-indianischer Abstammung gewesen sein. Mit seinen nicht belegbaren Aussagen trug Rivera zur Legendenbildung um seine Person bei und verortete sich selbst in der Geschichte Mexikos, die ein zentraler Aspekt seines Gesamtwerkes ist.
Diego Riveras Zwillingsbruder starb 1888; seine Mutter brachte 1891 eine Tochter namens María zur Welt. Die linksgerichteten Artikel des Vaters, Autor und Mitherausgeber der liberalen Zeitschrift El Demócrata, empörten seine Kollegen und den konservativen Teil der Leser dermaßen, dass sogar seine Familie angefeindet wurde. Nachdem er sich auch im Minengeschäft verspekuliert hatte, übersiedelte man 1892 nach Mexiko-Stadt, wo Diego senior eine Stelle im Staatsdienst bekam. Um die Ausbildung des Sohnes kümmerte der Vater sich jedoch schon früh: Diego junior hatte bereits im Alter von vier Jahren das Lesen erlernt. Ab 1894 besuchte er das Colegio Católico Carpantier. Sein Zeichentalent wurde ab der dritten Klasse durch zusätzliche Abendkurse an der Academia de San Carlos gefördert. 1898 inskribierte er sich dort als regulärer Student, nachdem er ein Stipendium erlangt hatte.

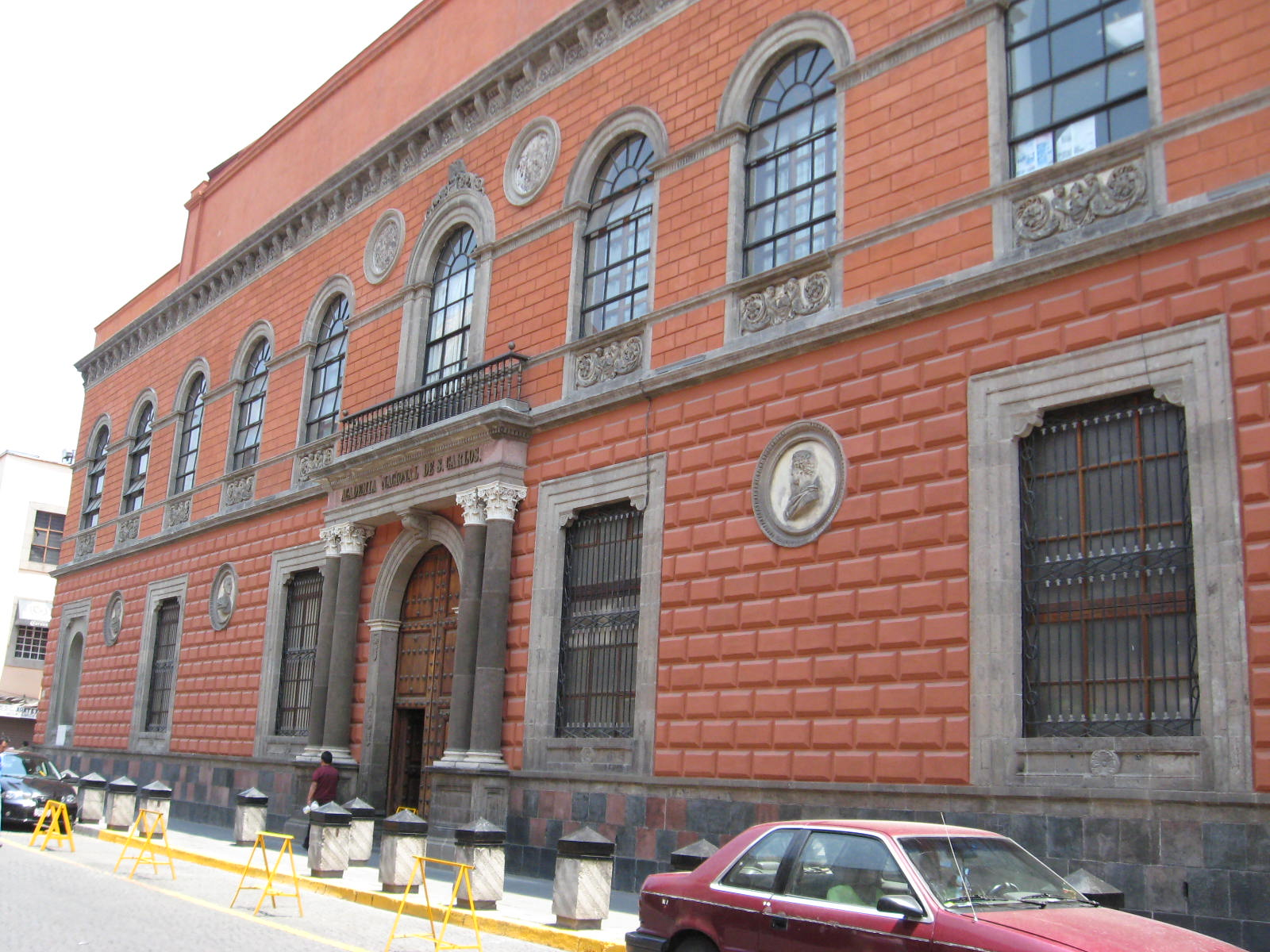
Die Academia de San Carlos

Diego Rivera kam dadurch in Kontakt mit höchst unterschiedlichen Kunstauffassungen. Als seine wesentlichen Lehrer an der Akademie nennt er (in dieser Reihenfolge) Félix Parra, José María Velasco und Santiago Rebull. Rebull, der das Talent des Jungen erkannte und ihn zum Ärger seiner Kommilitonen bevorzugt haben dürfte, war ein Schüler von Jean-Auguste-Dominique Ingres und Anhänger der Nazarener, Parra hingegen ein Naturalist mit Interesse am vorspanischen Mexiko. Das Studium folgte dem europäischen Vorbild mit technischer Ausbildung, rationaler Forschung und positivistischen Idealen.
Rivera arbeitete sowohl im Atelier als auch in der Landschaft, wobei er sich stark an Velasco orientierte, von dessen perspektivischer Lehre er profitierte. Er folgte seinem Lehrer vor allem auch in der Darstellung der speziellen Farbigkeit einer typischen mexikanischen Landschaft. Weiters lernte Rivera an der Akademie den Landschaftsmaler Gerardo Murillo kennen, der kurz zuvor in Europa gewesen war. Murillo beeinflusste den Kunststudenten durch seine Wertschätzung der indianischen Kunst und mexikanischen Kultur, die im späteren Werk Riveras zum Tragen kam. Zudem lehrte Murillo Rivera über die zeitgenössische Kunst in Europa, was in diesem den Wunsch hervorrief, selbst nach Europa zu reisen.
Bewunderung für José Guadalupe Posada, den er zu dieser Zeit kennen und zu schätzen lernte, drückt Rivera in seiner Autobiografie aus. 1905 schied er aus der Akademie aus. Im Jahr 1906 stellt er erstmals 26 seiner Werke, größtenteils Landschaften und Porträts, auf der jährlichen von Murillo organisierten Kunstausstellung der Academia de San Carlos aus und konnte auch erste Arbeiten verkaufen.

### Erster Aufenthalt in Europa
Im Januar 1907 konnte Diego Rivera dank eines Stipendiums von Teodoro A. Dehesa, dem Gouverneur des Bundesstaates Veracruz, und seiner Rücklagen aus den Verkäufen nach Spanien reisen. Auf Empfehlung von Murillo trat er in die Werkstatt Eduardo Chicharro y Agüeras, eines der führenden spanischen Realisten, ein. Der Maler riet Rivera zudem, in den Jahren 1907 und 1908 durch Spanien zu reisen, um verschiedene Einflüsse und Strömungen kennenzulernen. In den folgenden Jahren probierte Rivera in seinen Werken verschiedene Stile aus. Im Museo del Prado kopierte und studierte er Gemälde von El Greco, Francisco de Goya, Diego Velázquez und flämischen Malern. Von dem dadaistischen Schriftsteller und Kritiker Ramón Gómez de la Serna wurde Rivera in Madrid in die Kreise der spanischen Avantgarde eingeführt. 1908 stellte Rivera zudem in der zweiten Ausstellung von Chicharro-Schülern aus.
Von seinen avantgardistischen Freunden angeregt, reiste Rivera 1909 nach Frankreich weiter und besuchte Museen und Ausstellungen sowie Vorlesungen. Zudem arbeitete er in den Schulen von Montparnasse und am Ufer der Seine. Im Sommer 1909 reiste er nach Brüssel weiter. Hier lernte er die sechs Jahre ältere russische Malerin Angelina Beloff kennen. Sie wurde seine erste Lebensgefährtin und begleitete ihn nach London. Dort studierte er die Werke William Hogarths, William Blakes und William Turners. Zum Jahresende kehrte Rivera in Begleitung Beloffs nach Paris zurück und präsentierte 1910 erstmals Werke in einer Ausstellung der Société des Artistes Indépendants. Da sein Stipendium auslief, kehrte Rivera zur Jahresmitte über Madrid nach Mexiko zurück, wo er im August 1910 ankam.
In der Academia de San Carlos zeigte er im November einige seiner Werke im Rahmen einer Kunstausstellung anlässlich des hundertjährigen Jubiläums der Unabhängigkeit Mexikos. Während seines Aufenthaltes brach die Mexikanische Revolution aus. Für die von Rivera selbst aufgestellte Behauptung, er habe zu Beginn der Revolution an der Seite Emiliano Zapatas gekämpft, lassen sich keine Belege finden, so dass es sich mit hoher Wahrscheinlichkeit um eine später entstandene Legende handelt. Trotz der politischen Wirren wurde die Ausstellung für Rivera ein künstlerischer und finanzieller Erfolg, sieben der Gemälde wurden durch die mexikanische Regierung angekauft. Mit den Einnahmen konnte er seine Rückreise nach Europa im Juni 1911 antreten.

### Zweiter Aufenthalt in Europa
Im Juni des Jahres 1911 kehrte Diego Rivera nach Paris zurück, wo er mit Angelina Beloff eine Wohnung bezog. Im Frühjahr 1912 fuhren die beiden nach Kastilien. Bei einem Aufenthalt in Toledo traf Rivera mehrere in Europa lebende lateinamerikanische Künstler. Besonders engen Kontakt hatte er zu seinem Landsmann Angel Zárraga. In Spanien experimentierte Rivera mit dem Pointillismus. Nach ihrer Rückkehr nach Paris im Herbst 1912 zogen er und Angelina Beloff in die Rue du Départ um. In der Nachbarschaft wohnten die Künstler Piet Mondrian, Lodewijk Schelfhout und der Maler Conrad Kickert – zu dieser Zeit Korrespondent bei der niederländischen Wochenzeitschrift De Groene Amsterdammer –, deren Werk durch Paul Cézanne geprägt worden war. In Riveras Malerei machten sich zu dieser Zeit erste kubistische Einflüsse bemerkbar. Er gelangte zu einem recht eigenen Verständnis des Kubismus, der bei ihm farbiger ausfiel als bei anderen Kubisten. Nachdem er sich 1914 mit Juan Gris angefreundet hatte, wiesen seine Werke auch Einflüsse aus dem Werk des Spaniers auf.

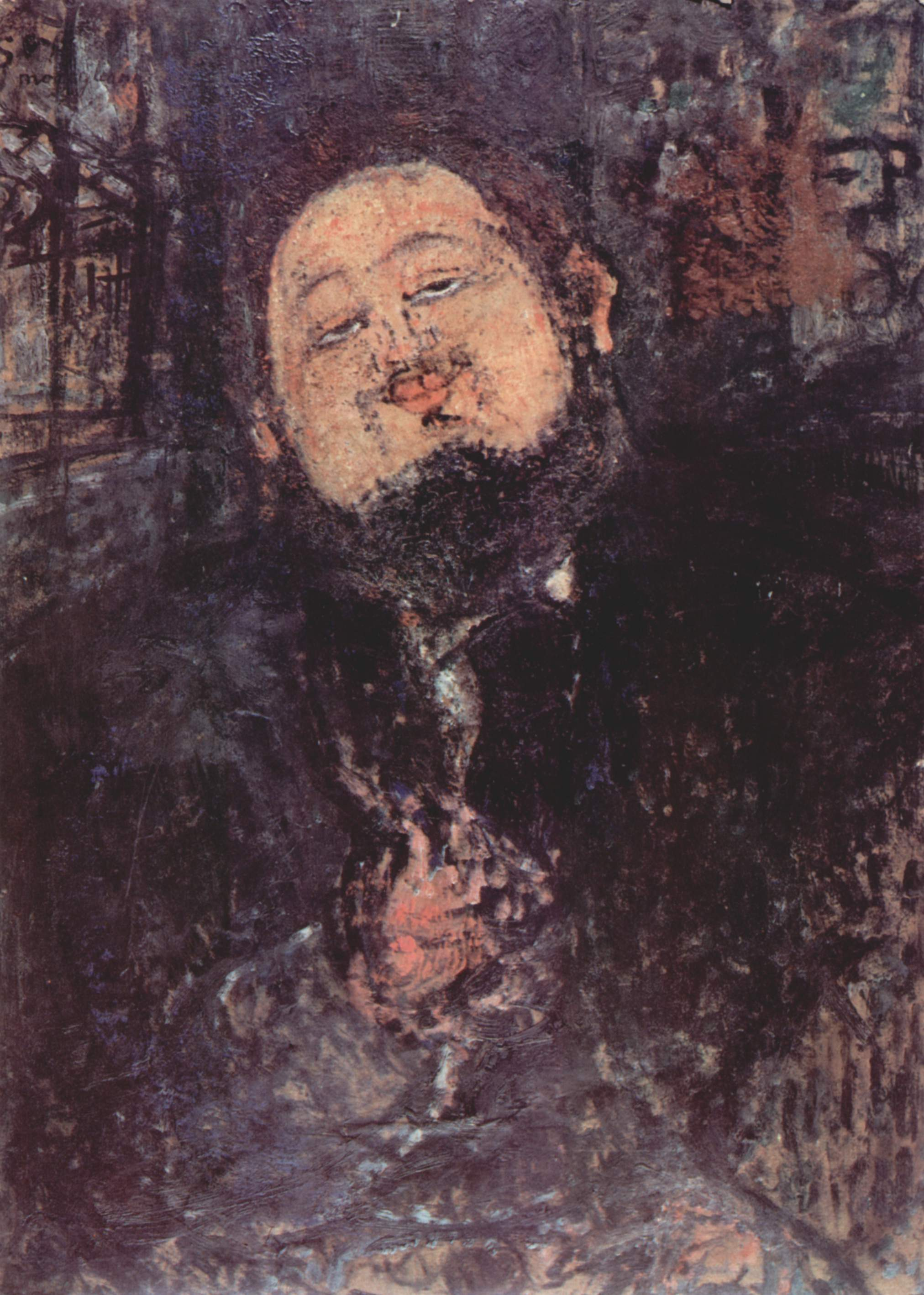
Diego Rivera porträtiert von Amedeo Modigliani (1914)

1913 stellte er erste kubistische Gemälde im Salon d’Automne aus. Zudem nahm er in diesem Jahr an Gruppenausstellungen in München und Wien, 1914 in Prag, Amsterdam und Brüssel teil. Zu dieser Zeit beteiligte sich Diego Rivera sehr aktiv an den theoretischen Diskussionen der Kubisten. Einer seiner wichtigsten Gesprächspartner war dabei Pablo Picasso. Im April 1914 organisierte die Galerie Berthe Weill die erste Einzelausstellung Riveras, in der 25 seiner kubistischen Werke zu sehen waren. Einige der Werke konnte er verkaufen, so dass sich seine angespannte finanzielle Situation verbesserte. Rivera und Beloff waren dadurch in der Lage, im Juli gemeinsam mit anderen Künstlern nach Mallorca zu reisen, wo Rivera vom Ausbruch des Ersten Weltkrieges erfuhr. Aufgrund des Krieges dauerte ihr Aufenthalt auf der Insel länger als geplant. Sie reisten über Barcelona weiter nach Madrid, wo Rivera auf verschiedene spanische und lateinamerikanische Intellektuelle traf. Dort nahm er 1915 an der von Gómez de la Serna organisierten Ausstellung Los pintores íntegris teil, in der erstmals kubistische Werke in Spanien ausgestellt wurden und heftige Diskussionen auslösten.
Im Sommer 1915 kehrte Rivera nach Paris zurück, wo ihn seine Mutter besuchte. Von ihr und den mexikanischen Intellektuellen in Spanien erhielt er Informationen über die politische und soziale Lage in seinem Heimatland. Rivera verfolgte die Entwicklung der Revolution in seinem Heimatland mit Wohlwollen und thematisierte diese auch in seinem Werk. 1915 begann Rivera eine Affäre mit der russischen Künstlerin Marevna Vorobev-Stebelska, die bis zu seiner Rückkehr nach Mexiko andauerte. Mit seiner Malerei erzielte er zunehmend Erfolge. Im Jahr 1916 beteiligte sich Diego Rivera in der Modern Gallery von Marius de Zayas in New York an zwei Gruppenausstellungen postimpressionistischer und kubistischer Kunst. Im Oktober dieses Jahres hatte er dort die Einzelausstellung Exhibition of Paintings by Diego M. Rivera and Mexican Pre-Conquest Art. Zudem kam in diesem Jahr aus der Beziehung mit Angelina Beloff sein erster Sohn namens Diego zur Welt.
1917 nahm der Direktor der Galerie L’Effort moderne, Léonce Rosenberg, Diego Rivera für zwei Jahre unter Vertrag. Er wurde von Angelina Beloff in eine von Henri Matisse veranstaltete Diskussionsgruppe von Künstlern und russischen Emigranten eingeführt und beteiligte sich an den dortigen metaphysischen Diskussionen. Diese wirkten sich in Riveras Werk durch einen schmuckloseren Stil und vereinfachte Kompositionen aus. Im Frühjahr geriet Rivera mit dem Kunstkritiker Pierre Reverdy in Konflikt, der zu einem der führenden Theoretiker des Kubismus aufgestiegen war und Diego Riveras Werke sehr schlecht besprochen hatte. Zwischen den beiden kam es zu einem Streit mit Handgreiflichkeiten. Infolgedessen wandte sich Diego Rivera vom Kubismus ab und kehrte zur figurativen Malerei zurück. Zudem brach er mit Rosenberg und Picasso, was dazu führte, dass sich auch Braque, Gris, Léger sowie die ihm freundschaftlich verbundenen Jacques Lipchitz und Gino Severini von ihm abwandten. Im Winter des Jahres 1917 starb sein erster Sohn an den Folgen einer Grippeerkrankung.
Gemeinsam mit Angelina Beloff zog Rivera 1918 in eine Wohnung in der Nähe des Champ de Mars. In seinen Gemälden machte sich der Einfluss Cézannes bemerkbar, in einigen Stillleben und Bildnissen auch der von Ingres. Rivera griff fauvistische Elemente auf, wie auch den Stil und die Farbgestaltung Renoirs. Diese Rückkehr zur figurativen Malerei fand die Unterstützung des Kunstschriftstellers Élie Faure, an dessen Ausstellung Les Constructeurs sich der mexikanische Maler bereits 1917 beteiligt hatte. Faure hatte großen Einfluss auf Riveras weitere Entwicklung, weil er diesen für die Kunst der italienischen Renaissance interessierte und mit ihm über den sozialen Stellenwert der Kunst diskutierte. In der Folge erwog Diego Rivera die Wandmalerei als Darstellungsform.
1919 traf Diego Rivera erstmals David Alfaro Siqueiros. Gemeinsam diskutierten sie notwendige Veränderungen der mexikanischen Kunst. Sie teilten gemeinsame Ansichten über die Aufgabe einer mexikanischen Kunst und welchen Stellenwert diese in der Gesellschaft einnehmen sollte. Am 13. November brachte Riveras Geliebte Marija Bronislawowna Worobjowa-Stebelskaja (genannt Marevna) seine Tochter Marika zur Welt. Rivera malte zwei Porträts des mexikanischen Botschafters in Paris und dessen Frau. Der Botschafter setzte sich bei José Vasconcelos, dem neuen Universitätsdirektor in Mexiko-Stadt, für Diego Rivera ein und bat, dem Maler einen Studienaufenthalt in Italien zu finanzieren. Dieses Stipendium ermöglichte es Diego Rivera, im Februar 1920 nach Italien zu reisen. Während der folgenden 17 Monate studierte er dort etruskische, byzantinische und Renaissance-Kunstwerke. Er fertigte Skizzen von der italienischen Landschaft und Architektur sowie den Meisterwerken der italienischen Kunst an. Die meisten von ihnen sind verschollen.
Rivera studierte die Fresken Giottos und die Wand- und Deckenmalereien Michelangelos in der Sixtinischen Kapelle. So lernte Rivera die Freskotechnik und die Ausdrucksmöglichkeiten einer monumentalen Malerei kennen. Angezogen von der sozialen und politischen Entwicklung in seiner Heimat reiste Rivera im März 1921 über Paris alleine zurück nach Mexiko.

### Rivera als politischer Künstler in Mexiko

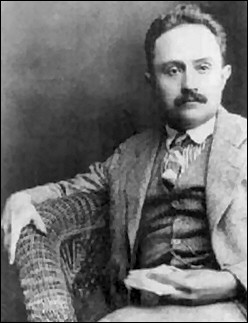
Der Bildungsminister José Vasconcelos war der zentrale Impulsgeber des Muralismo und vergab Wandbildaufträge an Rivera

Während sich Diego Rivera in Italien aufhielt, wurde 1920 José Vasconcelos von Präsident Alvaro Obregón zum Bildungsminister ernannt. Vasconcelos führte ein umfassendes Programm zur Volksbildung ein, das auch erzieherische und belehrende Wandbilder an und in öffentlichen Gebäuden vorsah. Mit ihnen wollte er im Anschluss an die Revolution die Ideale einer umfassenden kulturellen Reformbewegung verwirklichen, die eine ethnische und soziale Gleichstellung der indigenen Bevölkerung und die Etablierung einer eigenen mexikanischen Nationalkultur vorsah.
Kurz nach Riveras Ankunft in Paris im März 1921 kehrte er nach Mexiko zurück, da ihm die dortige politische und soziale Entwicklung attraktiv erschien. Er nahm Abstand von seiner Zeit in Europa, indem er, anstatt weiterhin den stilistischen Entwicklungen der Moderne zu folgen, seinen ganz eigenen Stil entwickelte, und ließ seine Lebensgefährtin, seine Geliebte und seine Tochter zurück. Lediglich seine Tochter Marika erhielt über Freunde Unterhaltszahlungen, obwohl Rivera die Vaterschaft nie offiziell anerkannte. Bereits kurz nach seiner Rückkehr im Juni 1921 nahm der Bildungsminister Rivera in das kulturelle Programm der Regierung auf. 1921 lud Vasconcelos Diego Rivera und weitere aus Europa zurückgekehrte Künstler und Intellektuelle auf eine Reise nach Yucatán ein. Sie sollten sich mit dem kulturellen und nationalen Erbe Mexikos vertraut machen, um dieses in ihre zukünftigen Arbeiten einfließen zu lassen. Rivera sah auf dieser Reise die archäologischen Stätten Uxmal und Chichén Itzá. Angeregt von den dort gesammelten Eindrücken entwickelte Rivera seine Vorstellungen von einer im Dienst des Volkes stehenden Kunst, die die Geschichte über Wandbilder vermitteln sollte.
Diego Rivera begann im Januar 1922 in der Escuela Nacional Preparatoria damit, sein erstes Wandgemälde zu malen. Dieses Projekt war der Auftakt und die Bewährungsprobe für das Wandbildprogramm der Regierung. Während mehrere Maler im Innenhof arbeiteten, fertigte Rivera in der Aula das Gemälde Die Schöpfung an. Die Arbeiten, bei denen er weitestgehend den traditionellen Methoden der Freskotechnik folgte, dauerten ein Jahr. Sein erstes Wandgemälde griff noch ein traditionell christliches und europäisches Motiv auf, auch wenn er dies mit einer typisch mexikanischen Farbigkeit und eben solchen Figurentypen kontrastierte. In den Tafelbildern nach seiner Rückkehr stand hingegen der mexikanische Alltag im Vordergrund. Rivera heiratete im Juni 1922 Guadelupe Marín, die ihm für eine der Figuren des Wandbildes Modell stand, nachdem er bereits zuvor mit einigen Modellen Verhältnisse gehabt hatte. Die beiden zogen in ein Haus in der Mixcalco-Straße.
Im Herbst 1922 beteiligte sich Diego Rivera an der Gründung des Sindicato Revolucionario de Trabajadores Técnicos, Pintores y Escultores, der revolutionären Gewerkschaft der technischen Arbeiter, Maler und Bildhauer, und lernte dort kommunistische Ideen kennen. In der Gewerkschaft war Rivera mit David Alfaro Siqueiros, Carlos Mérida, Xavier Guerrero, Amado de la Cueva, Fernando Leal, Ramón Alva Guadarrama, Fermín Revueltas, Germán Cueto und José Clemente Orozco verbunden. Ende 1922 trat Diego Rivera der Kommunistischen Partei Mexikos bei. Gemeinsam mit Siqueiros und Xavier Guerrero bildete er deren Exekutivkomitee.
Im März 1922 erhielt Rivera den Auftrag, die Secretaría de Educación Pública mit Fresken auszugestalten. Ab September 1922 arbeitete er an diesem Projekt, das er gleichzeitig leitete. Es handelte sich um den größten Auftrag im ersten Jahrzehnt des Muralismo. Die Arbeiten im Bildungsministerium zogen sich über Jahre hin. Da er nur zwei Dollar pro Tag mit diesen Arbeiten verdiente, verkaufte Diego Rivera Gemälde, Zeichnungen und Aquarelle an Sammler, die vorwiegend aus Nordamerika stammten. 1924 kam Riveras Tochter Guadelupe zur Welt. In diesem Jahr gab es erhebliche Konflikte um das Wandmalereiprojekt im Bildungsministerium. Konservative Gruppen lehnten die Wandmalerei ab, Bildungsminister Vasconcelos trat zurück, und die Arbeiten am Projekt wurden eingestellt. Nach der Entlassung der Mehrzahl der Maler konnte Rivera den neuen Bildungsminister José María Puig Casaurac von der Bedeutung der Murales überzeugen und behielt daraufhin seine Anstellung, um die Gemälde zu vollenden. Ende des Jahres 1924 erhielt er neben seinen Arbeiten im Bildungsministerium den Auftrag, Wandgemälde in der Escuela Nacional de Agricultura in Chapingo zu malen. Dort schuf er dekorative Wandbilder für die Eingangshalle, den Treppenaufgang und die Empfangshalle in der ersten Etage und 1926 die Wände der Aula. Sowohl seine schwangere Frau als auch Tina Modotti standen für Rivera bei diesem Projekt Modell. Mit Modotti ging er ein Verhältnis ein, was zur vorläufigen Trennung von Guadalupe Marín führte. Nach der Geburt seiner Tochter Ruth verließ Diego Rivera 1927 seine Frau.

### Reise in die Sowjetunion und Erfolge in Mexiko
Im Herbst 1927, nachdem er die Arbeiten in Chapingo abgeschlossen hatte, reiste Diego Rivera anlässlich des zehnjährigen Jubiläums der Oktoberrevolution als Mitglied der offiziellen Delegation der Kommunistischen Partei Mexikos in die Sowjetunion. Bereits in seinen Pariser Jahren wollte Rivera die UdSSR besuchen, nun hoffte er, von der dortigen Entwicklung der Kunst zu profitieren, und wollte mit einem eigenen Wandgemälde einen Beitrag zur sowjetischen Kunst leisten. Die Reise führte über Berlin, wo er Intellektuelle und Künstler traf, nach Moskau, wo er sich neun Monate lang aufhielt. Dort hielt er Vorträge und unterrichtete Monumentalmalerei an der Schule für bildende Kunst. Rivera hatte Kontakt zur Künstlergruppe Oktober, die für eine den Volkstraditionen folgende öffentliche Kunst eintrat. Bei den Feierlichkeiten zum 1. Mai 1928 fertigte er Skizzen für ein im Club der Roten Armee geplantes Wandgemälde an, das jedoch wegen Intrigen und Unstimmigkeiten nicht zur Ausführung kam. Aufgrund unterschiedlicher politischer und künstlerischer Ansichten legte die stalinistische Regierung Diego Rivera die Rückkehr nach Mexiko nahe.
1928 kehrte er aus der Sowjetunion zurück und trennte sich endgültig von Guadelupe Marín. Er beendete in diesem Jahr die Wandgemälde im Bildungsministerium und in Chapingo. Während er seine Arbeiten im Bildungsministerium fertigstellte, erhielt er Besuch von Frida Kahlo, die ihm ihre ersten Malversuche zeigte und um seine Meinung bat. Aufgrund von Riveras positiver Reaktion entschloss sie sich, sich ganz der Malerei zu widmen. Am 21. August 1929 heiratete Diego Rivera die fast 21 Jahre jüngere Malerin. Kurz zuvor war Rivera von den Schülern der Kunstschule der Academia de San Carlos zum Direktor gewählt worden. Seine Konzepte gerieten jedoch stark in die Kritik seitens der Medien und konservativer Kräfte. Er erarbeitete einen neuen Stundenplan und räumte den Schülern große Mitsprachemöglichkeiten bei der Lehrer-, Personal- und Methodenwahl ein. Riveras Reformen wurden vor allem von Lehrern und Schülern der im selben Gebäude untergebrachten Architekturschule kritisiert, ihnen schlossen sich konservative Künstler und auch Mitglieder der kommunistischen Partei, aus der Diego Rivera im September 1929 ausgeschlossen wurde, an. Schließlich gab die Verwaltung der Akademie den Protesten nach und entließ Diego Rivera Mitte des Jahres 1930. Der Ausschluss aus der Kommunistischen Partei war die Folge von Riveras kritischer Position gegenüber Josef Stalin und dessen Politik sowie der Annahme von Aufträgen der Regierung unter Präsident Plutarco Elías Calles.

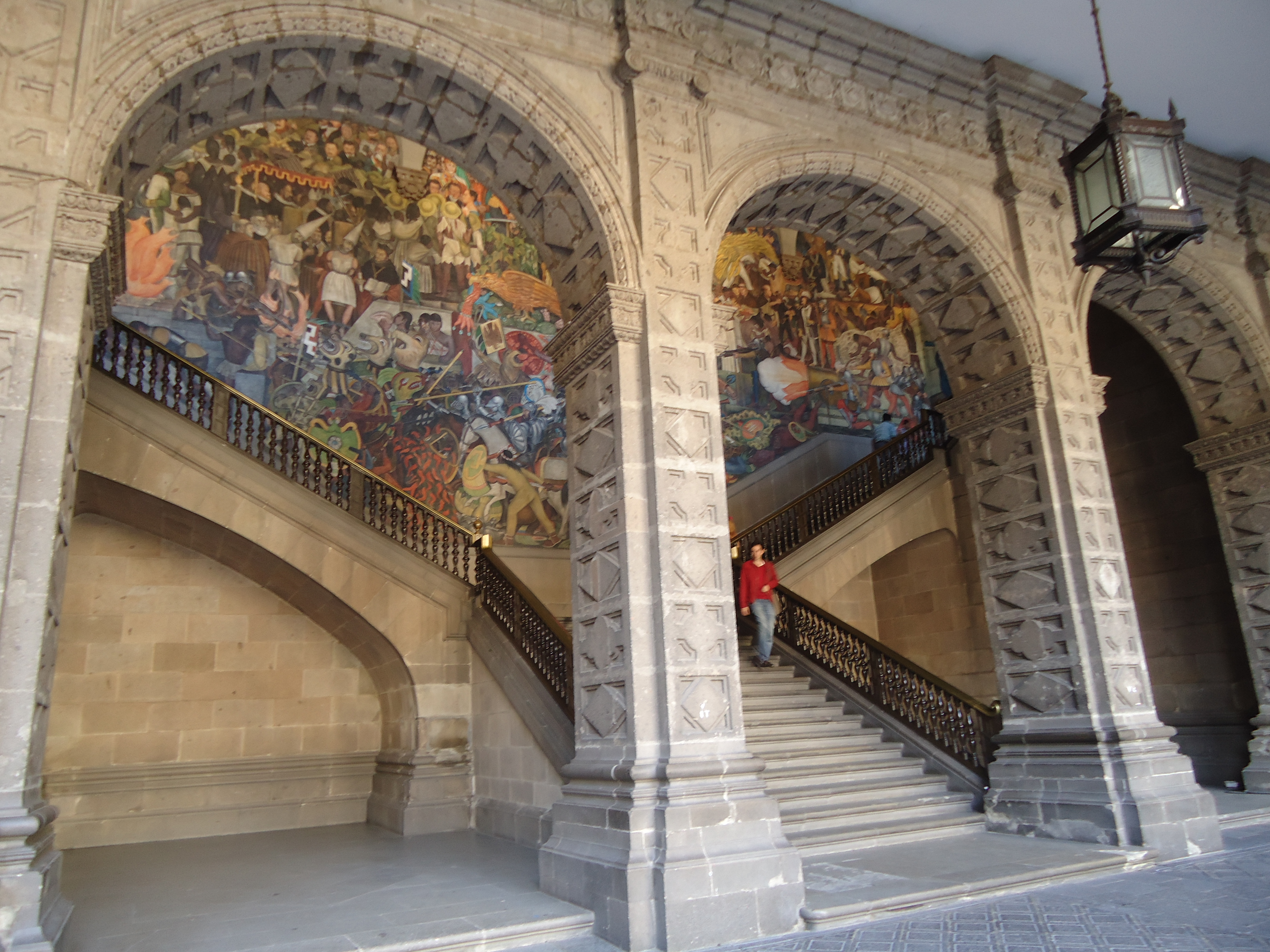
Treppenaufgang im Palacio Nacional mit Murales von Diego Rivera

Rivera erhielt 1929 den Auftrag, den Treppenaufgang des Palacio Nacional in Mexiko-Stadt auszumalen, zudem malte er ein Wandgemälde für die Secretaría de Salud. Noch während der Arbeiten im Regierungssitz, die Rivera mehrere Jahre beschäftigen sollten, beauftragte der Botschafter der USA in Mexiko, Dwight W. Morrow, Diego Rivera damit, ein Wandgemälde im Palacio de Cortés von Cuernavaca auszuführen. Für diesen Auftrag erhielt er mit 12.000 Dollar sein bisher höchstes Honorar. Nach Beendigung dieses Auftrages im Herbst 1930 nahm Rivera das Angebot an, in den Vereinigten Staaten Wandgemälde anzufertigen. Dieser Entschluss wurde von der kommunistischen Presse in Mexiko scharf kritisiert.

### Aufenthalt in den USA

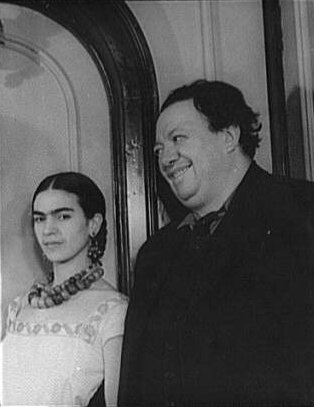
Frida Kahlo und Diego Rivera, Porträt von Carl van Vechten, 1932

Im Herbst 1930 reiste Diego Rivera gemeinsam mit Frida Kahlo nach San Francisco. In den Vereinigten Staaten war die Kunst der mexikanischen Wandmaler durch Zeitungsartikel und Reiseberichte bereits seit den 1920er-Jahren bekannt. Reisende hatten bereits Tafelbilder Riveras in die USA gebracht, nun sollte er dort ebenfalls Wandbilder ausführen. Der kalifornische Bildhauer Ralph Stackpole kannte Rivera seit seiner Zeit in Paris und sammelte seine Bilder, von denen er eines an William Gerstle, den Präsidenten der San Francisco Art Commission, verschenkte. Gerstle wollte, dass Rivera eine Wand in der California School of Fine Arts bemalte, und dieser nahm den Auftrag an. Als Stackpole 1929 mit anderen Künstlern den Auftrag erhielt, die Dekoration des neuen Gebäudes der San Francisco Pacific Stock Exchange vorzunehmen, gelang es ihm zudem, eine Wand für Diego Rivera zu reservieren. Die Einreise in die Vereinigten Staaten wurde Rivera anfangs aufgrund seiner kommunistischen Gesinnung verweigert. Erst nach der Fürsprache Albert M. Benders, eines einflussreichen Versicherungsagenten und Kunstsammlers, erhielt er ein Visum. Dies wurde sowohl von antikommunistischen Medien als auch von Künstlern aus San Francisco kritisiert, die sich bei der Auftragsvergabe benachteiligt sahen. Ebenfalls auf Kritik stieß, dass 120 Werke Riveras Ende des Jahres 1930 im California Palace of the Legion of Honor ausgestellt wurden. Nach Beendigung der Wandbildprojekte und infolge der persönlichen Erscheinung des Ehepaares änderte sich die Stimmung zum Positiven.
In San Francisco malte Diego Rivera von Dezember 1930 bis Februar 1931 das Wandgemälde Allegorie Kaliforniens im Luncheon Club der San Francisco Pacific Stock Exchange. Zusammen mit dem Börsengebäude wurde auch das Wandbild im März 1931 offiziell eingeweiht. Von April bis Juni 1931 fertigte Diego Rivera dann das Wandgemälde Die Verwirklichung eines Freskos in der California School of Fine Arts an. Direkt nach Vollendung des Projekts kehrte er nach Mexiko zurück, um auf Bitten des Präsidenten das unvollendet zurückgelassene Wandgemälde im Palacio Nacional fertigzustellen. Kurz darauf erhielt Diego Rivera die Einladung, im Museum of Modern Art in New York auszustellen. Es war nach einer Retrospektive von Henri Matisse die zweite große Einzelausstellung im 1929 eröffneten Museum und blieb bis 1986 die wichtigste Ausstellung mit Werken Riveras in den USA. Wegen dieser Einladung brach Rivera die Arbeiten im Palacio Nacional nach der Fertigstellung der Hauptwand erneut ab. Er reiste gemeinsam mit seiner Frau und der Kunsthändlerin Frances Flynn Paine, die ihm den Vorschlag zu dieser Retrospektive unterbreitet hatte, per Schiff nach New York. Im November 1931 kam er an und arbeitete bis zur Ausstellungseröffnung am 23. Dezember an acht transportablen Fresken. Insgesamt zeigte die Retrospektive 150 Werke Riveras und wurde von 57.000 Menschen besucht. Auch die Kritik begleitete die Ausstellung positiv.

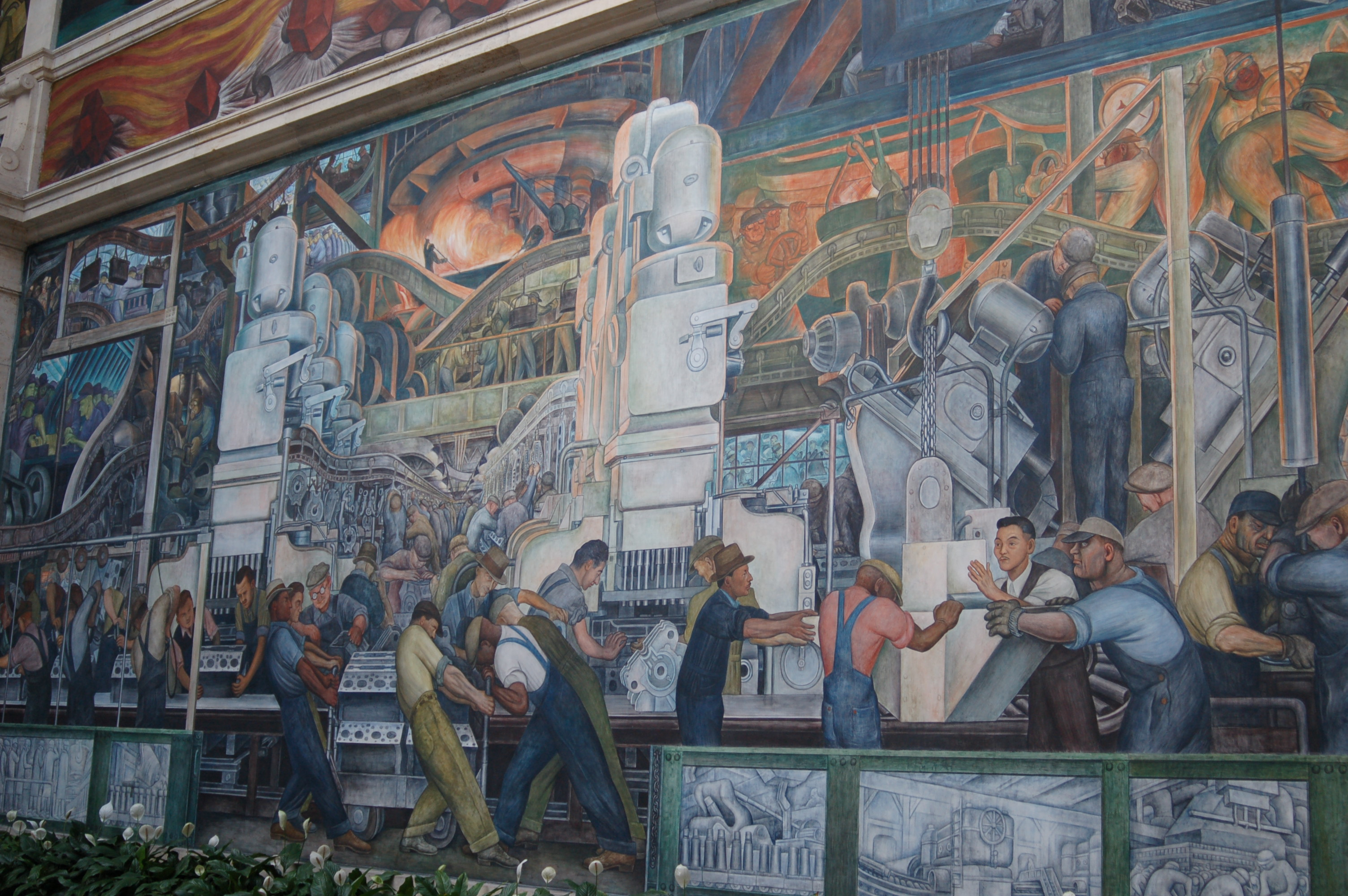
Detroit Industy Murals am Detroit Institute of Arts, 1933

Über die Tennis-Weltmeisterin Helen Wills Moody lernte Diego Rivera mit William R. Valentiner und Edgar P. Richardson die beiden Leiter des Detroit Institute of Arts kennen. Sie luden ihn ein, im Februar und März 1931 in Detroit auszustellen, und unterbreiteten der zuständigen Kunstkommission der Stadt den Vorschlag, Diego Rivera für ein Wandgemälde im Garden Court des Museums zu engagieren. Mit der Unterstützung von Edsel B. Ford, dem Vorsitzenden des städtischen Kunstausschusses, konnte Diego Rivera nach seiner New Yorker Ausstellung Anfang des Jahres 1932 beginnen, seine Arbeiten für Detroit vorzubereiten. Ford stellte 10.000 Dollar für die Ausführung der Fresken zur Verfügung, so war ein Honorar von 100 Dollar pro bemaltem Quadratmeter geplant. Als Rivera die Örtlichkeit besichtigte, entschied er sich jedoch, statt der geplanten zwei Gemälde den ganzen Hof für dasselbe Honorar auszumalen. In den Fresken stellte Rivera die Industrie Detroits dar. An seiner Industriemalerei wurde kritisiert, dass die Gemälde pornographische, gotteslästerliche und kommunistische Inhalte zeigen würden, und die Sicherheit der Werke schien zeitweise gefährdet. Edsel B. Ford stellte sich jedoch hinter den Künstler und sein Werk und beruhigte so die Lage.
Noch in Detroit arbeitend erhielt Rivera den Auftrag, ein Wandgemälde in der Lobby des noch im Bau befindlichen Rockefeller Center zu malen. Im Laufe des Jahres 1933 arbeitete er an diesem Bild, dessen Thema Der Mensch am Scheideweg, hoffnungsvoll in eine bessere Zukunft blickend von einer Kommission vorgegeben worden war. Rivera bildete in diesem Bild seine negative Sicht auf den Kapitalismus ab und zeigt Lenin, der in der genehmigten Vorzeichnung noch nicht auftauchte, als einen Vertreter der neuen Gesellschaft. Dies führte zu heftiger Kritik der konservativen Presse, wohingegen progressive Gruppen sich mit dem Künstler solidarisierten. Die Rockefellers als Auftraggeber stellten sich nicht wie Ford hinter den Künstler, sondern baten Rivera darum, Lenin zu übermalen. Als der Künstler dies ablehnte, wurde das Gemälde Anfang Mai abgedeckt sowie Rivera ausgezahlt und entlassen. Infolgedessen kehrte Diego Rivera nach Mexiko zurück. Im Februar 1934 wurde das Wandgemälde im Rockefeller Center endgültig zerstört.

### Rückkehr nach Mexiko
Diego Rivera kehrte 1933 enttäuscht nach Mexiko zurück, da er seine politischen Werke in den Vereinigten Staaten nicht frei umsetzen konnte. Er war dort zu einem der bekanntesten Künstlern geworden, von Kollegen und linken Intellektuellen verehrt, von Industriellen und Konservativen angefeindet. Nachdem im Februar 1934 das Fresko im Rockefeller Center zerstört worden war, erhielt Diego Rivera noch im selben Jahr die Chance, sein Werk im Palacio de Bellas Artes in Mexiko-Stadt umzusetzen. In der Folge vergab der Staat wieder vermehrt öffentliche Aufträge an die großen Vertreter des Muralismo.

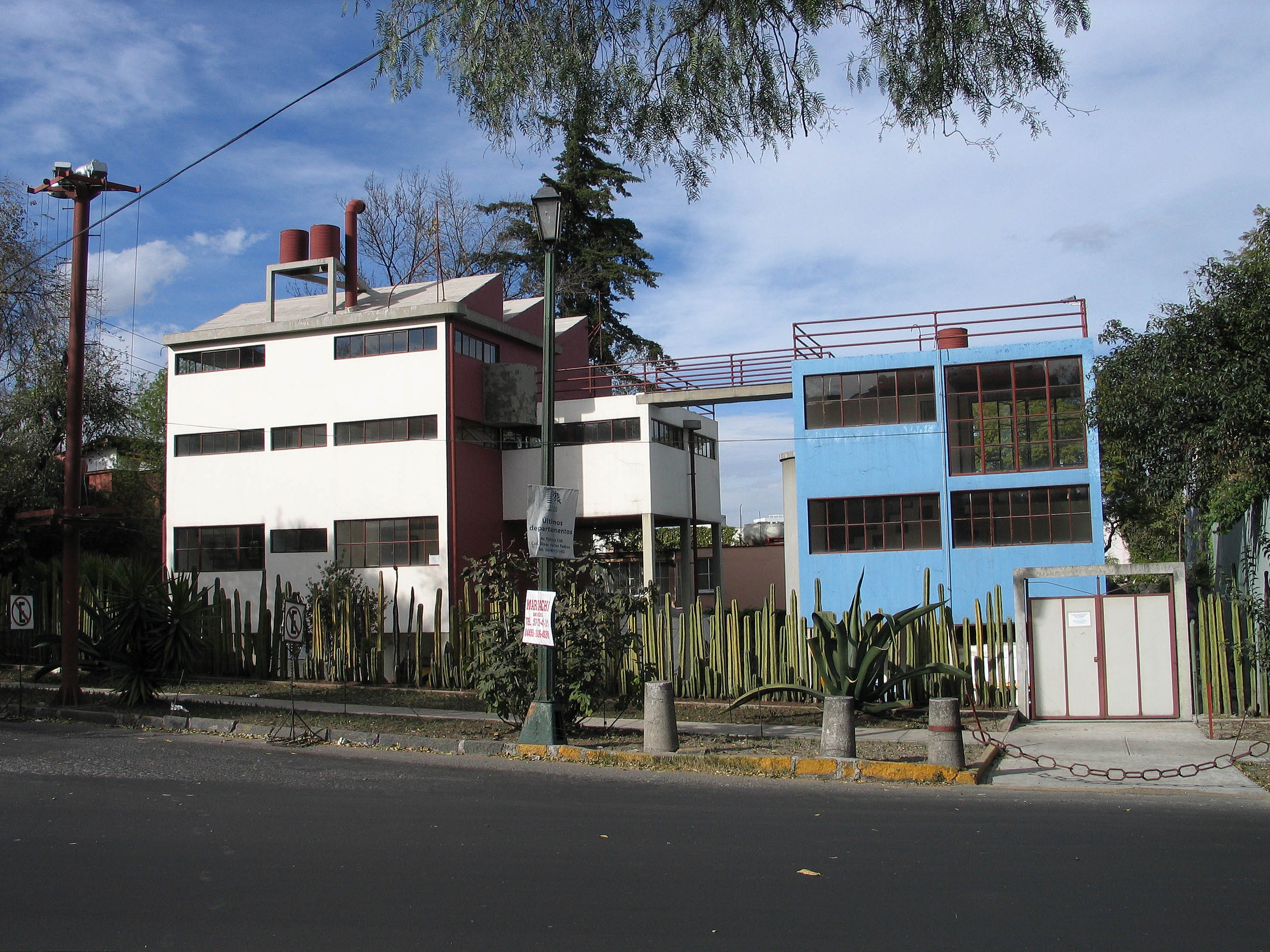
In diesem Doppelhaus in San Ángel (Mexiko-Stadt) lebten Rivera und Kahlo 1934 bis 1940

Nach seiner Rückkehr bezog Rivera zusammen mit Frida Kahlo das Atelier-Wohnhaus in San Angel, das er 1931 bei Juan O’Gorman in Auftrag gegeben hatte. Im kleineren, blauen Kubus des im Bauhausstil errichteten Gebäudes lebte Kahlo, im größeren, rosa Kubus Rivera. Im November 1934 nahm Diego Rivera die Arbeiten im Palacio Nacional wieder auf, die er 1935 abschloss. Er vollendete das aus den Bildern Das vorspanische Mexiko – Die antike indianische Welt von 1929 und Geschichte Mexikos von der Eroberung bis 1930 von 1929 bis 1931 bestehende Ensemble Epos des mexikanischen Volkes mit dem Bild Mexiko heute und morgen. Im November 1935 beendete Rivera dieses Projekt. Da keine weiteren großen Wandmalereiprojekte anstanden, widmete er sich in der folgenden Zeit wieder vermehrt der Tafelmalerei, seine Motive waren oftmals indianische Kinder und Mütter. Die technische Ausführung dieser Bilder in der zweiten Hälfte der 1930er-Jahre war oftmals nicht besonders gut, da Rivera sie in Serie herstellte und an Touristen verkaufte, um mit den Einnahmen seine Sammlung präkolumbischer Kunst zu finanzieren.
Zu einer vorübergehenden Ehekrise, welche Rivera 1935 hatte, führte eine Affäre mit Frida Kahlos jüngerer Schwester Christina. Aber die gemeinsamen politischen Interessen führten das Ehepaar wieder zusammen. Rivera wurde weiterhin von der Kommunistischen Partei Mexikos angefeindet, die ihm die Unterstützung der konservativen Positionen der Regierung vorwarf. Besonders mit Siqueiros geriet Rivera wiederholt in Konflikt, die beiden standen sich auf einer politischen Versammlung sogar bewaffnet gegenüber. Diego Rivera wandte sich auch infolge seiner 1933 in New York geknüpften Kontakte zur Communist League of America den Trotzkisten zu und wurde 1936 Mitglied der Internationalen Trotzkistisch-Kommunistischen Liga. Gemeinsam mit Frida Kahlo setzte sich Diego Rivera bei Präsident Lázaro Cárdenas del Río dafür ein, dass Leo Trotzki politisches Asyl in Mexiko erhalten sollte. Unter der Voraussetzung, dass sich der Russe nicht politisch betätigen würde, stimmte der Präsident dem Asylgesuch zu. Im Januar 1937 empfingen Diego Rivera und Frida Kahlo Leo Trotzki und dessen Frau Natalja Sedowa in Kahlos blauem Haus in Coyoacán. Im Jahr 1938 beherbergte Rivera zudem den surrealistischen Vordenker André Breton und dessen Frau Jacqueline. Die beiden Künstler unterzeichneten ein von Trotzki verfasstes Manifest für eine revolutionäre Kunst. Die befreundeten Ehepaare reisten gemeinsam durch die mexikanischen Provinzen, und unter dem Einfluss Bretons fertigte Diego Rivera einige wenige surrealistische Bilder an.
Nach persönlichen und politischen Auseinandersetzungen brach Rivera 1939 mit Trotzki. Im Herbst desselben Jahres ließ sich Frida Kahlo von Rivera scheiden. 1940 stellte er in der von André Breton, Wolfgang Paalen und César Moro organisierten Internationalen Surrealismus Ausstellung in der Galería de Arte Mexicano von Inés Amor aus. Außerdem kehrte Rivera in diesem Jahr nach San Francisco zurück, wo er nach längerer Zeit wieder einen Wandbild-Auftrag erhalten hatte. Nachdem die Sowjetunion mit dem Deutschen Reich paktierte, milderte der Künstler seine negative Einstellung zu den Vereinigten Staaten und nahm die Einladung an. Er trat in der Folge für die Solidarität der amerikanischen Länder gegen den Faschismus ein. Unter dem Titel Panamerikanische Einheit malte er zehn Wandtafeln für die Golden Gate International Exposition in San Francisco. Dort heirateten er und Frida Kahlo am 8. Dezember 1940 erneut, da beide unter der Trennung gelitten hatten.

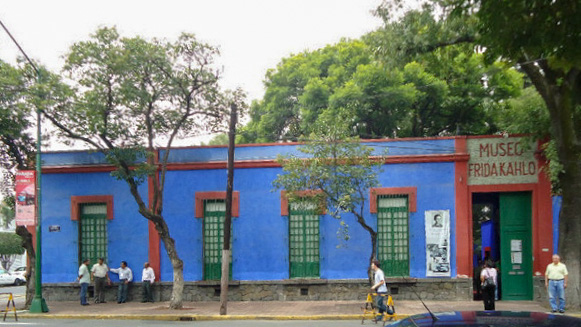
Blaues Haus in Coyoacán, heute „Museo Frida Kahlo“

Nach seiner Rückkehr nach Mexiko zog Diego Rivera im Februar 1941 zu Kahlo ins blaue Haus. Das Haus in San Angel Inn nutzte er in der Folgezeit nur noch als Rückzugsort und Atelier. 1941 und 1942 malte Diego Rivera überwiegend an der Staffelei. Er erhielt zudem den Auftrag, die Fresken im Obergeschoss des Innenhofs des Palacio Nacional auszuführen. Weiterhin begann er 1942 mit dem Bau des Anahuacalli, in dem er seine Sammlung präkolonialer Objekte präsentieren wollte. Das Gebäude war zuerst auch als Wohnhaus konzipiert, beherbergte letztendlich aber nur die 60.000 Objekte umfassende Sammlung, der sich Rivera bis zu seinem Lebensende widmete.
Ab Anfang der 1940er wurde Rivera zunehmend nationale Anerkennung zuteil. Das Colegio Nacional wurde 1943 gegründet und Rivera gehörte zu den ersten 15 von Präsident Manuel Ávila Camacho berufenen Mitgliedern. Im selben Jahr berief ihn die im Jahr zuvor gegründete Kunstakademie La Esmeralda zum Professor mit dem Ziel, den Kunstunterricht zu reformieren. Er schickte seine Schüler aufs Land und die Straße, um dort nach der mexikanischen Realität zu malen. Auch Rivera fertigte in diesem Zusammenhang Zeichnungen, Aquarelle und Gemälde an. Nach der Genesung von einer Lungenentzündung malte Rivera 1947 ein großes Wandgemälde im neu gebauten Hotel del Prado am Almeda-Park. Der Traum eines Sonntagnachmittags im Almeda-Park zeigt eine Darstellung der mexikanischen Geschichte durch eine Aufreihung historischer Persönlichkeiten. 1943 wurde er als Ehrenmitglied in die American Academy of Arts and Letters gewählt.

### Letzte Lebensjahre und Tod

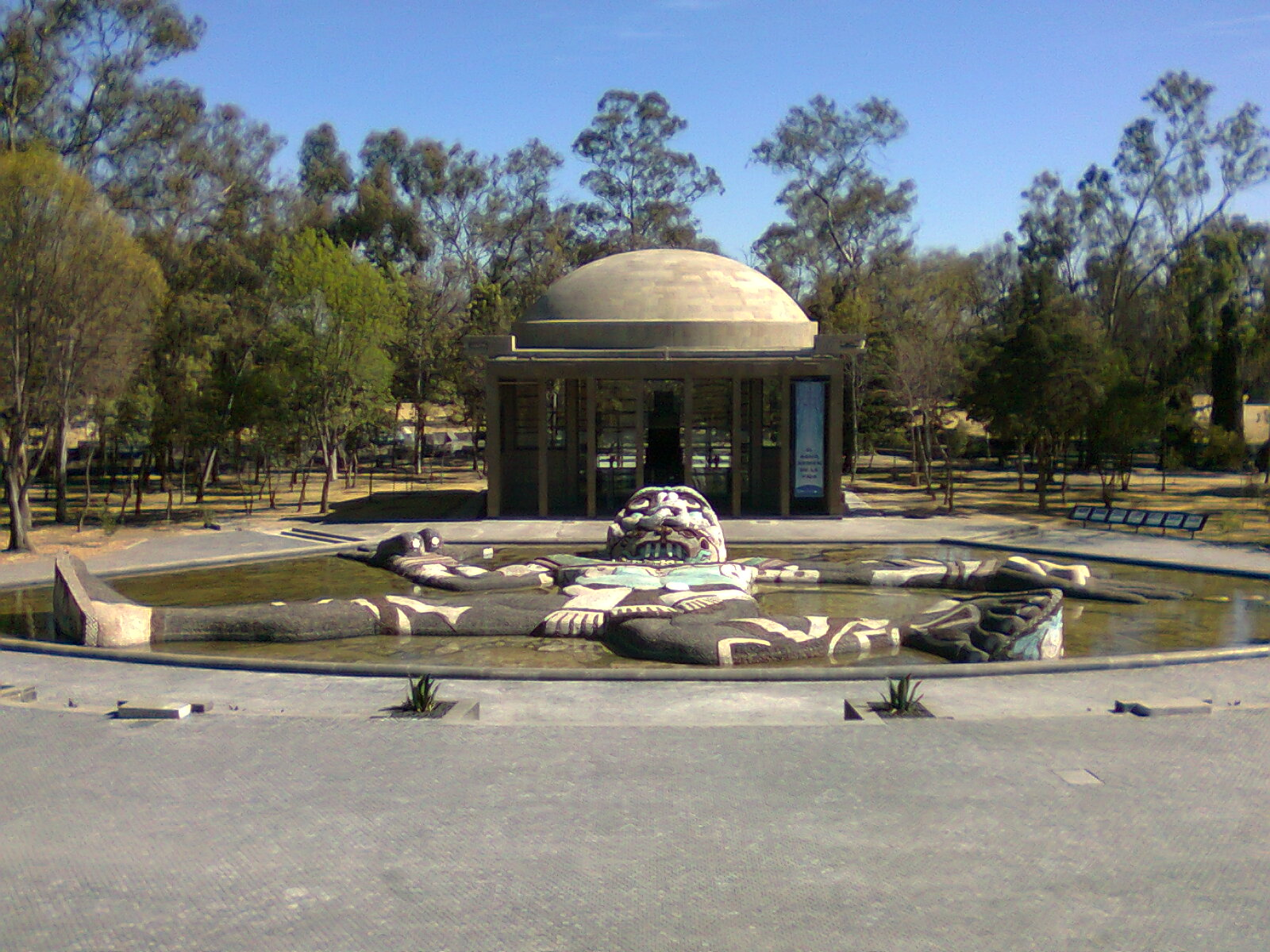
Cárcamo del río Lerma im Chapultepec-Park

Gemeinsam mit David Alfaro Siqueiros und José Clemente Orozco bildete Diego Rivera ab 1947 die Kommission für Wandmalerei des Instituto de Bellas Artes. 1949 richtete das Institut eine große Ausstellung anlässlich des 50-jährigen Jubiläums von Riveras Schaffen im Palacio de Bellas Artes aus.
1950, als Frida Kahlo sich wegen mehrerer Operationen an der Wirbelsäule neun Monate im Krankenhaus aufhalten musste, nahm sich Rivera ebenfalls ein Zimmer im Hospital, um bei seiner Frau zu sein. Diego Rivera illustrierte in diesem Jahr gemeinsam mit David Alfaro Siqueiros die limitierte Auflage von Pablo Nerudas Canto General und gestaltete auch die Buchhülle. Des Weiteren entwarf er das Bühnenbild zu El cuadrante de la soledad von José Revueltas und setzte seine Arbeiten im Palacio Nacional fort. Diego Rivera wurde gemeinsam mit Orozco, Siqueiros und Tamayo die Ehre zuteil, Mexiko auf der Biennale des Jahres 1950 in Venedig zu vertreten. Des Weiteren erhielt er den Premio Nacional de Artes Plásticas verliehen. 1951 verwirklichte Rivera im Wasserschacht des Cárcamo del río Lerma im Chapultepec-Park in Mexiko-Stadt ein Unterwasser-Wandgemälde und gestaltete einen Brunnen am Eingang des Gebäudes. Für die Gemälde in dem Becken, in welches das Wasser gepumpt wird, experimentierte er mit Polystyrol in einer Gummilösung, um das Gemälde unter der Wasseroberfläche zu ermöglichen. 1951 und 1952 arbeitete Rivera zudem am Stadion der Universidad Nacional Autónoma de México, wo er in einem Mosaik die Geschichte des Sports in Mexiko darstellen sollte. Von diesem Kunstwerk stellte er jedoch nur das Mittelstück des Frontbildes fertig, da es keine ausreichende Finanzierung gab.

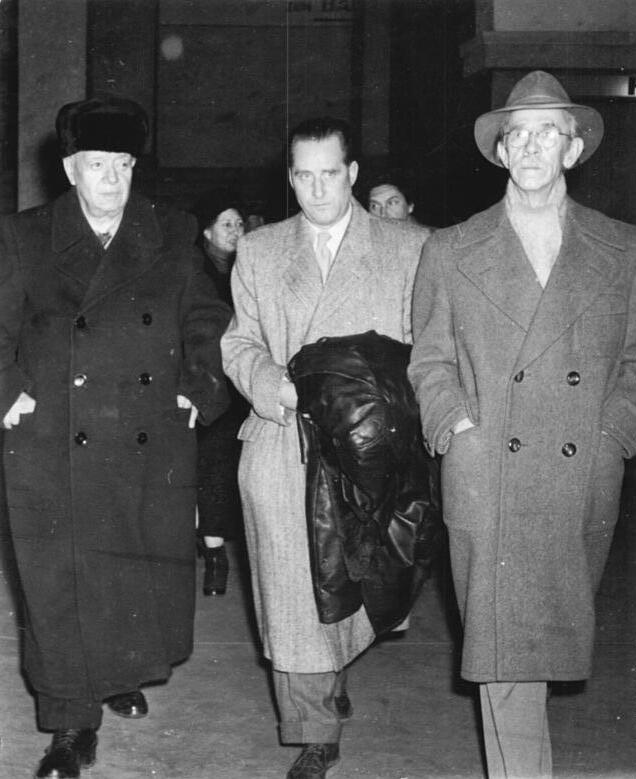
Diego Rivera in Begleitung von Rudolf Engel, dem Direktor der Akademie der Künste in Ostberlin, und Otto Nagel, dem Vizepräsidenten der Akademie, Berlin Ostbahnhof, 21. März 1956

Rivera malte 1952 eine transportable Wandtafel für die in Europa geplante Ausstellung Zwanzig Jahrhunderte mexikanische Kunst. Seine Porträts der Diktatoren der Sowjetunion, Josef Stalin, und Chinas, Mao Zedong, in diesem Werk führten zum Ausschluss seiner Arbeit. Insgesamt wandte sich Rivera gegen die zunehmend am westlichen Kapitalismus orientierte Politik, die unter der Präsidentschaft von Miguel Alemán Valdés eingesetzt hatte. Ab 1946 bewarb sich Rivera wiederholt vergeblich um die Wiederaufnahme in die Kommunistische Partei, während Frida Kahlo 1949 wieder in die Partei aufgenommen wurde. 1954 nahmen die beiden in Guatemala an einer Unterstützungskundgebung für die Regierung des demokratisch gewählten Präsidenten Jacobo Árbenz Guzmán teil. Es war der letzte öffentliche Auftritt Frida Kahlos, die am 13. Juli 1954 starb. Rivera willigte ein, dass bei ihrer Totenwache im Palacio de Bellas Artes die kommunistische Fahne über ihren Sarg gelegt werden durfte. Im Gegenzug nahm ihn die Kommunistische Partei Mexikos wieder als Mitglied auf.

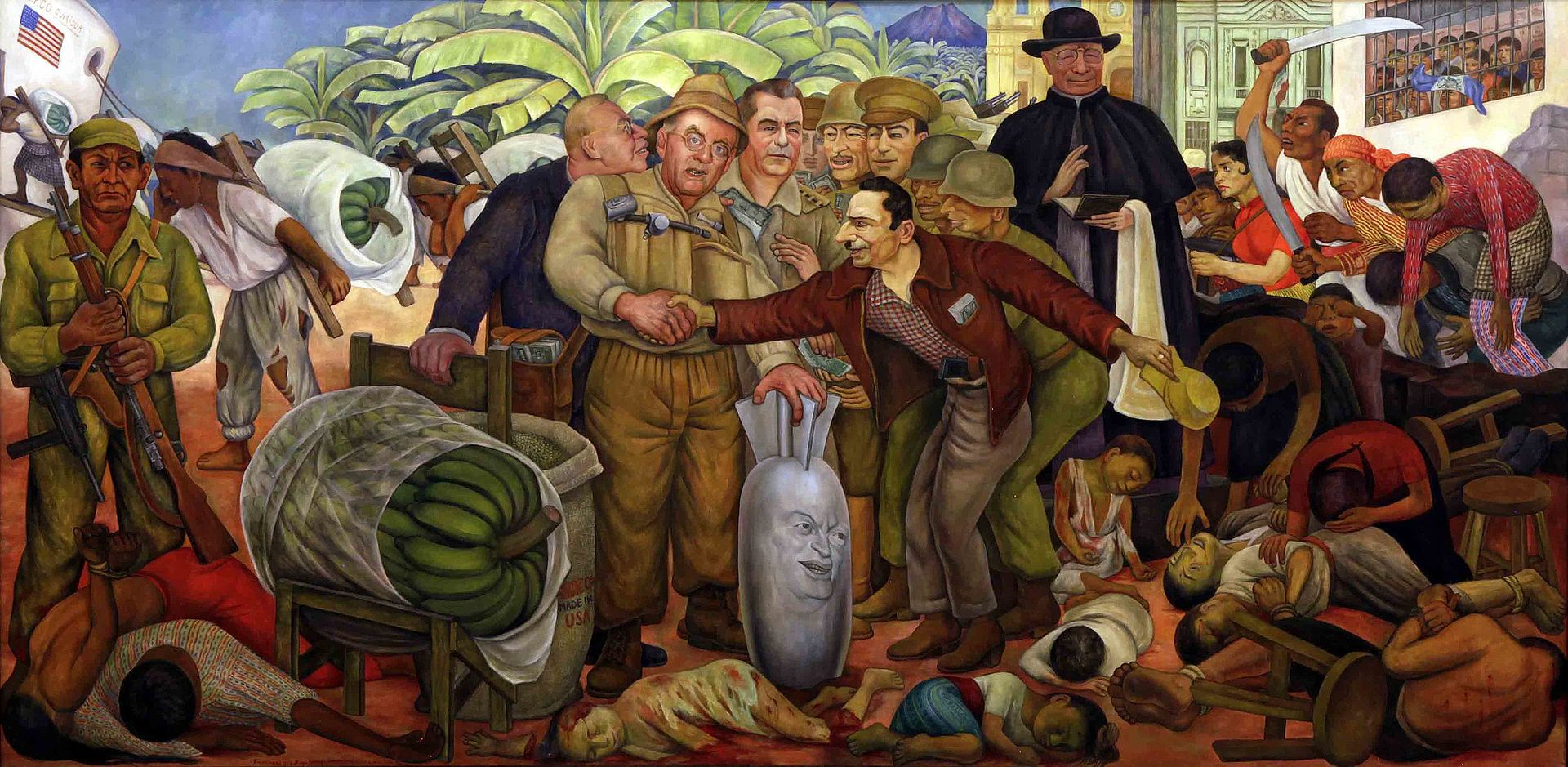
Gloriosa victoria

Daraufhin malte Rivera das Tempera-Bild Gloriosa Victoria (Glorreicher Sieg) zum von der CIA initiierten Putsch gegen Präsident Jacobo Árbenz Guzmán. Auf dem Bild sind in karikierender Weise die Anstifter und Förderer des Putsches wie John Foster Dulles, Allen Dulles und der Erzbischof von Guatemala sowie auf einer Bombe das Gesicht von US-Präsident Dwight D. Eisenhower dargestellt. Ebenfalls im Bild sind die Opfer der Massaker und die Gefangenen des Regimes zu sehen. Rivera schenkte das Bild Russland; es wurde durch verschiedene kommunistische Länder geschickt und galt dann lange als verschollen. Im Jahr 2000 wurde es im Keller des Puschkin-Museums lokalisiert und war seitdem wieder auf Ausstellungen zu sehen, unter anderem 2010 erstmals in Guatemala.

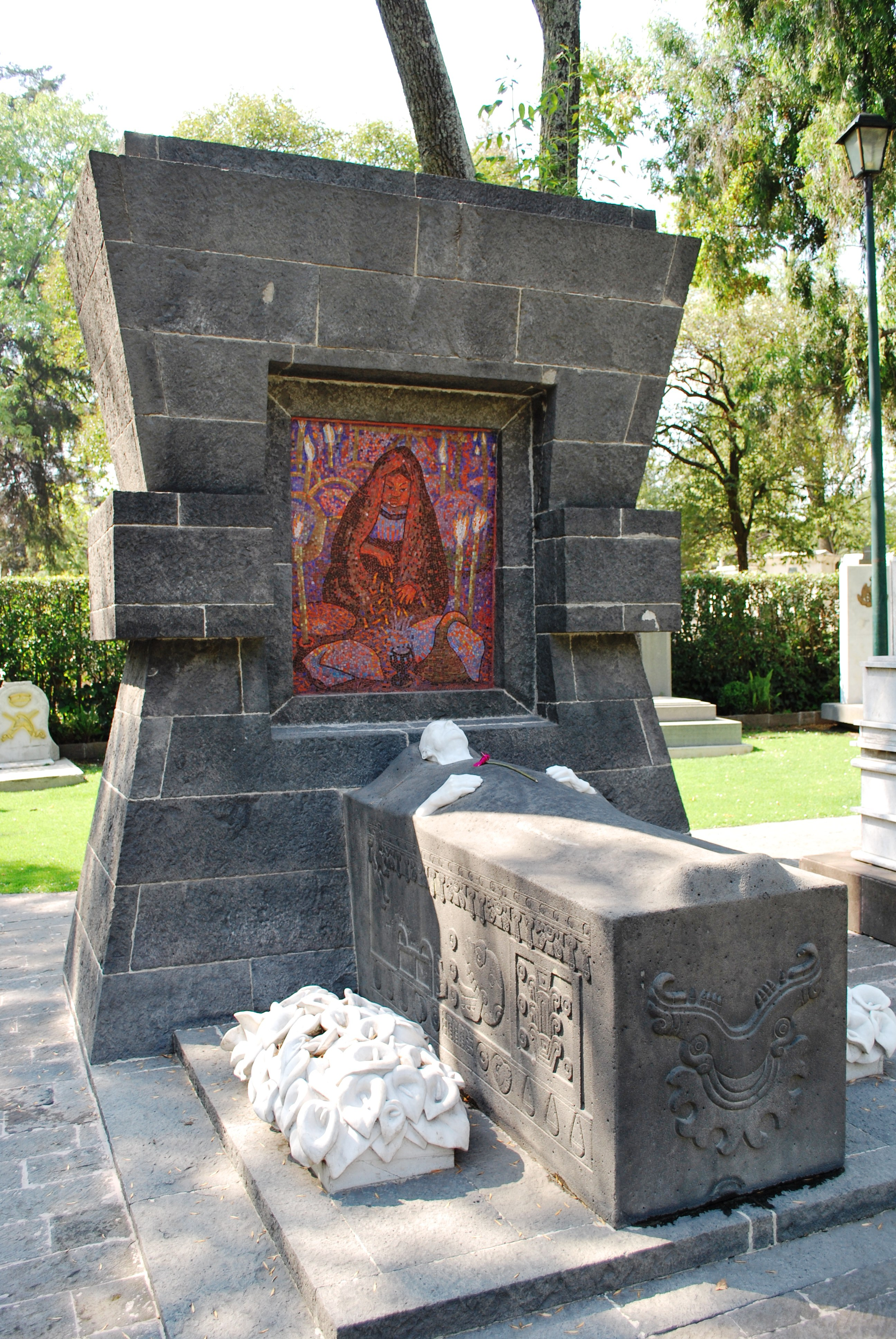
Grabmal Diego Riveras auf dem Panteón Civil de Dolores

Riveras Alter und Gesundheitszustand erschwerten die Arbeit an monumentalen Wandgemälden, so dass in seinen letzten Lebensjahren das Tafelbild sein bevorzugtes Medium wurde. Er heiratete am 29. Juli 1955 die Verlegerin Emma Hurtado, die bereits seit 1946 seine Galeristin gewesen war. Er vermachte Frida Kahlos blaues Haus und den Anahuacalli mit seiner darin befindlichen Sammlung präkolumbischer Kunst dem mexikanischen Volk. Der an einem Krebsgeschwür leidende Rivera begab sich 1955 zur ärztlichen Behandlung in die Sowjetunion. Seine Rückreise führte ihn über die Tschechoslowakei und Polen in die DDR, wo er in Ostberlin korrespondierendes Mitglied der Akademie der Künste wurde. Zurück in Mexiko, bezog er das Haus seiner Freundin Dolores Olmedo in Acapulco, wo er sich erholen sollte und eine Reihe von Seestücken anfertigte.
Am 24. November 1957 starb Diego Rivera in seinem Atelier in San Angel Inn an einem Herzinfarkt. Hunderte Mexikaner gewährten ihm das letzte Geleit. Anstatt seine Asche mit der von Frida Kahlo in ihrem blauen Haus zu vereinigen, wurde er in der Rotonda de los Hombres Ilustres im Panteón Civil de Dolores beigesetzt.

## Werk
Das Gesamtwerk Diego Riveras umfasst Tafelbilder, Wandgemälde, Mosaike und Zeichnungen. Vor allem die Murales sind ein Schlüssel zum Verständnis seines Werkes und prägten seine Rezeption als bedeutendster und einflussreichster mexikanischer Künstler der Gegenwart. Riveras Werke wurden oft mit dem sozialistischen Realismus verbunden, da sie häufig seinen politischen Standpunkt zum Ausdruck brachten. Tatsächlich gab es jedoch kaum stilistische Berührungspunkte. Riveras Stil und seine Ästhetik, die vor allem in den großen Wandgemälden zum Ausdruck kamen, basierten auf den Fresken der italienischen Renaissance, der kubistischen Vorstellung des Raumes, den klassischen Proportionen, der Darstellung der Bewegung im Futurismus und der präkolumbischen Kunst. Seine Themen waren nicht auf die Beobachtung sozialer Gegebenheiten limitiert, er widmete sich auch komplexen historischen und allegorischen Erzählungen. Dabei entwickelte er ganz eigene Ausdrucksweisen.

### Tafelbilder
Die genaue Zahl der Tafelbilder von Diego Rivera ist nicht bekannt. Es tauchen immer wieder neue, bisher unbekannte Werke auf. Sie treten oftmals hinter den Wandgemälden zurück, haben jedoch eine große Bedeutung für die Nachverfolgung der künstlerischen Entwicklung Riveras und als Bezugsgröße für seine weiteren Werke. In den Werken der Ausbildungszeit in Mexiko von 1897 bis 1907 und der Zeit in Europa von 1907 bis 1921 lässt sich die Entwicklung eines Künstlers nachvollziehen, der in kurzer Zeit verschiedenste künstlerische Strömungen und Schulen in seinen Werken adaptierte und weiterentwickelte. Diesen Lernprozess setzte Rivera zeit seines Lebens fort.
In seinen ersten Gemälden strebte Diego Rivera danach, den Geschmack des mexikanischen Bürgertums zu Beginn des 20. Jahrhunderts zu treffen und somit zum erfolgreichsten Maler Mexikos zu werden. Deshalb malte er vor allem gesellschaftliche Themen, wobei er sich am Stil seines Madrider Lehrers Eduardo Chicharro sowie Ignacio Zulaogas’ orientierte. Er nutzte zudem eine ausgreifende Symbolik mit dekadentistischen Motiven aus den von ihm bereisten Landschaften Flanderns.

#### Kubistische Werke
In Paris hatte Rivera während seines ersten Europaaufenthaltes Kontakt zum Post-Impressionismus gefunden, der zur Referenz für die moderne Malerei geworden war, weshalb er nach kurzem Aufenthalt in Mexiko 1911 in diese Stadt zurückkehrte. Bei seinem zweiten Aufenthalt in Paris schuf er rund 200 kubistische Werke und gehörte zeitweise der Gruppe der Kubisten an, bis er im Streit mit dieser Stilrichtung brach. Zum Kubismus gelangte Diego Rivera über das Studium der manieristischen Malerei und der Landschaftsgemälde El Grecos. Zudem zeigte ihm Ángel Zárraga die kompositorischen und optischen Verzerrungen der Moderne. In der Folge schuf Rivera einige präkubistische Werke, ehe er von 1913 bis 1918 tatsächlich kubistisch malte, wobei er nicht nur die geometrische Erscheinungsform adaptierte, sondern sich des revolutionären Gehalts des Kubismus für die Gestaltung von Zeit und Raum bewusst war. Rivera folgte nicht bloß den Theorien von Georges Braque und Pablo Picasso, sondern entwickelte seinen eigenen Standpunkt. Eines der für Riveras Kubismus typischen Werke ist Matrosen beim Frühstück aus dem Jahr 1914. Bei dem Gemälde wandte Diego Rivera eine Art Kompositionsgitter an, mit dem er versuchte, Simultanität zu erzeugen. Das Bild zeigt einen Mann, dessen blau-weiß gestreiftes Hemd und die Pomponmütze mit dem Wort Patrie ihn als französischen Matrosen ausweisen. Er sitzt hinter einem Tisch und ist in das Kompositionsgitter eingebunden. In der Verwendung dieser Kompositionsmethode folgte Diego Rivera Juan Gris, der in jedem Feld einen anderen Gegenstand in einer konsequent beibehaltenen Perspektive gestaltete, wie dies Rivera hier mit dem Glas und den Fischen tat.
Ein weiteres herausragendes Werk der kubistischen Phase Riveras ist Zapatistische Landschaft – Der Guerrillero, in dem der Künstler seine Sympathie für die revolutionären Entwicklungen in seiner Heimat und seine Bewunderung für Emiliano Zapata zum Ausdruck brachte. Dieses ikonographische Porträt des Revolutionsführers mit seinen auf die Mexikanische Revolution verweisenden Symbolen wie Hut der Zapatisten, Sarape, Gewehr und Patronengurt wurden von einigen orthodoxen Vertretern des Kubismus als zu freizügig angesehen. Der daraus resultierende Streit führte zu Riveras Abkehr vom Kubismus. Er wandte sich einer von Paul Cézanne inspirierten Landschaftsmalerei zu und schuf 1918 die Gemälde Der Mathematiker und Stillleben mit Blumen, die an die akademische Malerei anknüpften.

#### Bildnisse und Selbstbildnisse
Die überwiegende Mehrheit der Tafelbilder Riveras sind Porträts. In diesen ging er über die einfache Darstellung der Person hinaus und erweiterte dieses klassische Genre durch psychologische und symbolische Bezüge auf die dargestellte Person. Eines der Werke, das beispielhaft für diese Gattung in Riveras Werk steht, ist das Porträt von Lupe Marín aus dem Jahr 1938. Es zeigt Guadalupe Marín, die Rivera schon zuvor in Gemälden und Wandbildern verewigt hatte. Das Gemälde zeigt das Modell zentral in der Komposition auf einem Stuhl sitzend. Ihr Rücken spiegelt sich in einem Spiegel. Farblich dominieren Brauntöne und das Weiß ihres Kleides. Rivera bezieht sich in seiner Darstellung auf verschiedene künstlerische Vorbilder. So sind die übertriebenen Proportionen und Pose bei El Greco entlehnt, die Spiegelung verweist auf Velázquez, Manet und Ingres. Die komplexe Struktur der Komposition zeigt hingegen mit ihren sich überschneidenden und miteinander verbundenen Ebenen und Achsen Parallelen zu Paul Cézanne. In diesem Porträt nahm Diego Rivera aber auch direkten Bezug auf sein Fresko in der Escuela Nacional Preparatoria, wo er das Modell als Tlazolteotl, die Göttin der Reinigung, darstellte. In seinem Porträt von Marín verweist Rivera auf die bekannteste Darstellung dieser Göttin, die sich in Washington D.C. in der Dumbarton-Oaks-Sammlung befindet und sie beim Gebären eines Menschen zeigt. Der Gesichtsausdruck Maríns ist deutlich dieser Statue entlehnt.
Das Spiegelmotiv verwandte Rivera auch im Bildnis Ruth Rivera aus dem Jahr 1949. Es zeigt seine Tochter in Rückenansicht mit dem Betrachter zugewandtem Gesicht. Sie hält einen Spiegel, der ihr Gesicht im Profil zeigt und dabei in sonnigem Gelb umrahmt, trägt Riemensandalen und eine weiße Tunika, womit sie an eine Figur des klassischen Altertums erinnert. Diese Darstellung von Familienangehörigen und Bezugspersonen wie bei seiner Tochter Ruth oder Lupe Marín bildete in Diego Riveras Werk dennoch die Ausnahme. Die meisten Porträts waren Auftragsarbeiten wie etwa das Bildnis Natasha Zakólkowa Gelman aus dem Jahr 1946. Es zeigt die Frau des Filmproduzenten Jacques Gelman in einem weißen Abendkleid auf einer Couch. Hinter ihrem Oberkörper und Haupt und parallel zu ihrem Unterkörper sind weiße Calla drapiert. Die Körperposition der Dargestellten verweist auf die Form der Blume, während die Blume umgekehrt auf das Wesen der vornehmen Frau verweisen soll. In anderen Porträts verwandte Rivera Kleidung, die in ihrer Farbigkeit auf Mexiko anspielte. Neben diesen Auftragsarbeiten fertigte er aber auch zahlreiche Bildnisse von indianischen Kindern an wie etwa Die Söhne meines Gevatters (Bildnis von Modesto und Jesús Sánchez) aus dem Jahr 1930. Diese Gemälde waren vor allem bei Touristen als Andenken beliebt.
Während seines ganzen Schaffens malte Diego Rivera zahlreiche Selbstporträts. Diese zeigten ihn meist als Bruststück, Schulterstück oder Kopfbild. Sein Hauptinteresse galt seinem Gesicht, während der Hintergrund meist nur einfach ausgeführt wurde. Im Gegensatz zu den Auftragsporträts, bei denen er die Dargestellten idealisierte, stellte sich Rivera in seinen Selbstporträts äußerst realistisch dar. Er war sich bewusst, dass er vor allem mit zunehmendem Alter nicht dem Schönheitsideal entsprach. In dem Bild Der Zahn der Zeit aus dem Jahr 1949 präsentierte sich Rivera als graubehaarter Mann mit von Falten zerfurchtem Gesicht. Im Hintergrund des Bildes zeigte er verschiedene Szenen aus seinem Leben. In Karikaturen stellte sich Diego Rivera mehrmals als Frosch oder Kröte dar. Diese verwandte er auch als Attribut in einigen seiner Porträts.

#### Mexiko
Ein weiteres zentrales Thema von Riveras Gemälden war Mexiko. Bereits während seiner Ausbildungszeit malte Diego Rivera durch seinen Lehrer José María Velasco angeregt etwa die Landschaft Die Tenne von 1904. Sie zeigt einen Bauern und einen von Pferden gezogenen Pflug im zentralen Vordergrund. Am rechten Bildrand befindet sich eine Scheune, nach links und in den Hintergrund öffnet sich das Bild durch ein Tor hin in die Landschaft, die im Hintergrund an dem Vulkan Popocatépetl endet. Velasco folgend bemühte sich Rivera darum, die typische Farbigkeit der mexikanischen Landschaft in dem Bild darzustellen. Auch die Verwendung des Lichts geht auf den Lehrer zurück.
Ein Motiv, das mehrfach im Werk Riveras auftauchte, sind Blumenverkäufer, die er ab 1925 malte und die beim Publikum erfolgreich waren. Die Blumen waren keine dekorativen Elemente, sondern wiesen eine emblematische Bedeutung auf. Diego Rivera kannte die Blumensymbolik aus der Zeit vor den Eroberungen durch die Spanier. Mit einem Gemälde, das Verkäufer von Calla zeigt, erreichte Rivera 1925 auf einer panamerikanischen Ausstellung in Los Angeles einen Akquisitionspreis, das Gemälde wurde vom Los Angeles County Museum of Art erworben. Es zeigte eine religiöse Feier am Kanal von Santa Anita, der zu dem verschwundenen Kanalnetz in und um Mexiko-Stadt gehörte. Darüber hinaus stellte Rivera auf seinen Tafeln Gebräuche dar wie in der Serie Weihnachtsbräuche aus den Jahren 1953 und 1954. Die zweite Tafel trägt den Titel Die Kinder bitten um Unterkunft (Los niños pidiendo posada). Es zeigt indianische Kinder und deren Eltern mit Kerzen bei einem nächtlichen Umzug. Im Hintergrund befindet sich eine Wasserfläche, in der sich der Mond spiegelt und an deren vorderer Grenze Maria und Josef mit dem Esel auf der Reise nach Bethlehem zu sehen sind. Damit widmete sich Diego Rivera dem Thema der Volksfrömmigkeit.
1956 fertigte Diego Rivera während eines Erholungsaufenthaltes an der Küste eine Serie kleinformatiger Seestücke unter dem Titel Abenddämmerung in Acapulco an. Rivera malte die Sonnenuntergänge in leuchtenden, emotionsgeladenen Farben. Diese Farbexperimente stellten eine Ausnahme in Riveras Gesamtwerk dar. Das Meer in diesen Seestücken ist friedlich. Die Bilder stehen für Diego Riveras Bedürfnis nach Harmonie und Frieden am Ende seines Lebens.

### Murales
Der mexikanische Muralismo zwischen 1921 und 1974 war der erste eigenständige amerikanische Beitrag zur Kunst des 20. Jahrhunderts. Diego Rivera war nicht der erste Maler von Murales und auch keine unbestrittene Leitfigur oder der wichtigste Theoretiker der Muralisten, er war aber neben David Alfaro Siqueiros und José Clemente Orozco unbestritten einer der wichtigsten Vertreter dieser Gruppe. Seine Wandbilder nehmen auch eine herausgehobene Stellung in Diego Riveras Werk ein und zogen mehr Aufmerksamkeit auf sich als seine Tafelbilder, Zeichnungen und Illustrationen. Nach der Rückkehr aus Frankreich im Jahr 1921 wandte sich Diego Rivera, der noch unter dem Eindruck der Fresken stand, die er zuvor in Italien gesehen hatte, der Wandmalerei zu, die vom Bildungsminister José Vasconcelos als Mittel zur Verbreitung der Ideale der Revolution und zur Bildung des Volkes verstanden wurde. Sein erstes Wandgemälde fertigte er ab Januar 1922 im Amphitheater Bolívar der Escuela Nacional Preparatoria, es war Prüfstein und Auftakt für seine Karriere als Muralist und des Muralismo überhaupt. Für Rivera folgten große und prestigeträchtige Aufträge im Secretaría de Educación Pública, im Palacio Nacional und dem Palacio de Bellas Artes. Er fertigte zudem einige Murales in den Vereinigten Staaten an.
Eines der Hauptmotive, das sich durch die Wandmalereiprojekte im Laufe von Riveras Karriere zieht, ist die Schöpfung. Zudem thematisierte er oftmals seinen politischen Standpunkt, verewigte kommunistische Ideen und Persönlichkeiten, zum Teil drückte er auch die Idee des Panamerikanismus aus. In einer Vielzahl von Darstellungen thematisierte er die mexikanische Geschichte, vor allem mit Blick auf ihre präkolumbische Periode. Zu Beginn seiner Tätigkeit als Wandmaler zeigte sich Diego Rivera noch von der europäischen Kunst stark beeinflusst. Mit der Zeit entwickelte er aber zunehmend seinen eigenen Stil, in den er mexikanische Elemente aufnahm.

#### Escuela Nacional Preparatoria
Sein erstes Wandgemälde fertigte Diego Rivera in der Escuela Nacional Preparatoria an. Dort befindet sich im Simón-Bolívar-Auditorium das Bild Die Schöpfung. Das Werk blieb aus Sicht des Künstlers unvollendet. Statt der Ausmalung der einzelnen Wand hatte Rivera ursprünglich die Ausgestaltung des gesamten Festsaals mit der Arbeit Die grundlegende Geschichte der Menschheit geplant. Erste Ideen für dieses Kunstwerk entstanden schon früh. Nach der Eröffnung des neuen Festsaals im September 1910 kam die Idee für ein Wandgemälde auf, für dessen Ausführung auch Rivera in Betracht gezogen wurde, dessen Planungen jedoch aufgrund des Verlaufs der mexikanischen Revolution nicht weiter betrieben wurden. Rivera besuchte den Raum wahrscheinlich Ende 1910, während seines zweiten Europaaufenthaltes besaß er Blaupausen der Aula.
Die erste Skizze für dieses Wandbildprojekt entstand noch während Riveras Aufenthalt in Italien. Auf ihr ist ein Verweis auf Perugia vermerkt. Dort konnte er in der Kirche San Severo ein zweiteiliges Fresko sehen, dessen oberer Teil von Raffael und dessen unterer Teil von Perugino gemalt worden war. Die jeweils vertikal dreigeteilten Bilder haben Riveras Wandgemälde in Form und Komposition beeinflusst. Im Ersten Segment zeigte Raffael den Heiligen Geist als Schöpfungsenergie, während Rivera eine kosmische Kraft darstellte. Im mittleren Segment zeigte Raffael Christus als Ecce homo, Rivera den ersten Menschen. Im letzten Segment verweist der mexikanische Künstler in der Gestaltung der Figuren auf Perugino. Sowohl das Fresko in Perugino als auch das Wandgemälde Riveras weisen in der Mitte eine Öffnung auf. Erstere diente als Aufstellungsort einer Heiligenfigur, während in der Aula in ihr eine Orgel aufgestellt wurde. Der Entwurf Riveras basierte auf geometrischen Grundformen und folgte dem Goldenen Schnitt.
Im November 1921 begann Diego Rivera mit den Entwürfen für das 109,64 Quadratmeter große Wandgemälde, das er 1923 vollendete. Er verband in ihm mexikanische und europäische Elemente gemäß seinem Anspruch, die mexikanische Tradition in die moderne Kunst des 20. Jahrhunderts zu überführen. So zeigte er etwa einen typisch mexikanischen Wald mit einem Reiher und einem Ozelot, während er den Figuren den Körperbau und die Hautfarbe der Mestizen verlieh. Die Nische wird von einer großen männlichen Figur mit ausgebreiteten Armen bestimmt. Auf der Bildachse über ihr liegt ein blauer Halbkreis, der von einem Regenbogen und drei Handpaaren umgeben ist, die den Menschen erschaffen und die Urenergie austeilen. In den Figuren, abgesehen von den beiden Figuren des Urpaares am linken und rechten unteren Bildrand, sind die menschlichen Tugenden und Fähigkeiten dargestellt. Der Halbkreis in der oberen Bildmitte ist in vier gleichseitige Dreiecke gegliedert, in denen durch Sterne Zahlen angegeben sind: Im ersten Dreieck ist es die Drei, im zweiten die Vier, im dritten die Zehn und im vierten die Zwei. Dies verweist auf die Zahlensymbolik der Pythagoreer, deren besonderer Stellenwert der Zahl Zehn das dritte Dreieck in seiner Bedeutung hervorhebt. Das erste und das vierte Dreieck verweisen auf das Urpaar, das durch die nackte Frau auf der linken und den nackten Mann auf der rechten Wandseite verkörpert wird. Die Anzahl der Sterne beider Dreiecke entspricht der Fünf, die ebenfalls Teil der pythagoreischen Zahlenmystik war. Die vier Sterne des zweiten Dreiecks verweisen auf die vier mathemata, Geometrie, Arithmetik, Astronomie und Musikwissenschaft. Die Vier wiederholt sich auch in den Händepaaren, von denen drei den Kreis umgeben und eines zu der großen Figur gehört, die die Menschheit als Ganzes repräsentiert. Diese von Rivera verwandte Symbolik verweist auf die Bildung und das Streben nach Tugend, die in diesem Bild propagiert werden sollten.
Für sein Fresko verwendete Rivera die Technik der Enkaustik. Dabei zeichnete er auf dem trockenen Putz vor und trug die Farbpigmente in Wachs gelöst auf. Diese wurden anschließend mit einem Schweißbrenner eingebrannt.

#### Secretaría de Educación Pública
Diego Rivera erhielt im März 1922 von José Vasconcelos den Auftrag, gemeinsam mit einer Gruppe von jungen Malern die drei Arkadengeschosse der beiden Innenhöfe in der Secretaría de Educación Pública auszumalen, während andere Künstler die Innenräume des Ministeriums ausgestalten sollten. Die beiden Höfe werden nach der thematischen Ausgestaltung durch Riveras Wandbildzyklen als Hof der Arbeit und Hof der Feste bezeichnet und bilden zusammen das Werk Politisches Traumbild des Mexikanischen Volkes. Die Arbeiten Riveras dauerten von 1923 bis 1928 an, das Projekt geriet zeitweise ins Stocken, als Vasconcelos das Amt des Bildungsministers infolge politischer Auseinandersetzungen aufgab. Die Arbeit war ein politisches Kunstwerk. In den Jahren der Entstehung der Gemälde veränderte sich sowohl die Politik Mexikos als auch die politische Position des Künstlers stark. Zu Beginn der Arbeit war Rivera führendes Mitglied der Kommunistischen Partei Mexikos, zum Ende der Arbeiten war er Josef Stalin gegenüber kritisch eingestellt und stieß selbst in der Partei auf immer stärkere Kritik. Ein Jahr nach der Fertigstellung wurde Rivera sogar aus ihr ausgeschlossen. Politisch konnten sich die siegreichen revolutionären Kräfte zu Beginn der 1920er-Jahre nur unter Schwierigkeiten an der Macht halten und wurden von konservativen Kräften attackiert, die Regierung war mit der Kommunistischen Partei verbündet. Im Laufe der Zeit gelang es der Regierung, sich zu stabilisieren, Ende der 1920er-Jahre waren die Kommunisten beinahe in den Untergrund verdrängt. Die Wandbilder sind ein Kunstwerk, in dem diese Entwicklungen zum Ausdruck kommen. Sie vereinen verschiedenste Elemente miteinander, die als realistisch, revolutionär, klassisch, sozialistisch und nationalistisch bezeichnet werden können. Rivera wandte sich Mexiko als Thema zu und entwickelte seinen eigenen Stil, in den er mexikanische Elemente einfließen ließ.

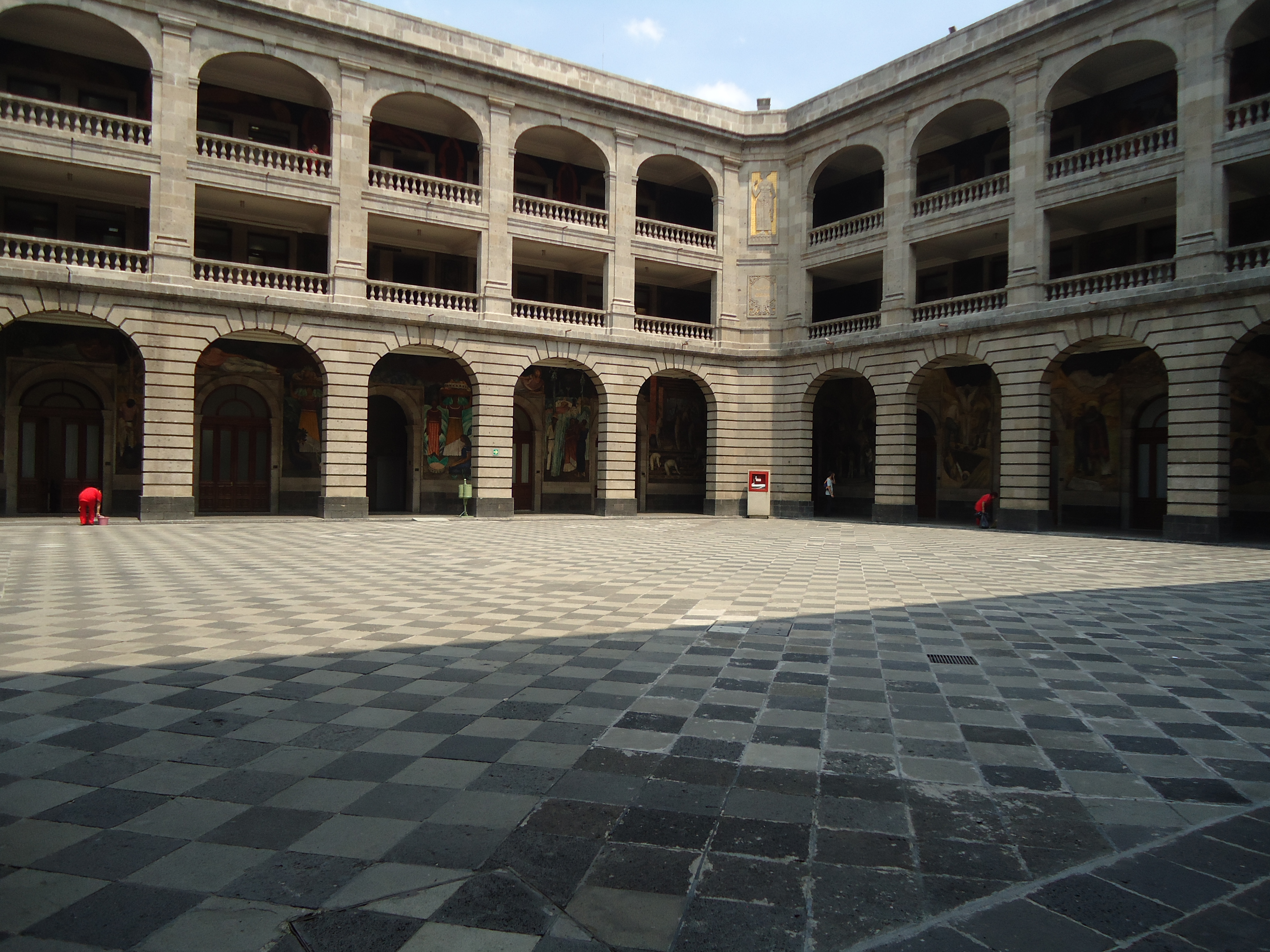
Blick in den Hof der Arbeit

Für die Ausgestaltung der Höfe des Bildungsministeriums fertigte Diego Rivera mehr als 100 Wandgemälde an. In ihnen stellte er viele, teilweise im Widerspruch stehende Ideen dar. Sie lassen sich unter keinem übergreifenden metaphysischen Thema zusammenfassen, Rivera verhandelte in ihnen Unvereinbares, Widerstände und Unterschiede. Er trat selbst hinter dem Werk zurück, indem er, anstatt sich selbst in den Bildern zu verewigen, abstrahierte und eklektisch europäische Malerei, Film, Politik und Anthropologie aufgriff. Dabei bediente er sich einer sehr direkten Form der Wiedergabe seiner Motive und zeigte das Volk auf seinen tatsächlichen Plätzen, wobei die Embleme der Bedeutung der gezeigten Symbole entsprachen. Im Hof der Arbeit entwickelte Diego Rivera eine Allegorie auf das Verständnis der Elite, im Hof der Feste zeigte er die Menschenmassen.

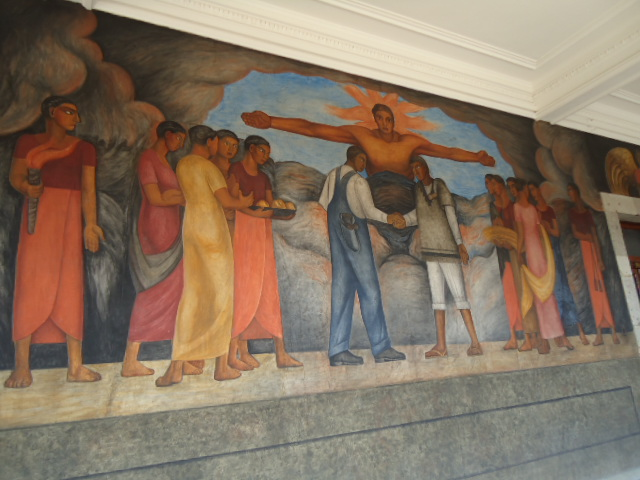
Die Brüderschaft

Die Murales im Hof der Arbeit bilden einen zusammengehörenden Zyklus. Das zentrale Bild dieses Zyklus befindet sich im mittleren Wandfeld des zweiten Obergeschosses. Es handelt sich um das 3,93 Meter hohe und 6,48 Meter breite Fresko Die Brüderschaft (La fraternidad), das das Bündnis von Bauern und Arbeitern unter der Obhut eines Sonnengottes zeigt. Die Gottheit, bei der es sich um Apollon handelt, breitet ihre Arme kreuzförmig über den beiden Männern in einer Höhle aus. Diese beiden stehen für die Arbeiter und Bauern als Träger der Revolution. Dieser Bund ist die bolschewistische Idealvorstellung, wenn er auch in Mexiko unter anderen Vorzeichen stand, da Hauptträger der Revolution nicht die Arbeiter waren, sondern diese von den Bauern ausging. Er symbolisiert aber auch die Verbindung von Mann und Frau, die zudem in den Attributen Hammer und Sichel, die auf Demeter und Hephaistos verweisen, zum Ausdruck kommt. Neben Apollon befinden sich rechts die drei Apotheose Der Erhalter, Der Verkünder und Der Verteiler, die sich auf der gegenüberliegenden Wand wiederholen. Es handelt sich um eine allegorische Darstellung der Eucharistie. Damit integrierte Rivera religiöse Symbolik in den Symbolkanon eines säkularen Staates. Es klingt zudem Platons Höhlengleichnis an. Riveras Idealismus kommt in der Gestalt des Apollon zum Ausdruck, denn statt in Martyrium oder Passion liegt die Erlösung in der rationalen, reinen und strahlenden männlichen Figur. Weitere Motive im Hof der Arbeit sind etwa Die Befreiung des unfreien Arbeiters (La liberación del péon) und Die Lehrerin auf dem Land (La maestra rural), die von der Supraporte Landschaft (Paisaje) überkrönt werden, oder verschiedene Tätigkeitsdarstellungen wie Die Gießerei (La fundición), Der Bergbau (La minería), Töpfer (Alfareros), Eingang in die Mine (Entrada a la mina) und Die Zuckerrohrfabrik (La zafara). Zudem gibt es einige Grisaille, die vor allem im Zwischengeschoss angefertigt wurden und esoterische Bedeutungen aufweisen.

Hof der Arbeit
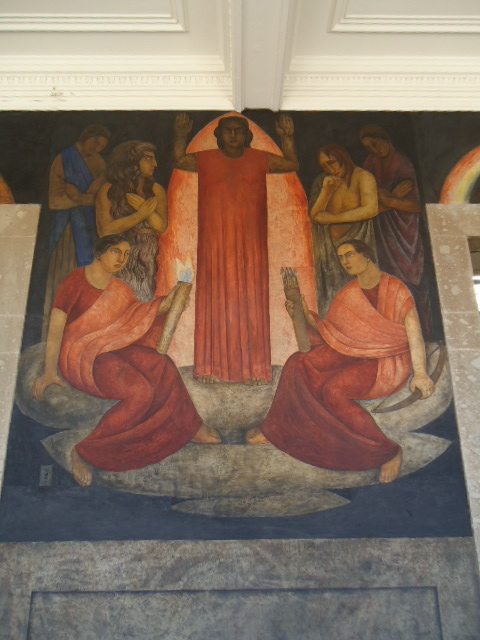
Der Verkünder
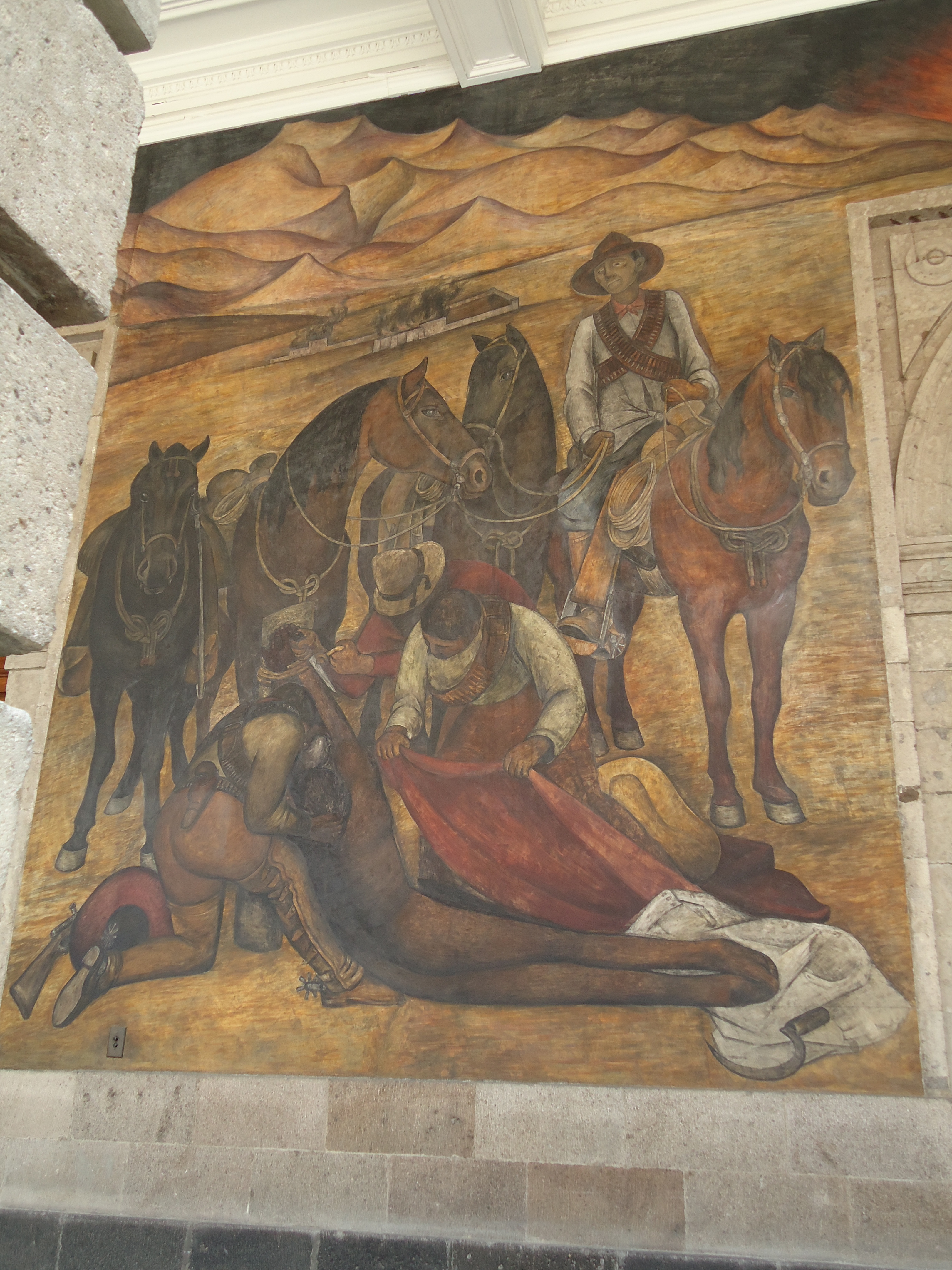
Die Befreiung des unfreien Arbeiters
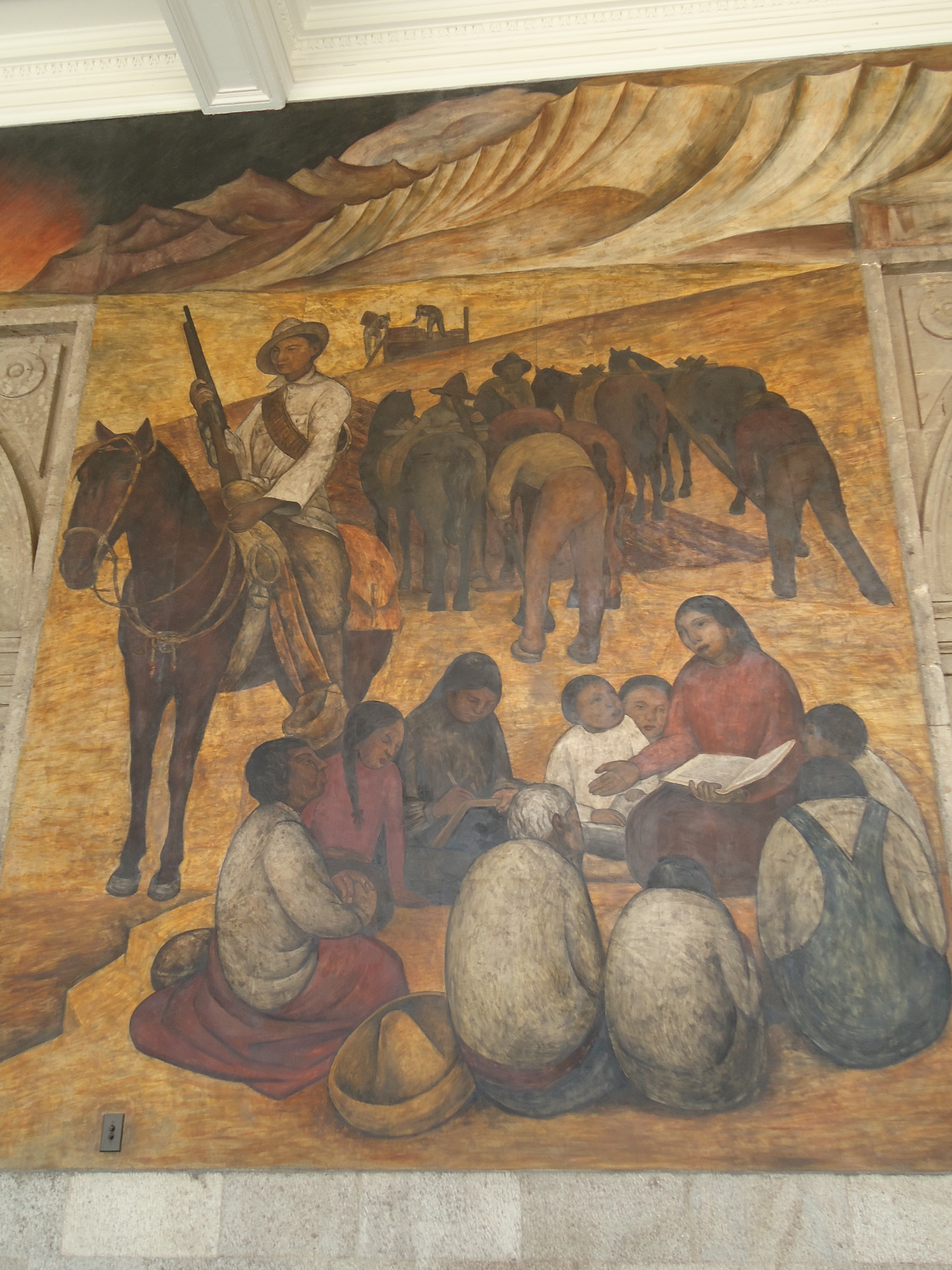
Die Lehrerin auf dem Land
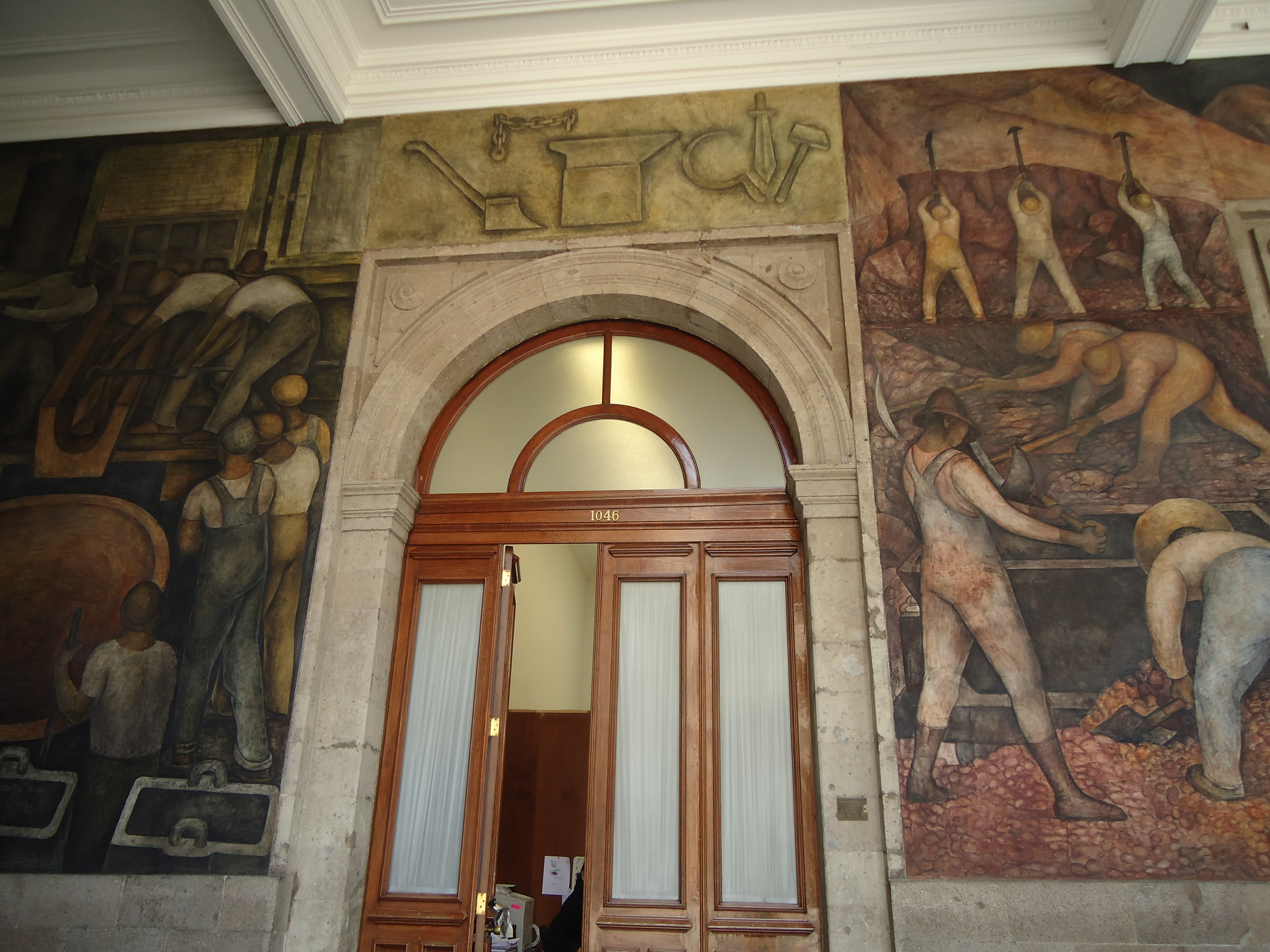
Die Gießerei und Der Bergbau

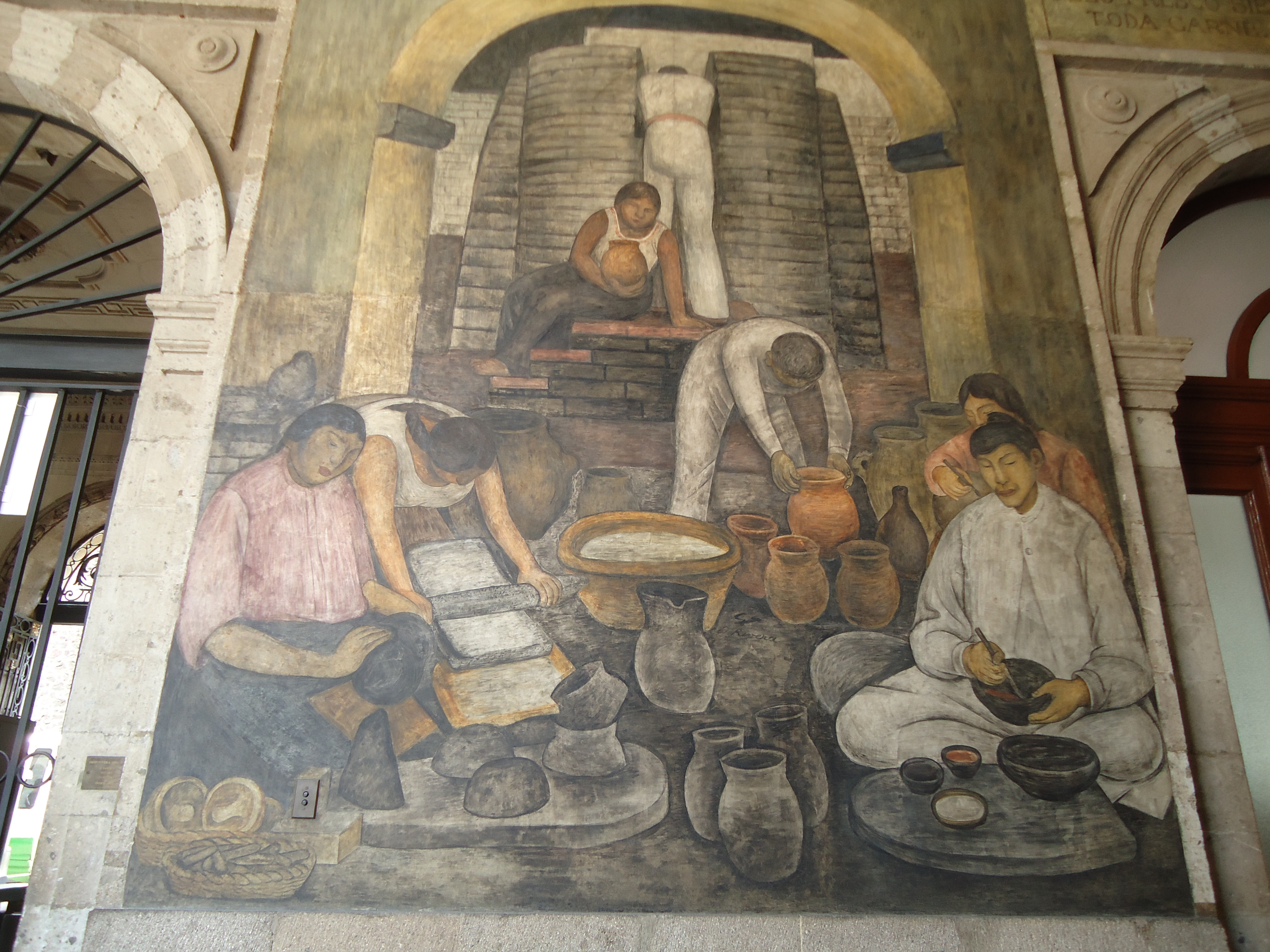
Töpfer
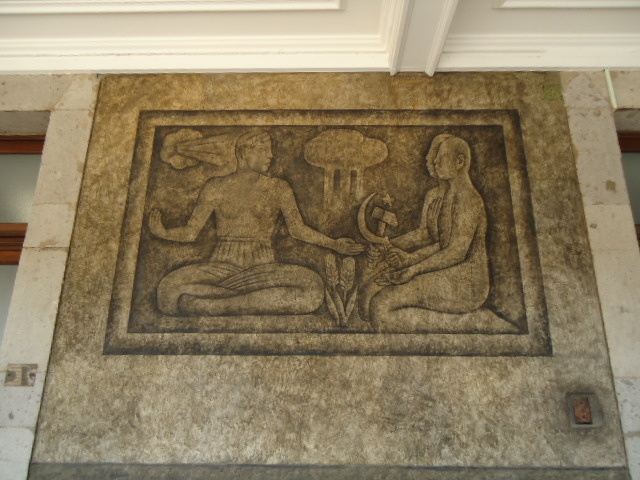
Symbol (Die Landwirtschaft), Grisaille
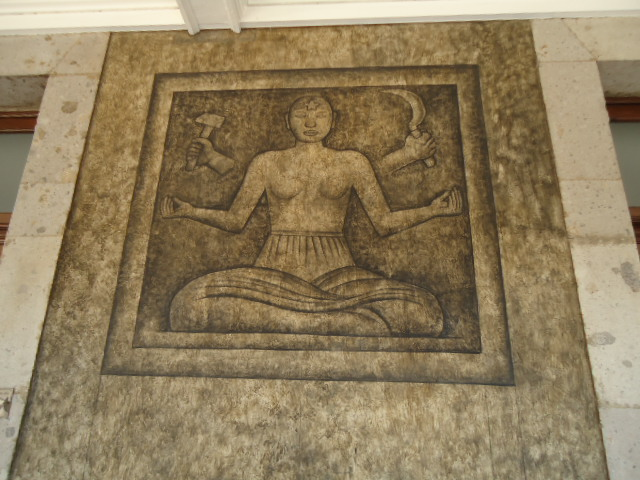
Symbol der Arbeit
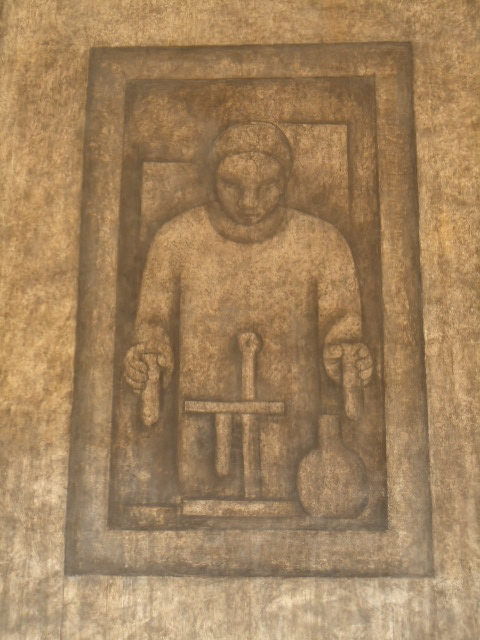
Die Chemie

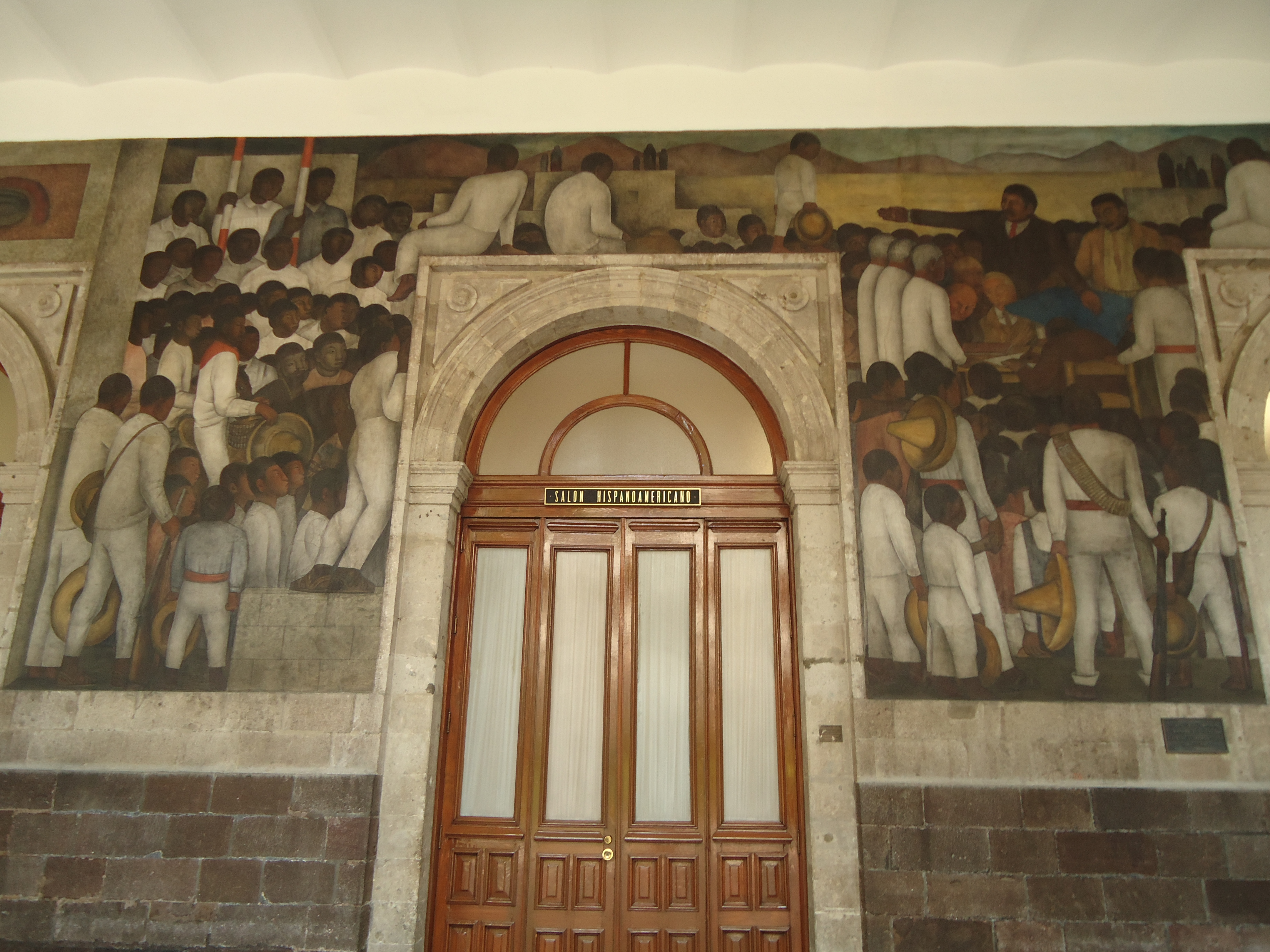
Die Vergabe der Gemeindeweiden

Der Hof der Feste thematisiert das Projekt der Einrichtung eines neuen Kalenders. Im Erdgeschoss befinden sich an der Süd-, der Nord- und der Westwand die zentralen Murales Die Vergabe von Gemeindeweiden, Der Straßenmarkt und Versammlung, die weltliche Feste zeigen. Es handelt sich bei ihnen um große türübergreifende Kompositionen, die seitlichen Wandfelder zeigen dagegen religiöse Feierlichkeiten. Die Bilder zeigen die Masse der Menschen und verweisen auf die Realität, während der Hof der Arbeit auch einen metaphysischen Bezug aufweist. Die Vergabe von Gemeindeweiden bezieht sich auf eine der zentralen Forderungen der mexikanischen Revolution. Rivera setzte die Übergabe des enteigneten Grundbesitzes an die Gemeinde als neuen Sozialvertrag ins Bild. Im Zentrum der Murales leitet ein Beamter mit ausgreifender Geste die Versammlung. Während die Männer auf den Straßen stehen, befinden sich die Frauen auf den Hausdächern. Zudem werden auch Verstorbene dargestellt wie etwa Emiliano Zapata, der auf einem Pferd am rechten Bildrand sitzt. In der Darstellungsweise erinnern Diego Riveras Murales an die Darstellungen von Engelschören in der Renaissance wie etwa in Gemälden von Fra Angelico. Diese streng geordnete Komposition spiegelt die starke Ritualisierung der Dorfpolitik wider. Mit Versammlung fertigte Rivera ein doktrinäres Fresko an, in dem er bewusst mit Links und Rechts als Ordnungsprinzip arbeitete. Auf der linken Seite, im Bolschewismus der Seite der fortschrittlichen und revolutionären Klasse, zeigte der Maler die Arbeiter in Gestalt zweier verletzter Figuren, die Kinder unterrichten. Der Arbeiterführer mit erhobener Faust spricht zu den Arbeitern auf der linken Wandhälfte. Auf der rechten Seite werden die Menschen verschattet gezeigt, während sie auf der linken Seite im Licht liegen. Durch diese Lichtführung demonstrierte Rivera den Unterschied zwischen Links und Rechts. Am rechten Bildrand im Vordergrund befinden sich mit Zapta und Felipe Carillo Puerto, dem Gouverneur von Yucatán, zwei der getöteten Helden der Revolution. Der Straßenmarkt setzt den Versuch der Regierung ins Bild, die Landwirtschaft zu stärken und den Volkshandel aus der Zeit vor dem Kapitalismus wiederzubeleben. Rivera bemühte sich in diesem Wandbild nicht so sehr um kompositorische Ordnung, sondern ließ die Vielzahl der Menschen wellenmäßig auftreten und zeigte bewusst das Durcheinander auf dem Marktplatz. Dieses große Wandgemälde knüpft im Gegensatz zu den beiden ersteren an alte Traditionen an, statt mit ihnen zu brechen. Darüber hinaus wurden im Hof weitere Feste und Ereignisse mit Bezug zum Verlauf des Jahres abgebildet wie etwa Tag der Toten, Das Maisfest und Die Ernte. Im ersten Obergeschoss malte Rivera die Wappen der Bundesstaaten, im zweiten Obergeschoss die Ballade von der bäuerlichen Revolution. In einem der zentralen Fresken dieses Zyklus, Im Arsenal (en el arsenal) bildete Rivera die junge Frida Kahlo ab, die er kurz zuvor kennengelernt hatte, wie sie Gewehre an die revoltierenden Arbeiter ausgibt.

Hof der Feste
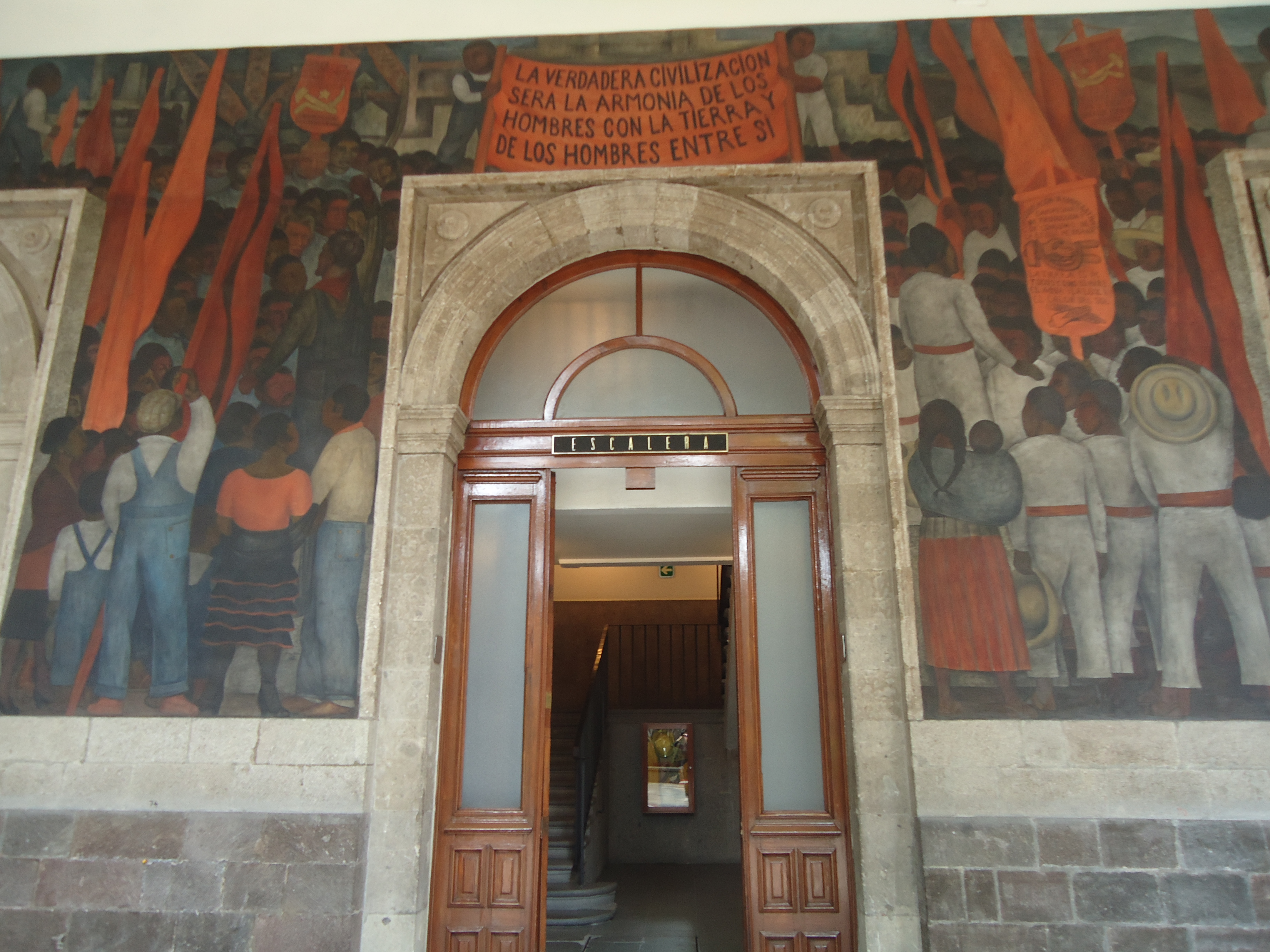
Versammlung
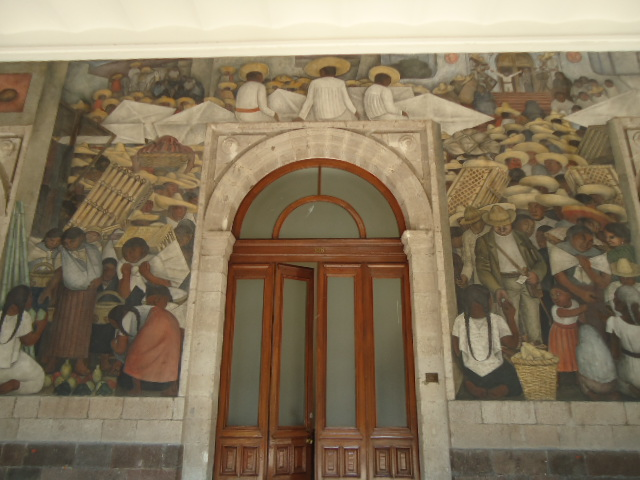
Der Straßenmarkt
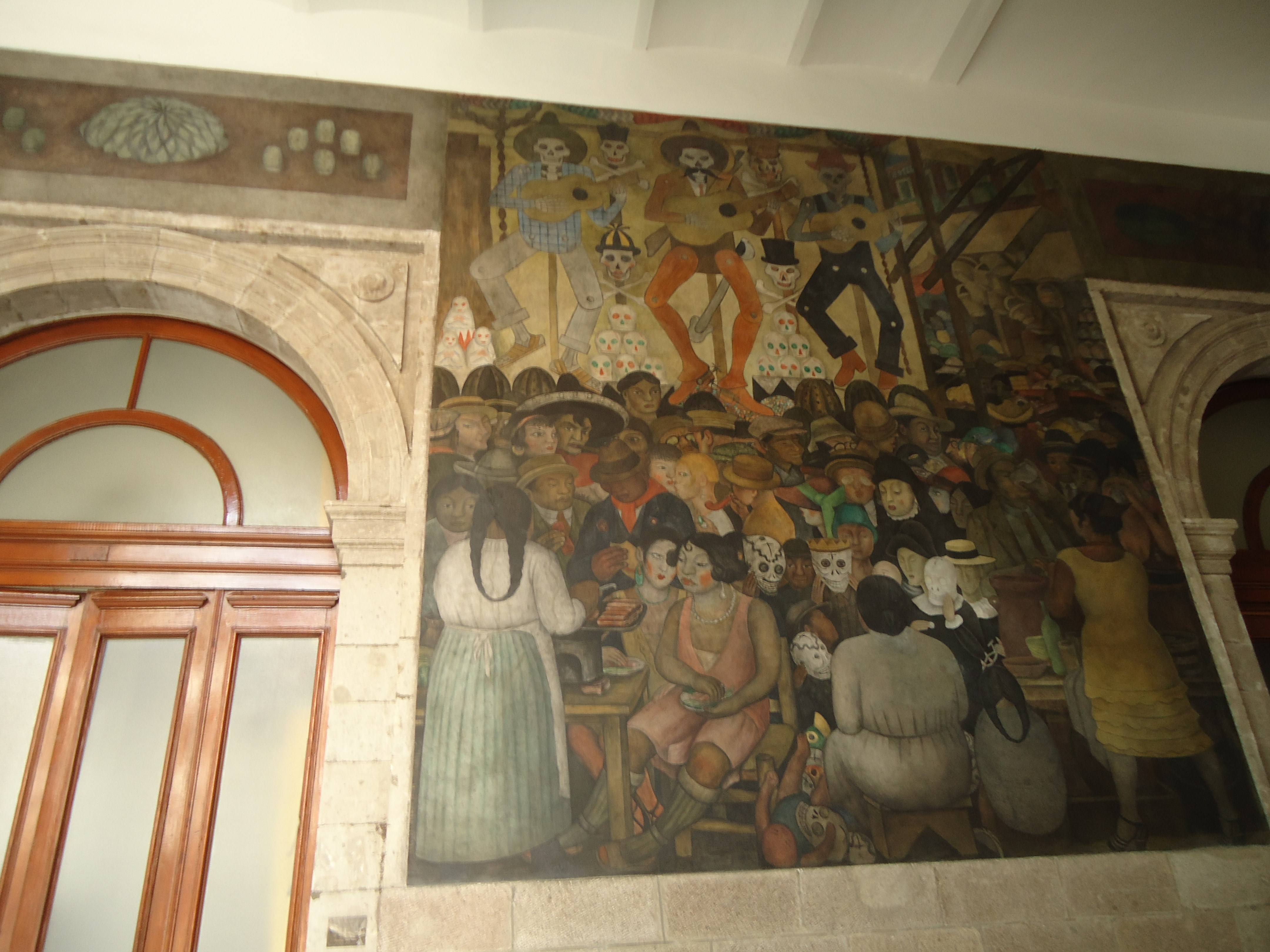
Tag der Toten
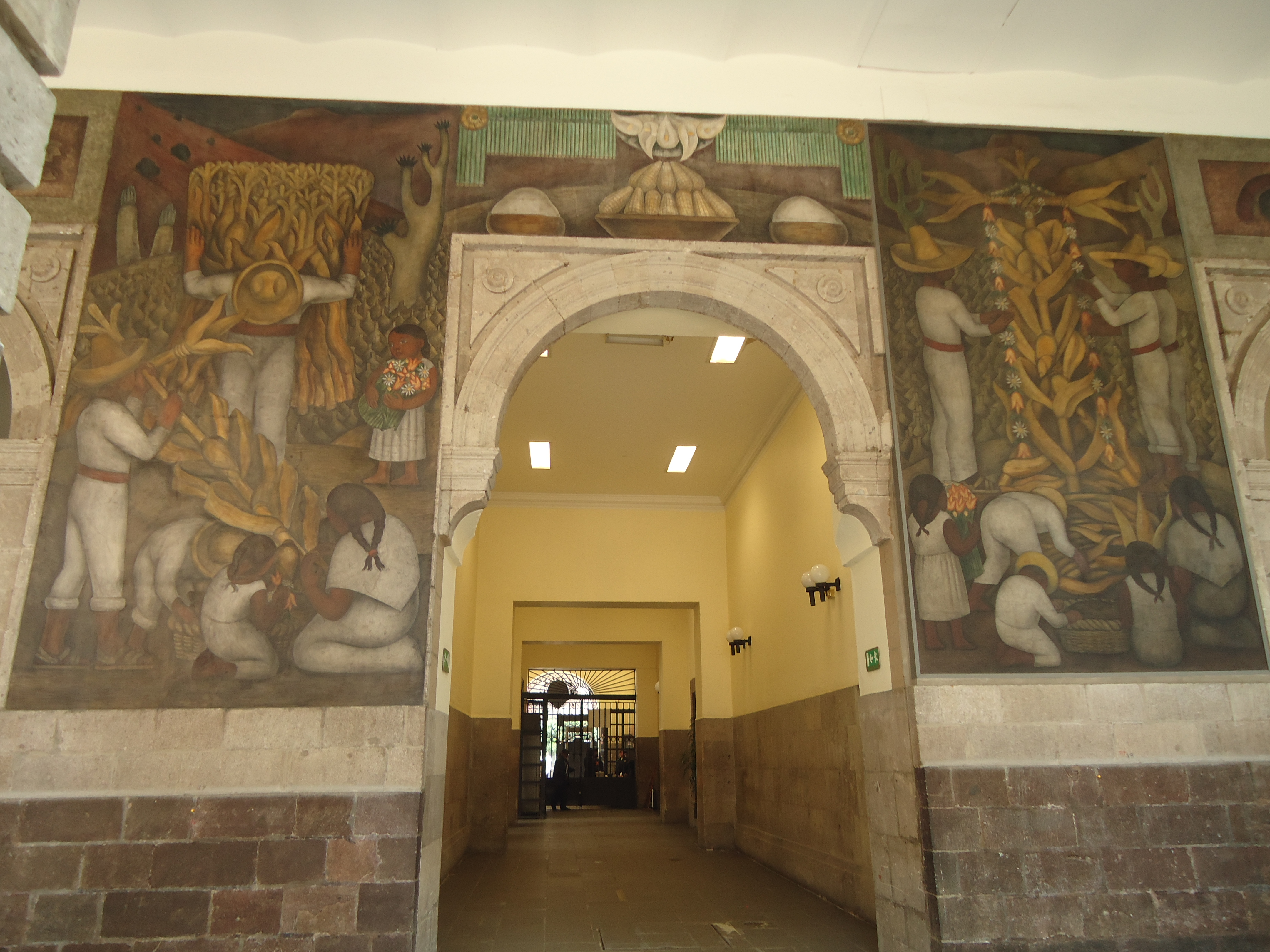
Die Ernte und Das Maisfest

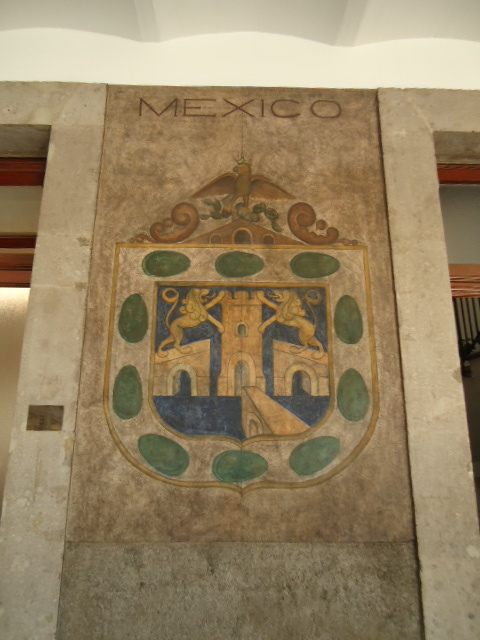
Mexico
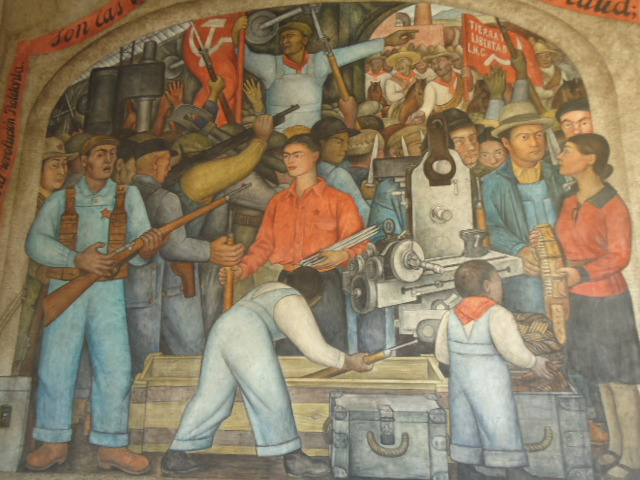
Im Arsenal
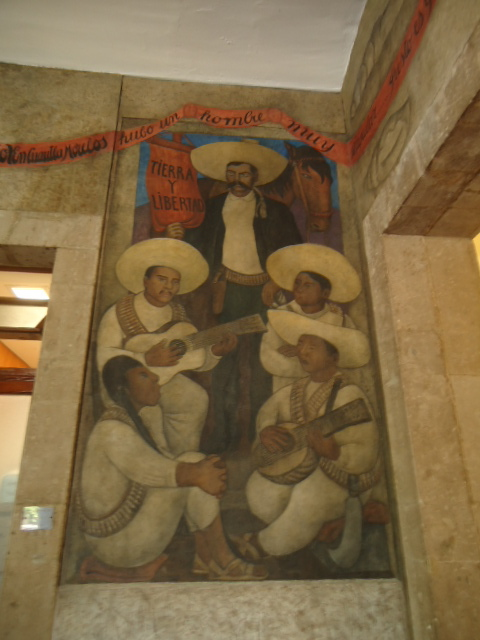
Emiliano Zapata
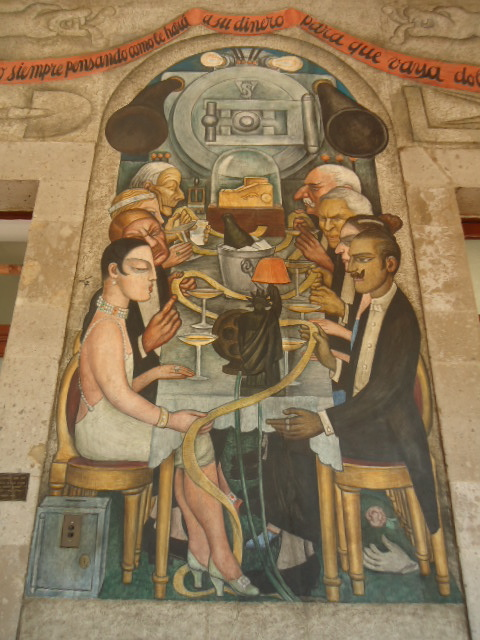
Abendmahl an der Wall Street

Die Murales im Bildungsministerium sollten die neue Realität nach der Revolution darstellen. Infolge der Umwälzungen entstand unter Leitung von Manuel Gamio eine umfangreiche interdisziplinäre Studie, die 1921 als Die Bevölkerung des Teotihuacán-Tals veröffentlicht wurde. Sie griff ältere Rassentheorien über die Mestizen auf und verstand die Evolution als Entwicklung hin zum Komplexen, während die Mestizen als Ideal propagiert wurden. Diego Rivera griff auf Photographien aus der Publikation zurück und stellte Schwarze, gedrungene Bauern und Arbeiter mit spitzen und stumpfen Nasen dar, die weiß gekleidet waren. Damit verlieh er den Untersuchungen und Theorien, die in Die Bevölkerung des Teotihuacán-Tals verbreitet wurden, soziale Legitimität.

#### Palacio Nacional
Diego Riveras Hauptwerk des Muralismus sind die Wandgemälde im Palacio Nacional, dem Parlamentsgebäude und Regierungssitz Mexikos. Zwischen 1929 und 1935 malte er das Epos des mexikanischen Volkes im Haupttreppenhaus, zwischen 1941 und 1952 folgte Präkoloniales und koloniales Mexiko in einem Gang im ersten Stock.

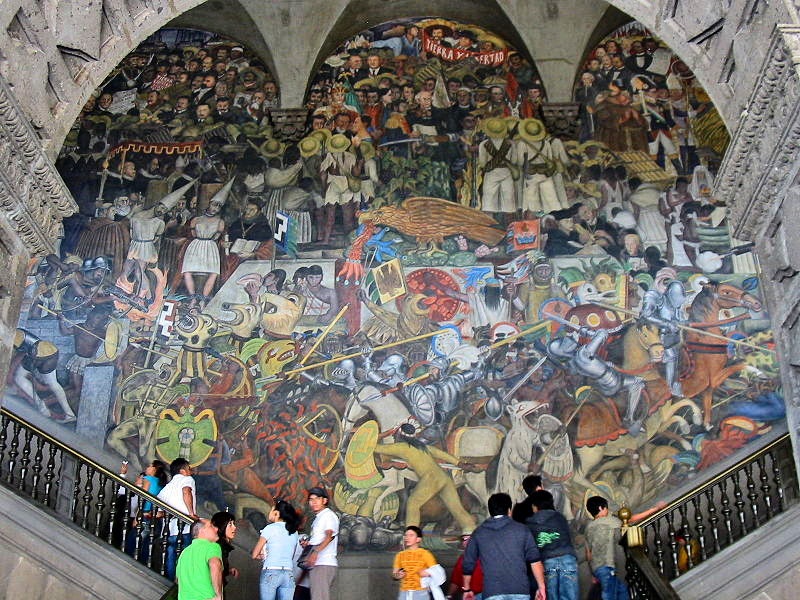
Von der Eroberung bis 1930

Das Epos des mexikanischen Volkes umfasst insgesamt 277 Quadratmeter Wandfläche im zentralen Treppenhaus. Die Nordwand zeigt das Mural Das alte Mexiko, auf der Westwand malte Rivera das Fresko Von der Eroberung bis 1930 und auf der Südwand schloss er den Zyklus mit Mexiko heute und morgen ab. Sie bilden kreisförmig ein homogenes Ganzes. Der erste Abschnitt der Arbeiten im Palacio Nacional wurde von Diego Rivera im Mai 1929 begonnen und dauerte 18 Monate, bis er am 15. Oktober 1930 mit dem Malen der Signatur auf dem Fresko Das alte Mexiko abgeschlossen wurde. Noch während dieser Arbeit skizzierte Rivera die weiteren Wandbilder. Im November des Jahres reiste er in die Vereinigten Staaten und ließ das Wandbild unvollendet zurück. Im Juni 1931 kehrte Diego Rivera nach Mexiko-Stadt zurück, um die Hauptwand auszumalen. An ihr arbeitete er die fünf Monate vom 9. Juni bis zum 10. November 1931, bevor er erneut in den USA zum Malen reiste. Seinen Freskenzyklus im Treppenhaus des Palacio Nacional schloss Rivera mit dem zwischen November 1934 und 20. November 1935 gemalten Mexiko heute und morgen ab. Mit der Signatur dieses Freskos wurde der 25. Jahrestag der mexikanischen Revolution zelebriert.

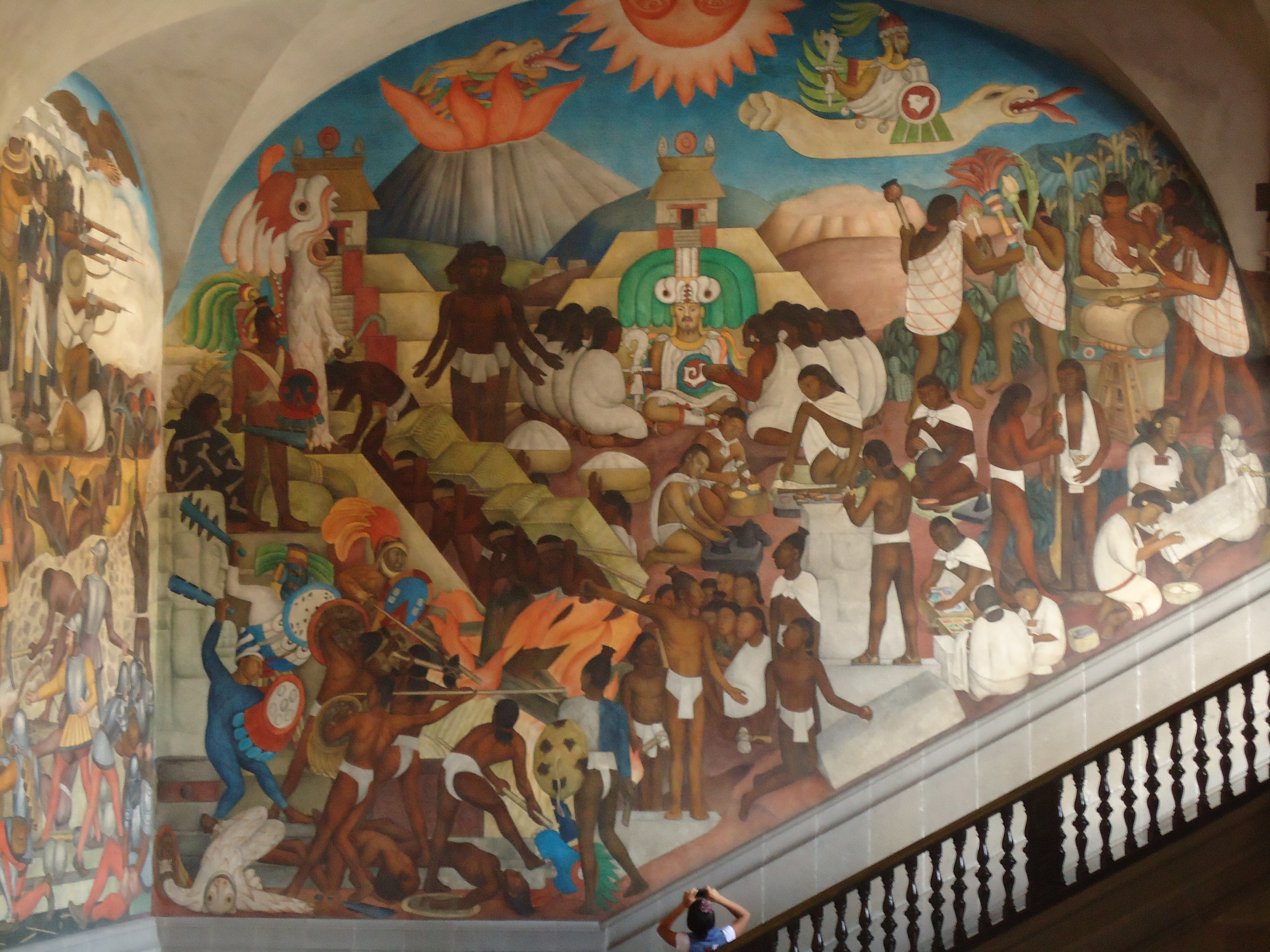
Das alte Mexiko

Im Zentrum der Komposition des Freskos Das alte Mexiko befindet sich Quetzalcoatl vor der Sonnen- und Mondpyramide von Teotihuacán, womit der Herr der mesoamerikanischen Kulturen und die größte präkolumbische Metropole in das Bild integriert sind. Die Vulkane verweisen auf das Anáhuac-Tal, von dem aus die Tolteken ihre Herrschaft etabliert hatten. Aus dem Vulkan in der linken oberen Bildecke steigt die gefiederte Schlange als tierische Verkörperung des Quetzalcoatl auf. Sie wiederholt sich in der rechten oberen Bildhälfte, wo sie ihre menschliche Entsprechung trägt. In der rechten Bildhälfte stellte Diego Rivera handwerkliche und landwirtschaftliche Tätigkeiten dar, in der linken Hälfte zeigte er einen Krieger auf einer Pyramide, dem Tribut dargebracht wird. In der linken unteren Ecke ist eine kriegerische Auseinandersetzung zwischen aztekischen Kriegern und den von ihnen beherrschten Völkern zu sehen.
Von der Eroberung bis 1930 zeichnet die Geschichte nach der Eroberung in Episoden nach, die ineinander übergehen. Das Fresko gliedert sich in drei horizontale Zonen. Die untere zeigt die Spanische Eroberung Mexikos, die mittlere Episoden der Kolonisation und die obere, in den Bogenfeldern, die Interventionen des 19. Jahrhunderts sowie verschiedene Akteure der Politik und Geschichte Mexikos des späten 19. Jahrhunderts und der mexikanischen Revolution. In der unteren Mitte des Freskos malte Rivera eine Kampfszene zwischen Spaniern und Azteken, wobei die zentrale Figur Hernán Cortés auf einem Pferd sitzt. Von der rechten Seite feuern spanische Soldaten mit Musketen und einer Kanone, womit Rivera ihre technologische Überlegenheit herausstellte. In der mittleren Bildzone wird die koloniale Periode dargestellt, so dass etwa die Zerstörung der indianischen Kultur und die Christianisierung durch die Darstellung von Geistlichen und Cortéz mit seiner indianischen Frau Malinche gezeigt werden. In der Mitte dieser Zone wird die mexikanische Unabhängigkeit ins Bild gesetzt. In der oberen Zone ist rechts die amerikanische Intervention der Jahre 1846 bis 1848 und die französische Intervention in Mexiko von 1861 bis 1867 zu sehen. In den drei mittleren Bögen sind zahlreiche historische Persönlichkeiten der Regierungszeit von Porfirio Díaz und der mexikanischen Revolution dargestellt. Zentral in der Mitte des Freskos ist das Wappentier Mexikos, der Adler, auf der Opuntie dargestellt, wobei er hier anstelle des Kaktus indianische Feldzeichen in den Krallen hält.

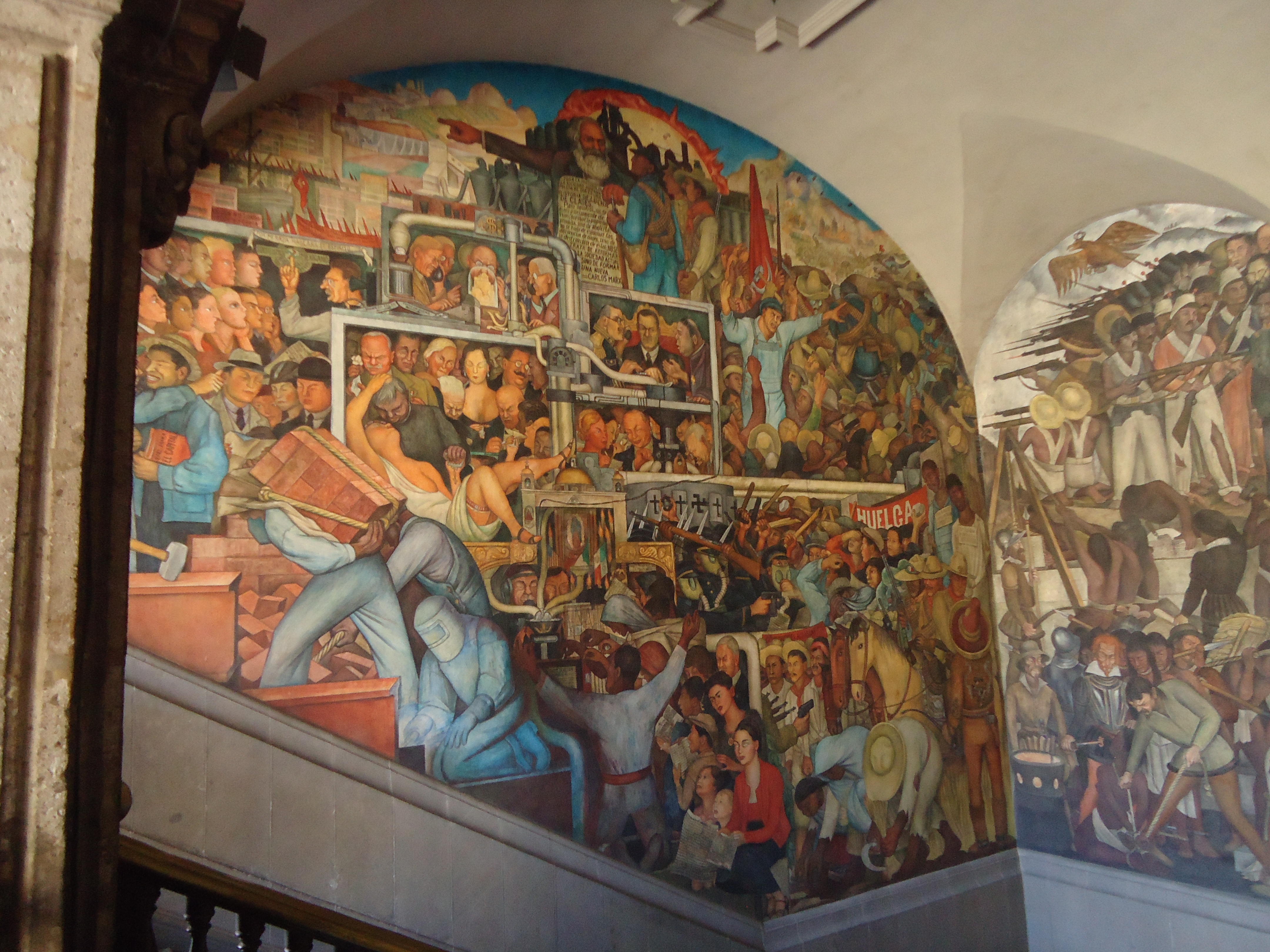
Mexiko heute und morgen

Der Zyklus im Treppenhaus des Regierungssitzes wurde von Diego Rivera mit dem Fresko Mexiko heute und morgen abgeschlossen. In ihm widmete er sich der nachrevolutionären Situation und gab einen utopischen Ausblick. Am rechten Bildrand ist der Kampf der Arbeiter mit den konservativen Kräften dargestellt, wobei Rivera auch einen erhängten Arbeiter und Bauern zeigte. In der rechten oberen Bildecke agitiert ein Arbeiter und ruft zum Kampf auf. Zentral im Fresko sind kastenförmige Raumstrukturen gesetzt, in denen etwa Kapitalisten um einen Börsenticker, Präsident Plutarco Elías Calles mit bösen Beratern und die Kirche im Zustand der Ausschweifung gezeigt sind. Im Bildvordergrund malte Rivera seine Frau Frida Kahlo und deren Schwester Cristina als Dorflehrerinnen und in Richtung des linken Bildrandes Arbeiter. Die zentrale Figur am oberen mittleren Bildrand ist Karl Marx, der ein Blatt mit einem Auszug aus dem Kommunistischen Manifest hält und mit seinem rechten Arm auf die linke obere Bildecke zeigt, wo Rivera die Utopie einer sozialistischen Zukunft malte.

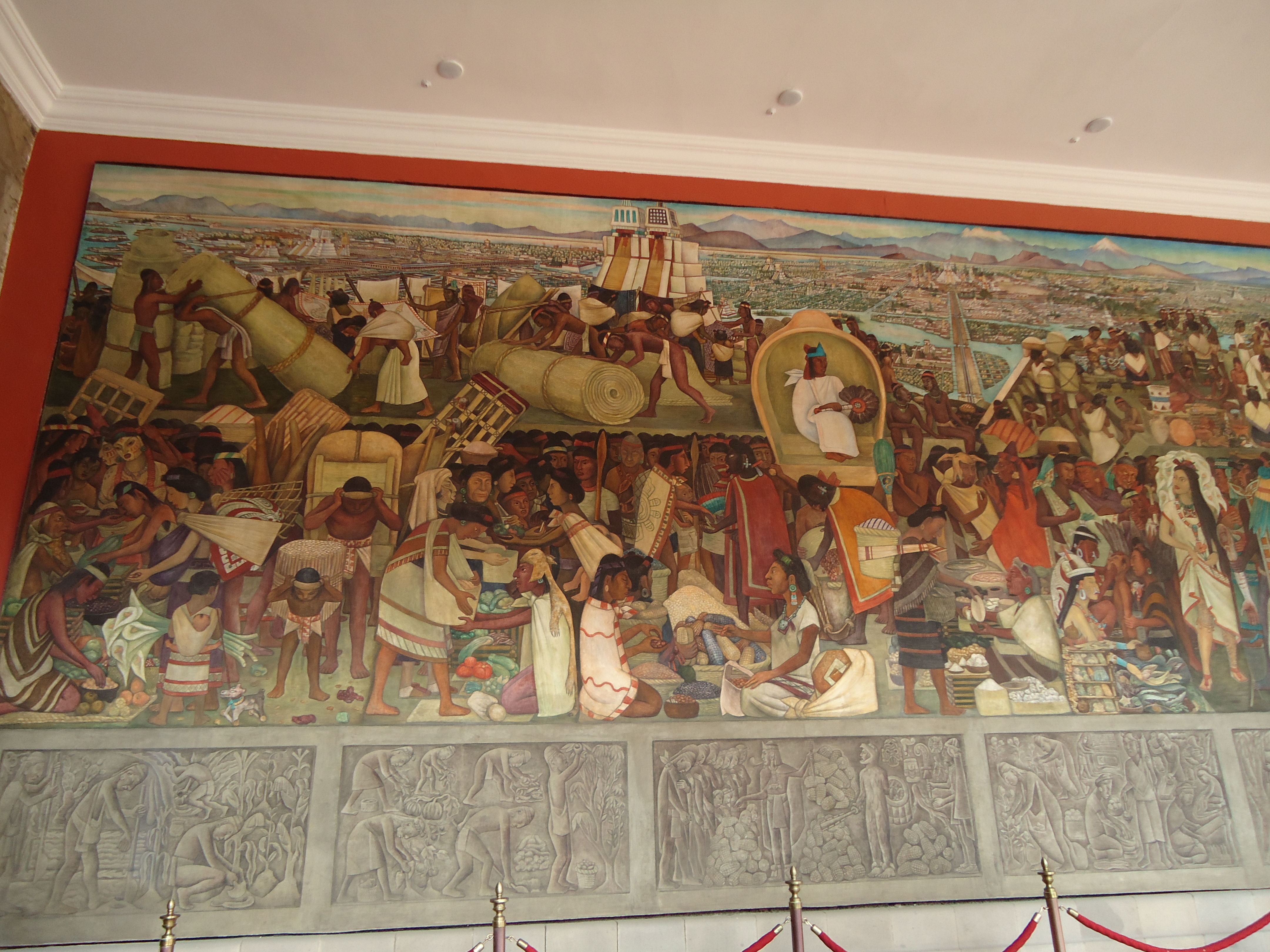
Das große Tenochtitlan (Blick vom Markt von Tlatelolco)

Zwischen 1941 und 1952 malte Diego Rivera in einem Gang in der ersten Etage des Regierungspalastes den Zyklus Präkoloniales und koloniales Mexiko. Die Fresken umfassen insgesamt 198,92 Quadratmeter. Ursprünglich waren 31 transportable Fresken geplant, die auf den vier Seiten des Innenhofes angebracht werden sollten. Letztendlich fertigte Rivera nur elf Fresken an und unterbrach das Projekt mehrfach. Ihr Thema ist eine synthetische Darstellung der Geschichte Mexikos von der präkolumbischen Zeit bis zur Verfassung von 1917. Der Bezug zu den indigenen Kulturen Mexikos, ihren Bräuchen, Aktivitäten, Kunst und Produkten zielte auf die Konsolidierung der nationalen Identität. Als Darstellungsform wählte Rivera bunte und Grisaille-Fresken. Das große Fresko Das große Tenochtitlan (Blick vom Markt von Tlatelolco) zeigt Diego Riveras Vision der alten Hauptstadt der Azteken, Tenochtitlan. Vor dem Panorama der städtischen Architektur um den Templo Mayor sind die Marktaktivitäten wie der Tierhandel, der Handel mit Lebensmitteln und Handwerksprodukten sowie Repräsentanten der verschiedenen Gesellschaftsschichten wie Händler, Beamte, Medizinmänner, Krieger und Kurtisanen abgebildet. In weiteren Wandfeldern sind etwa der Ackerbau mit den Europäern unbekannten Feldpflanzen und einzelne Handwerksaktivitäten dargestellt. Ein weiteres großes Fresko zeigt Feste und Zeremonien der Totonaken und der Kultur von El Tajín wie die Verehrung der Göttin Chicomecoatl. Im Vordergrund ist zu sehen, wie Besucher der Stätte Opfer darbringen. Im letzten Fresko dieses Zyklus widmete sich Rivera der spanischen Eroberung Mexikos und der Kolonialzeit. Er wollte vor allem die Unterwerfung und Ausbeutung der Indianer zeigen und stellte Hernán Cortés in grotesker Weise dar. In diesem letzten Fresko des letztendlich unvollendet gebliebenen Projekts wird deutlich, dass Diego Rivera der idealisierten Pracht der präkolumbischen Zeit sein negatives Urteil über die Konquista und Konquistadoren gegenüberstellen wollte.

Präkoloniales und koloniales Mexiko
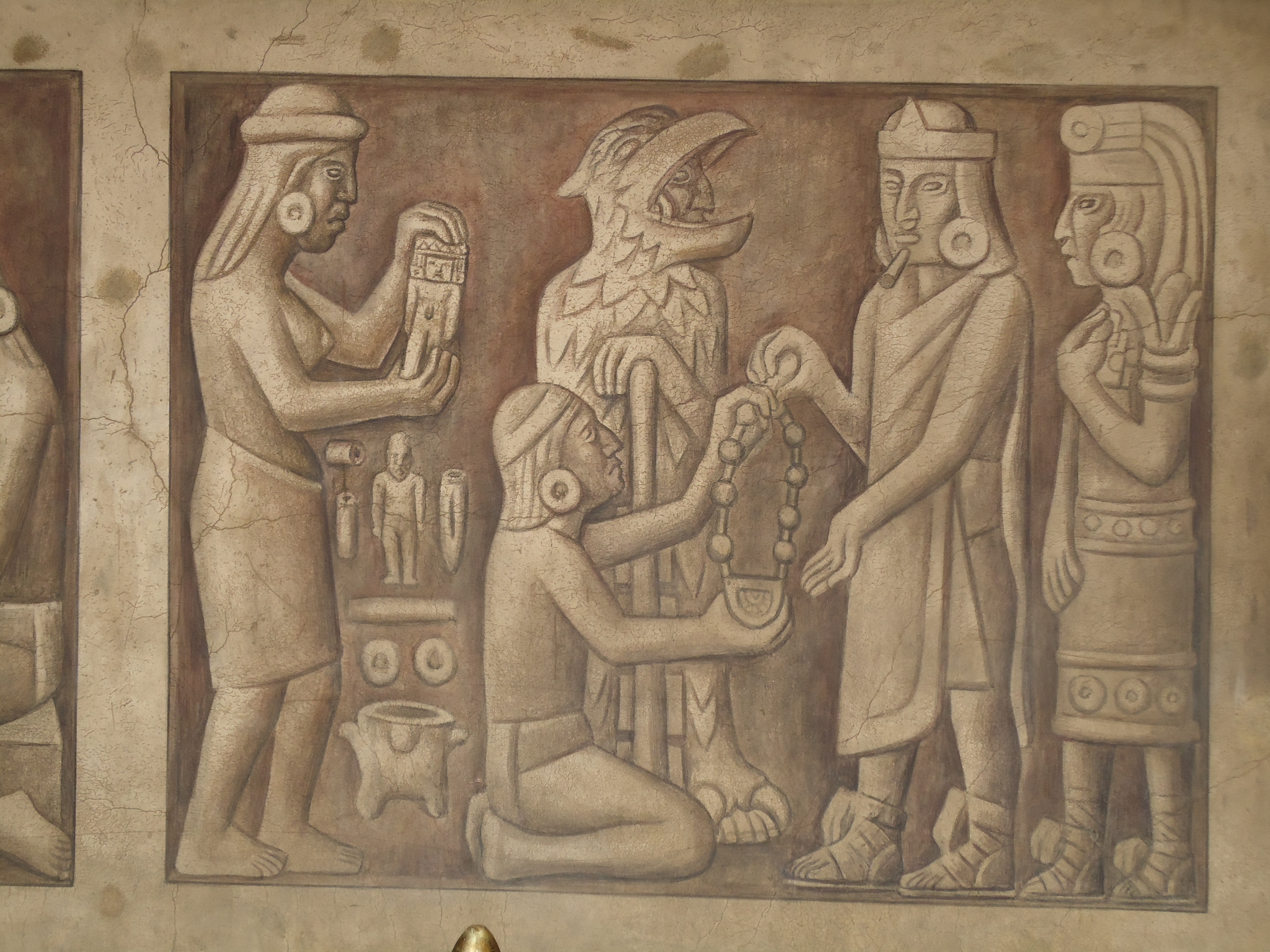
Der Handel mit den Chalchihuitee
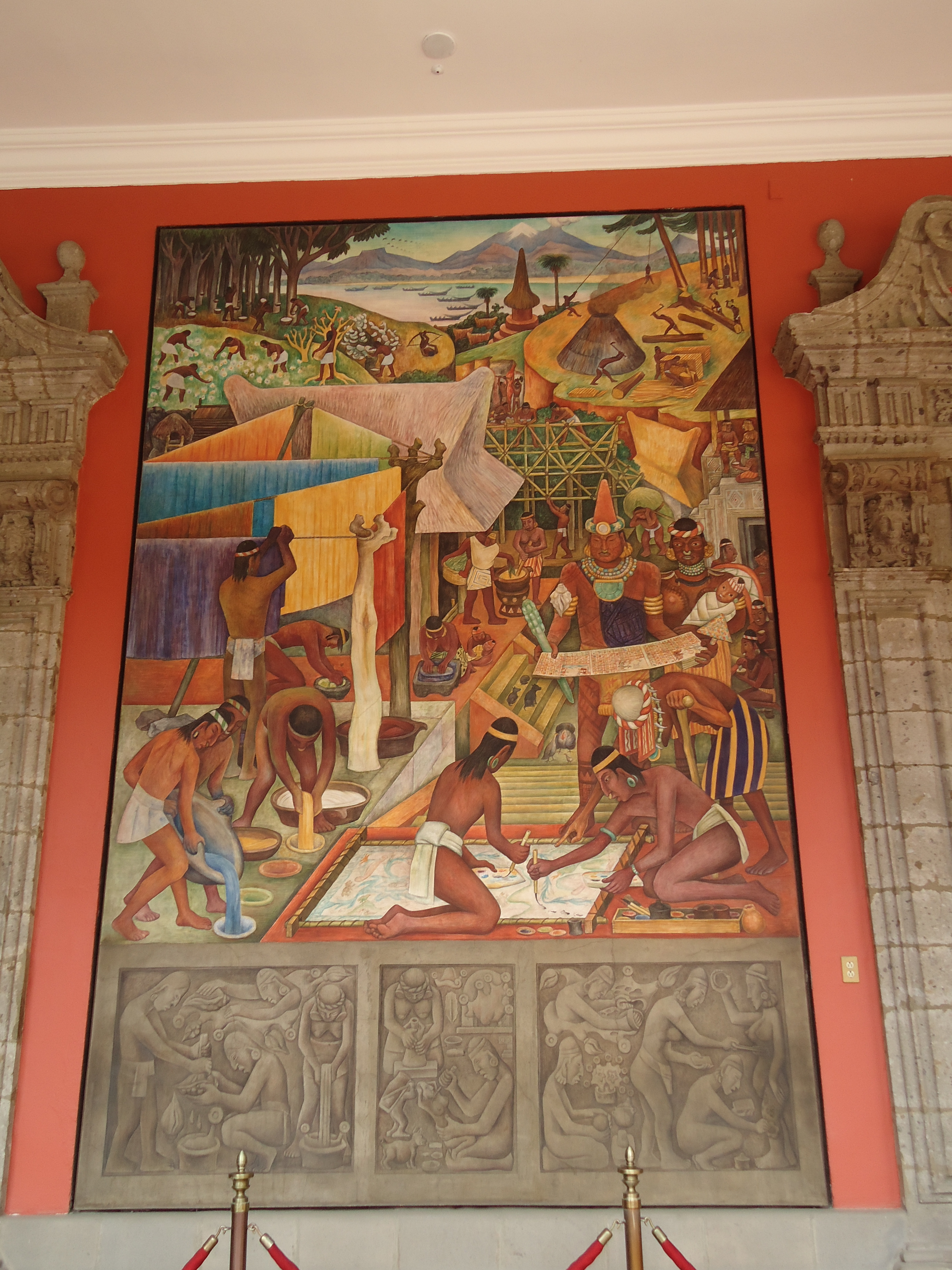
Maler und Färber (Tarasca-Kultur)
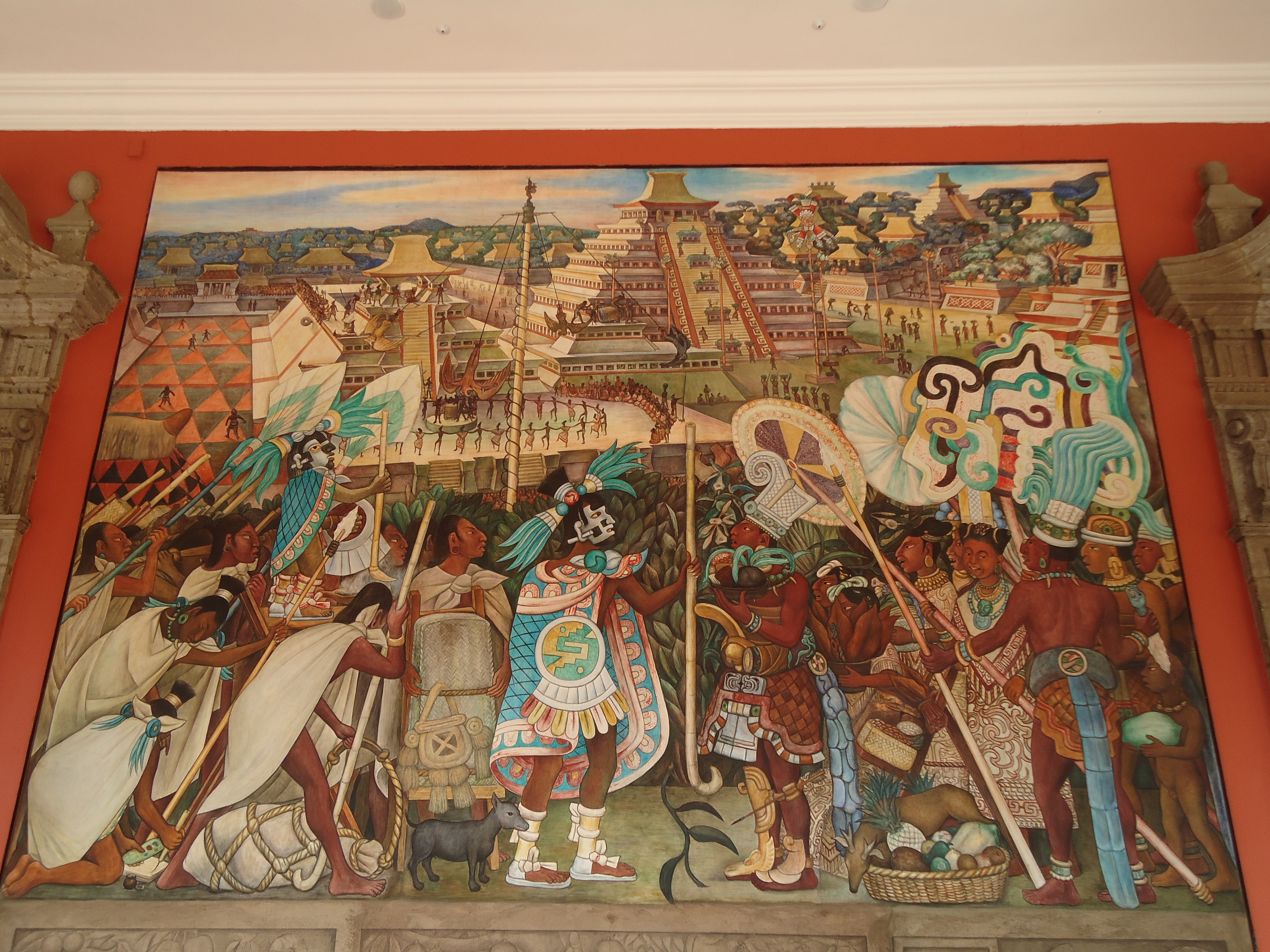
Feste und Zeremonien (Totonaca-Kultur)
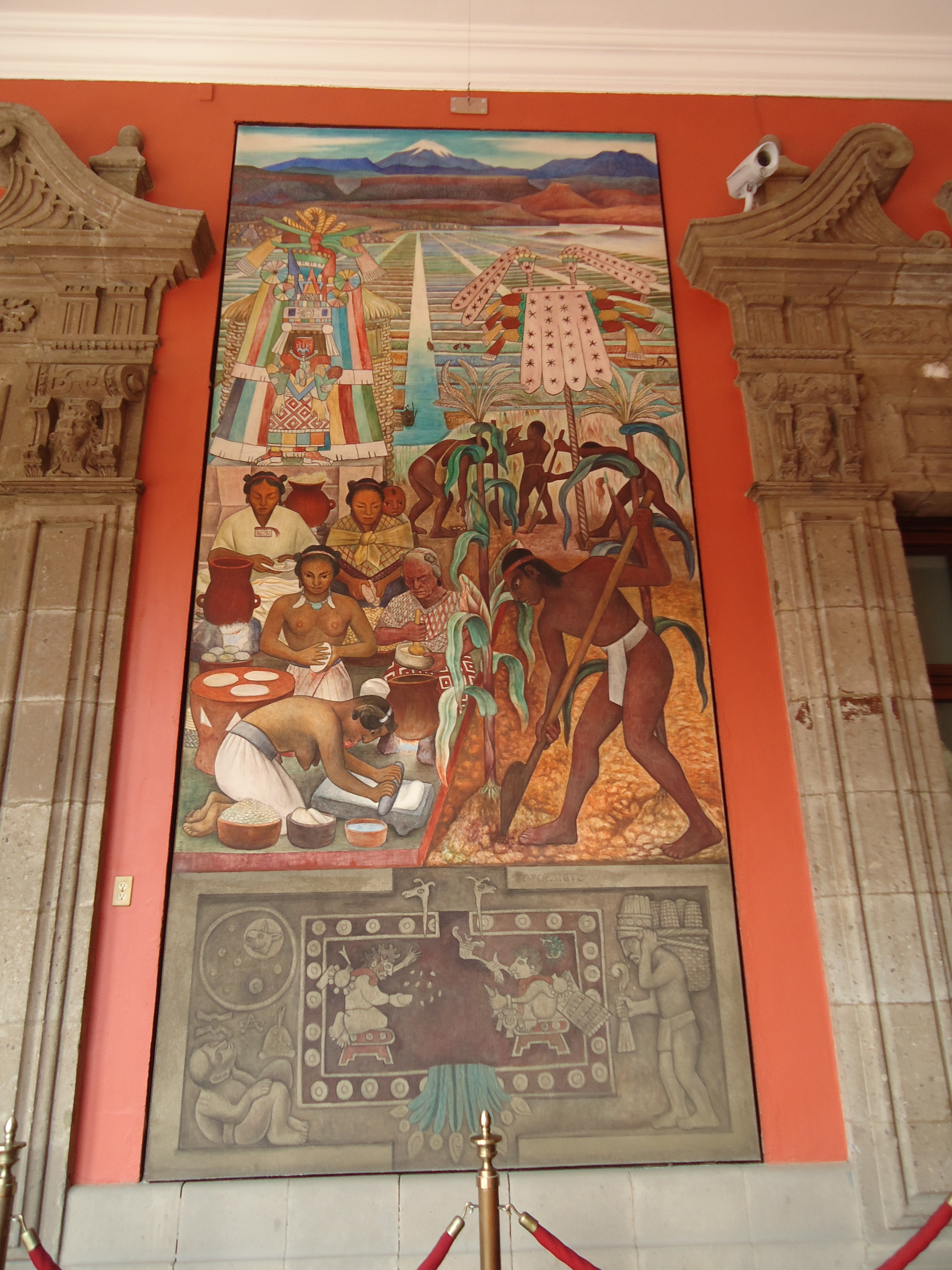
Der Mais
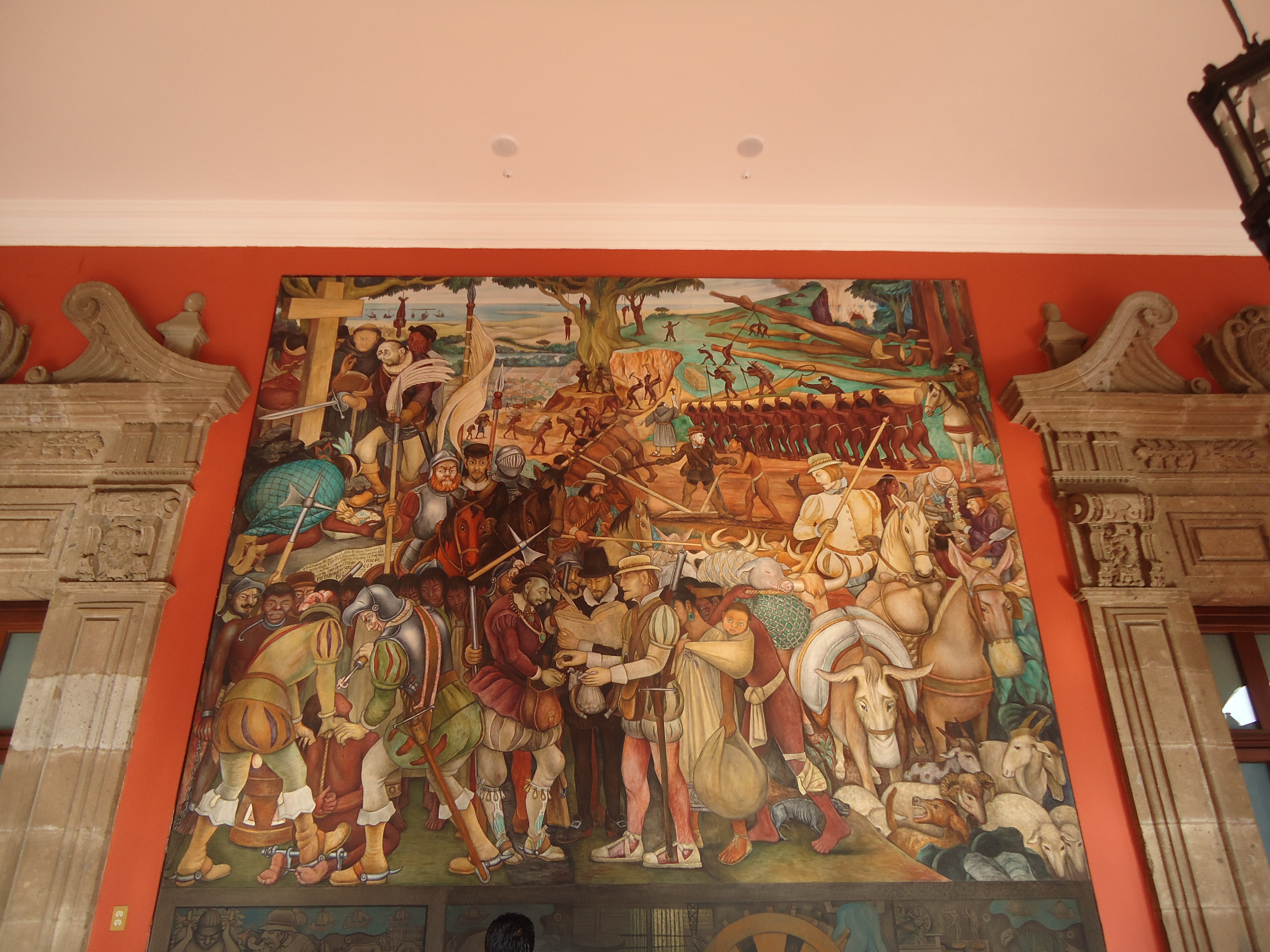
Die Ankunft des Hernan Cortez in Veracruz

#### Detroit Institute of Arts

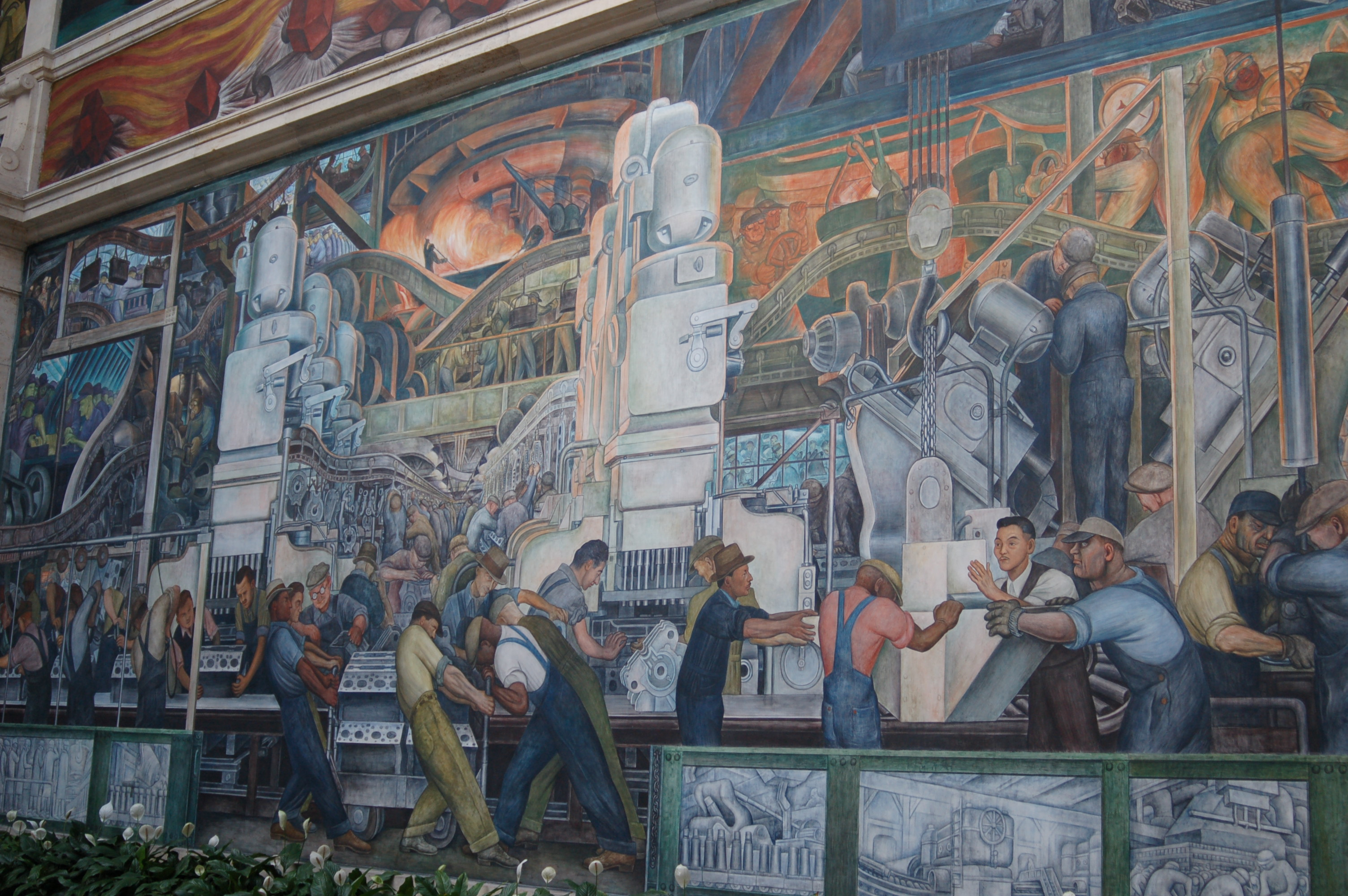
Detail der Nordwand des Hofes im Detroit Institute of Arts

Diego Riveras herausragendes Werk aus seiner Zeit in den Vereinigten Staaten sind seine Murales im Detroit Institute of Arts. Sie gelten als das beste Werk der mexikanischen Muralisten in den USA. Das Thema dieser Fresken war die Industrie Detroits. Die Fresken umfassen 433,68 Quadratmeter und haben verschiedene Titel erhalten wie Detroit Industry, Dynamic Detroit und Man and Machine. Rivera besuchte den Ford River Rouge Complex in Dearborn, eine Fabrikanlage, in der die komplette Automobilfertigung erfolgte. Er kam in Detroit an, als sich die Autoindustrie in Michigan in der Krise befand, bildete diese jedoch nicht in seinen Werken ab, sondern erzählte eine Entwicklung der Industrie und verherrlichte den technischen Fortschritt. Während seiner etwa einen Monat dauernden Erkundungen des Ford-Werkes fertigte er zahlreiche Skizzen an. Zudem wurden er und Frida Kahlo von William J. Stettler begleitet, der Photographien, die Rivera bei seinen Arbeiten nutzte, und Filmmaterial anfertigte. Neben diesen Eindrücken der Industriearbeit griff Rivera aber auch auf frühere Werke seines Schaffens zurück. Zudem übte die Industrie eine solche Faszination auf ihn aus, dass er anstatt der zwei bestellten Wandflächen den ganzen Hof ausmalen wollte. Dafür erhielt er am 10. Juni 1932 die Zustimmung der zuständigen Kommission. Am 25. Juli des Jahres begann Rivera dann mit den Malerarbeiten.
Im Hof des Detroit Institute of Arts fertigte Rivera einen geschlossenen Zyklus an, in dem er den gesamten Prozess der Automobilproduktion darstellte. Er zeigte die verschiedenen Schritte der Rohstoffverarbeitung und die verschiedenen Tätigkeiten der Arbeiter im Laufe des Tages. Der Zyklus beginnt an der Ostwand des Hofes mit der Darstellung des Ursprungs des Lebens. Dieser wird durch einen menschlichen Fötus symbolisiert. Links und rechts unter ihm sind Pflugscharen als Symbole der menschlichen industriellen Aktivität zu sehen. Auf der Wand sind zudem Frauen mit Getreide und Früchten abgebildet. An der Westwand sind Luft, Wasser und Energie durch Luftfahrtindustrie, Schifffahrt und Elektrizitätsproduktion symbolisiert. Rivera malte die zivile Luftfahrt im Gegensatz zu deren militärischer Nutzung. Diese Gegenüberstellung wurde in den Symbolen der Taube und des Adlers für Frieden und Krieg wieder aufgegriffen. Zudem bezog sich der Maler mit dieser Darstellung auch auf einen Unternehmenszweig von Ford. Die Nordwand und Südwand werden von je zwei Wächterfiguren überkrönt, die die vier in der amerikanischen Arbeiterschaft vertretenen Rassen darstellten und Kohle, Eisen, Kalk und Sand als Bodenschätze in ihren Händen halten. Diese Elemente waren die Grundstoffe der Automobilproduktion. In den beiden Hauptflächen der Nord- und Südwand malte Rivera die Produktion des Ford V-8. Einige der Arbeiter sind Porträts von Ford-Mitarbeitern und Assistenten Riveras.
Die Murales, die Diego Rivera für das Detroit Institute of Arts malte, waren aus verschiedenen Gründen Kritik ausgesetzt. Zum einen kritisierten amerikanische Maler, denen in den Zeiten der Great Depression keine Aufträge erteilt wurden, dass mit Rivera ein Mexikaner einen lukrativen Auftrag erhielt, zum anderen wurde der Inhalt der Fresken kritisiert, der Werbung für Ford machen sollte. Vor allem in Bezug auf letzteren Vorwurf wurde Diego Rivera vom Direktor des Museums verteidigt. Edsel B. Ford wusste bei seiner Zusage der Unterstützung für das Projekt, was Rivera malen würde. Seine Unterstützung und Riveras Besuche in dem Ford-Werk beruhten zudem darauf, dass Ford der einzige Autoindustrielle mit Interesse an moderner Kunst war. Ein weiterer Kritiker war Paul Cret, Architekt des Detroit Institute of Arts, der in der Ausmalung der Wände einen Affront gegen seine Architektur sah. Außerdem stießen einige von Riveras Motiven auf Kritik von kirchlicher und religiöser Seite und wurden etwa als pornographisch bezeichnet. Die Presse kritisierte die Murales, andere Künstler und Kunstverständige wie Museumsdirektoren, an die sich der Direktor gewandt hatte, verteidigten die Bilder. Letztendlich stellte sich Ford hinter den Künstler und das Werk, die Aufnahme der Fresken durch die Arbeiter war positiv und auch der Tenor der nationalen Berichterstattung veränderte sich zum Positiven.

#### Palacio de Bellas Artes

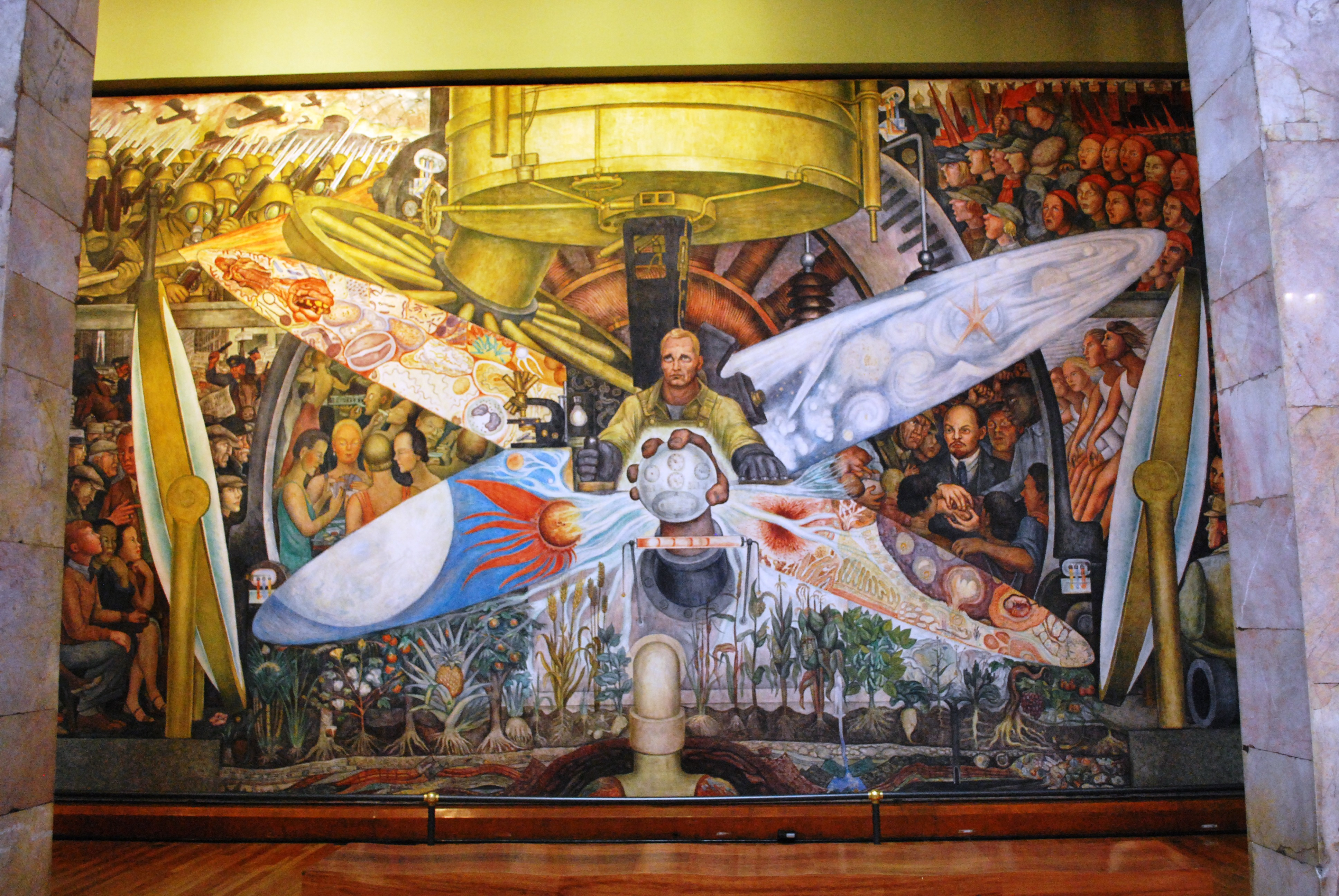
Der Mensch am Scheideweg/Der Mensch kontrolliert das Universum

Diego Riveras Murales Der Mensch am Scheideweg/Der Mensch kontrolliert das Universum (El hombre en el cruce de caminos/El hombre controlador del universo) für das Rockefeller Center, wo das Bild zerstört wurde, und den Palacio de Bellas Artes, wo es letztendlich ausgeführt wurde, behandeln die sozialen, politischen und ökonomischen Fragen Mitte der 1930er-Jahre. Die Komposition des Wandgemäldes ist sehr dicht und auch visuell eng strukturiert. Die zentrale Figur ist ein Arbeiter, dessen Kopf, Schultern, Arme und behandschuhten Hände dort positioniert sind, wo sich zwei große Ellipsen überschneiden. In der einen Ellipse ist ein Teleskopbild der Sonne, des Mondes und eines Sternennebels zu sehen, in der anderen ein Mikroskopbild einer Zelle. Der Arbeiter steuert mit einem Steuerknüppel und einem Schaltpult eine große Maschine, die das Bewässerungssystem der am unteren Bildrand befindlichen Pflanzen kontrolliert, und steigert somit deren Ertrag. Insgesamt steht er dafür, dass der Mensch mit moderner Technik Wissenschaft, Medizin, Industrie und Landwirtschaft beherrscht. Der Arbeiter hat einen finsteren Gesichtsausdruck, womit Rivera darauf verwies, dass eine fundamentale Entscheidung bevorsteht. Rechts und links von ihm sind die beiden Wahlmöglichkeiten durch Elemente dargestellt, die Rivera als typisch für das sowjetische und amerikanische Gesellschaftssystem ansah. In der linken Bildhälfte, rechts vom Arbeiter, sind oben Kriegsszenen mit Kampfflugzeugen, Panzern sowie Gasmasken tragenden Soldaten mit Gewehren und einem Flammenwerfer zu sehen. Darunter zeigte Rivera, wie berittene Polizisten an der Ecke Wall Street und Second Avenue auf demonstrierende Arbeitslose einprügeln. Daneben stellte er den Finanzmagnaten John D. Rockefeller, Jr. zusammen mit spielenden, flirtenden und trinkenden Personen dar. Links vom Arbeiter, auf der rechten Seite des Freskos, ist hingegen zu sehen, wie sich ein Arbeiter und ein Soldat vor Lenin die Hand reichen. Vor dem Kreml und dem Lenin-Mausoleum versammeln sich männliche und weibliche Arbeiter friedlich auf dem Roten Platz. Zudem sind Sportlerinnen bei einem Lauf zu sehen. Die Entscheidung des Arbeiters in der Mitte der Komposition für eine der beiden Optionen ist noch nicht gefallen. Dies machte Diego Rivera deutlich, indem er beiden die gleiche Fläche einräumte.

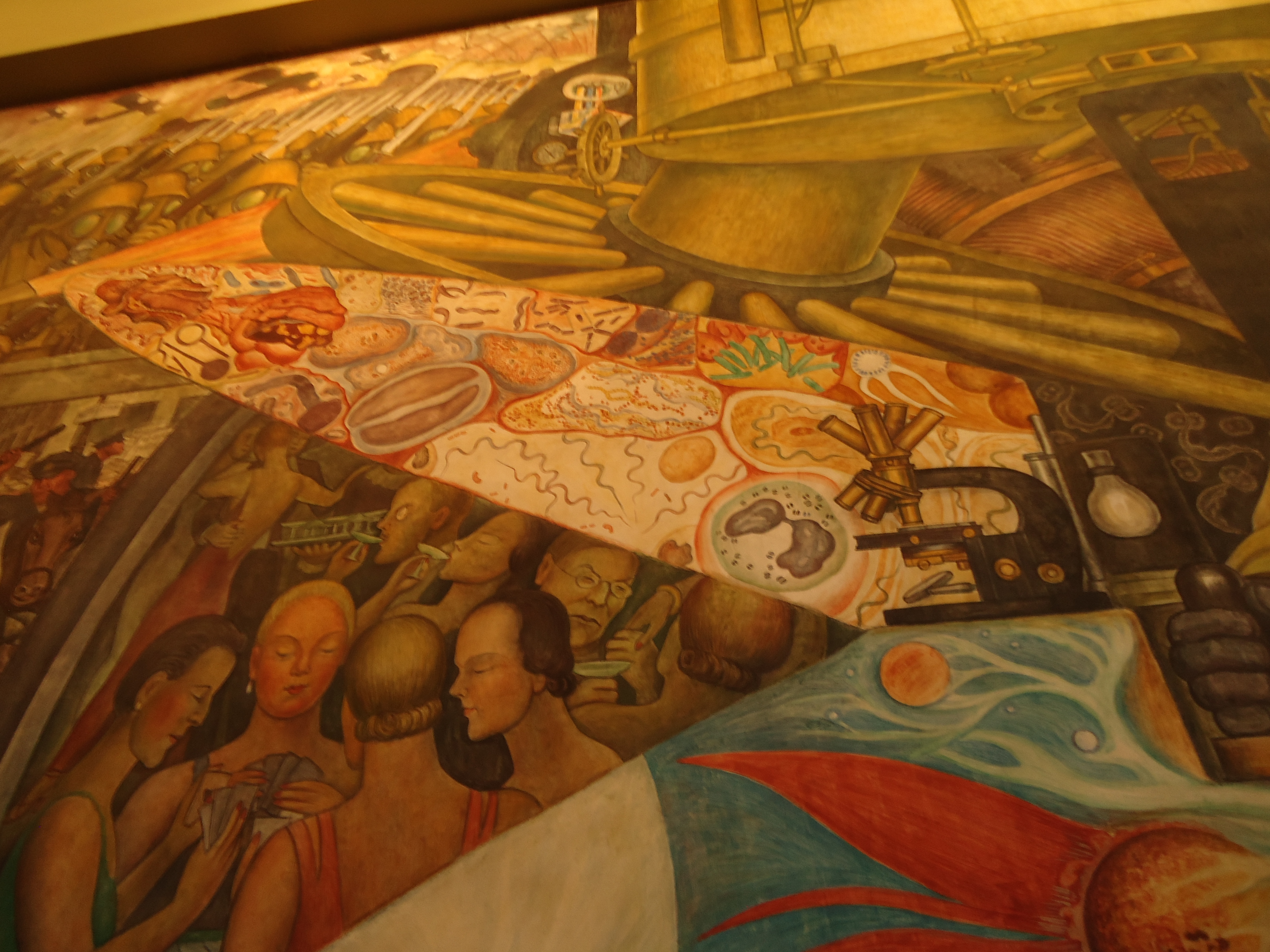
Der Mensch am Scheideweg/Der Mensch kontrolliert das Universum, Detail der Ellipse mit Mikroskop und Zellbildern

Ursprünglich sollte dieses Fresko im neu erbauten Rockefeller Center gemalt werden, wo es den Titel Der Mensch am Scheideweg, unsicher, aber hoffnungsvoll schauend und mit der großen Vision auf eine neue und bessere Zukunft tragen sollte. Rivera war neben Henri Matisse und Pablo Picasso zu einem Wettbewerb eingeladen worden, lehnte diesen aber ab. Letztendlich erhielt er dennoch den Auftrag, weil Picasso auf die Einladung gar nicht reagierte und Matisse in der belebten Eingangshalle keinen angemessenen Ort für seine Kunst sah. Der Berater Rockefellers, Hartley Burr Alexander, schlug ein explizit politisches Motiv für das angedachte Wandgemälde vor. Rockefeller verfolgte zwar eine sozialpolitische Linie, die Betriebsräte und den Ausgleich zwischen Industriellen und Arbeitern vorsah, dennoch überraschte die Berufung eines bekanntermaßen kommunistischen Künstlers wie Rivera. Eine Rolle dabei mag die Unterstützung durch Abby Aldrich Rockefeller gewesen sein, die bereits zuvor Kunstwerke von Diego Rivera gesammelt hatte. Hinzu kam seine hohe internationale Reputation und seine Bekanntheit für Wandbilder in Mexiko und den Vereinigten Staaten.

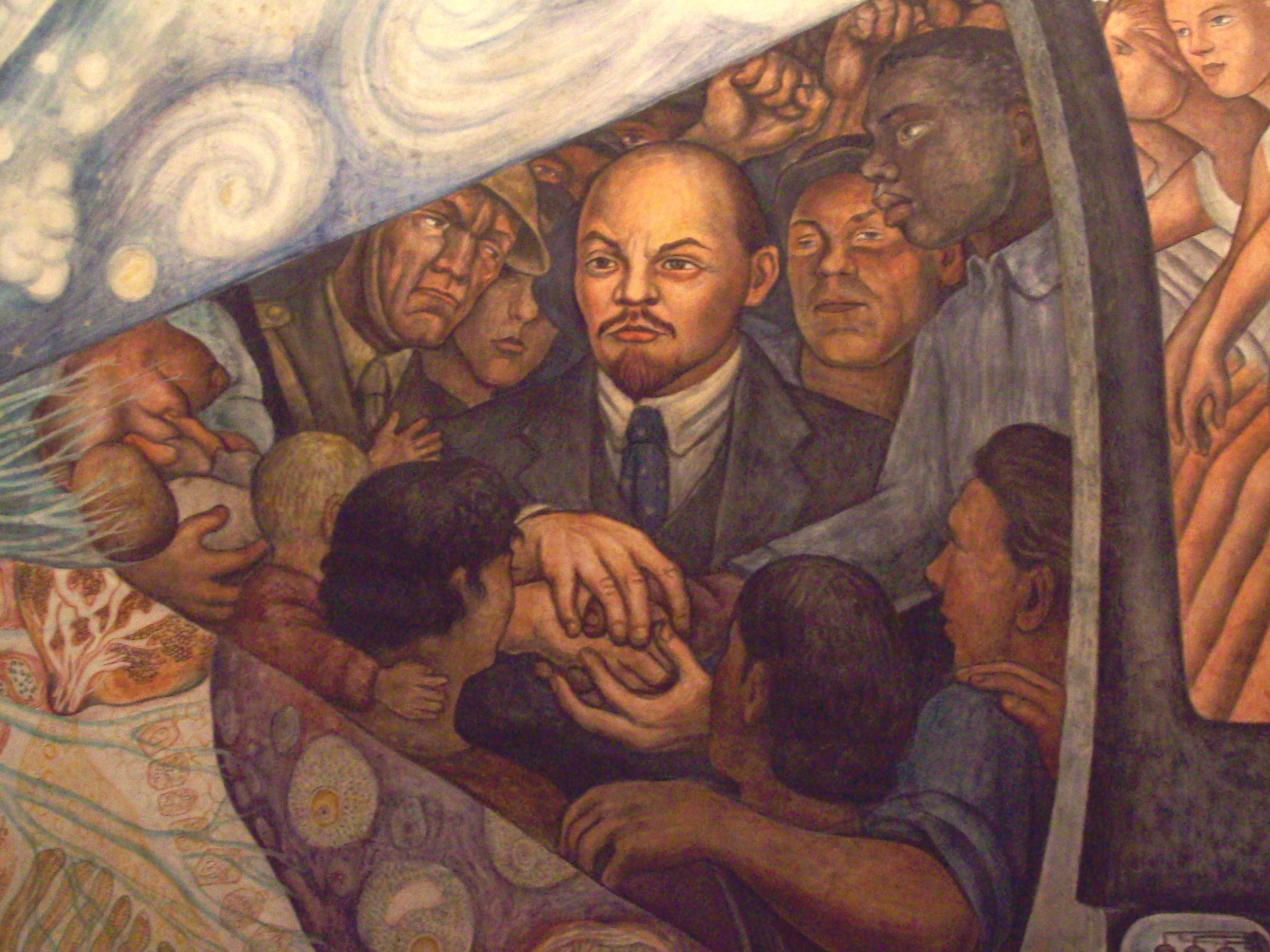
Der Mensch am Scheideweg/Der Mensch kontrolliert das Universum, Detail mit Lenin-Porträt

Ende März 1933 traf Diego Rivera in New York ein, um das Fresko zu beginnen. In dieser Zeit hatte sich die politische Lage durch die Politik Franklin D. Roosevelts im Rahmen des New Deal und durch die Ernennung Hitlers zum Reichskanzler verschärft. Dies veranlasste Rivera dazu, seinen Entwurf zu verändern. Er stellte nun den einzelnen Arbeiter in das Zentrum seiner Komposition und er wählte drastische Bilder, um die Lage in den USA und der Sowjetunion in Kontrast zu stellen. Zudem fügte er das Porträt Lenins ein. Durch diese ideologische Entwicklung des Bildes fühlten sich die Rockefellers in zunehmendem Maße provoziert. Im Dezember 1933 dachte John D. Rockefeller, Jr. darüber nach, das noch unvollendete Fresko in das Museum of Modern Art zu überführen. Diese Idee wurde jedoch verworfen. Schließlich wurde es am 9. Februar 1934 zerstört. Nach der Zerstörung des Freskos in New York bat Rivera die mexikanische Regierung um eine Fläche, wo er dieses Bild erneut malen könnte. Schließlich erhielt er den Auftrag, dies im Palacio de Bellas Artes zu tun. Noch 1934 vollendete Rivera das Fresko.

## Beurteilung und Bedeutung
Diego Rivera gilt neben David Alfaro Siqueiros und José Clemente Orozco als bedeutendster Maler der Moderne in Mexiko. Gemeinsam wurden sie als Los Tres Grandes (Die großen Drei) bezeichnet. Rivera wirkte an der Entwicklung einer eigenständigen mexikanischen Kunst nach der Revolution und an der Etablierung des Muralismo mit, des ersten nichteuropäischen Beitrags zur modernen Kunst. Die Wandbilder Riveras nehmen eine herausragende Stellung in der Kunst Mexikos ein. Sie zogen mehr Aufmerksamkeit auf sich als seine Tafelbilder, Zeichnungen und Illustrationen und haben zum Teil die Wertschätzung für sein weiteres, facettenreiches Werk verdrängt und überlagert. Außerhalb Mexikos war Rivera zwar umstritten, er wurde dennoch der meistzitierte hispano-amerikanische Künstler.
Riveras Gesamtwerk entzieht sich der Zuordnung zu einem einheitlichen Stil. Rivera erhielt eine klassische Ausbildung nach europäischem Vorbild in Mexiko, wobei er von einigen seiner Professoren bereits für typisch mexikanische Elemente sensibilisiert wurde. In Europa durchlief seine Tafelmalerei verschiedene Stile in kurzer Zeit. Zeitweise gehörte er zur Gruppe der Kubisten, in der er nicht nur Mitläufer war, sondern eigene theoretische Positionen entwickelte und ohne Scheu vor Konflikten vertrat. Auch in späterer Zeit antizipierte Diego Rivera in seiner Tafelmalerei verschiedene Stilrichtungen, so griff er in zwei Gemälden Mitte der 1930er-Jahre den Surrealismus auf. In seinen Wandgemälden entwickelte Rivera schließlich seinen ganz eigenen Stil, den er auch in seinen Gemälden aufgriff. Er kombinierte die Freskotechnik, die er in Italien studiert hatte, mit indianischen Elementen, kommunistischen und sozialistischen Aussagen und der Geschichtsdarstellung. Damit wirkte er prägend und erreichte Ruhm und Bekanntheit. Der mexikanische Literaturnobelpreisträger Octavio Paz beschrieb Rivera als Materialisten. Er führte aus: „Rivera verehrt und malt vor allem Materie. Und er begreift sie als Mutter: als großen Mutterleib, großen Mund und großes Grab. Als Mutter, als magna mater, die alles verschlingt und gebiert, ist die Materie eine stets ruhende weibliche Gestalt, schläfrig und insgeheim tätig, ständig Leben spendend wie alle großen Fruchtbarkeitsgöttinnen.“ Das Bild der Fruchtbarkeitsgöttin und der Schöpfung griff Diego Rivera direkt in vielen seiner Werke auf. Paz beschrieb weiterhin die Fülle der Bilder Riveras und ihre „aus Gegensätzen und Versöhnungen bestehende Dynamik einer dialektischen Auffassung der Geschichte. Deshalb gleitet Rivera auch in die Illustration ab, wenn er der Geschichte beizukommen versucht.“ Diese Darstellung der Geschichte entspricht laut Paz einer vom Marxismus geprägten Allegorie, die in allen Werken entweder die Kräfte des Fortschritts oder der Reaktion oder aber beide im Gegensatz zueinander zeige.
Bereits zu Lebzeiten bildeten sich um Rivera zahlreiche Mythen, was auf seine aktive Teilnahme am Zeitgeschehen, seine Freundschaften und Auseinandersetzungen mit herausragenden Persönlichkeiten aus Kultur und Politik und nicht zuletzt auf seinen Beziehungen zu Frauen und vor allem auf der Ehe mit Frida Kahlo beruhte. An dieser Mythenbildung wirkte Diego Rivera selbst aktiv mit. Er stellte sich in seinen Erinnerungen als frühreif, von exotischer Herkunft, Rebell und Visionär dar. Diese Selbstdarstellung wurde durch verschiedene Biographien weiterverbreitet. Rivera konnte dabei selbst zum Teil Phantasie und Realität nur schwer unterscheiden, seine Realität war jedoch wesentlich unspektakulärer. Seine Biographin Gladys March schrieb: „Rivera, der später in seiner Arbeit die mexikanische Geschichte zu einem der großen Mythen unseres Jahrhunderts machen sollte, war nicht fähig, seine ungeheure Phantasie zu zügeln, während er mir sein eigenes Leben schilderte. Gewisse Ereignisse, insbesondere aus seinen ersten Jahren, hatte er in Legenden verwandelt.“ Rivera war sich seines Erfolges und seines Talentes stets bewusst und sich sicher, eine bedeutende Position in der Kunstgeschichte einzunehmen.

### Ausstellungen
Diego Rivera stellte während seiner ersten Karrierephase in Europa mehrmals in Gruppenausstellungen gemeinsam mit weiteren wichtigen und berühmten Künstlern wie Pablo Picasso, Paul Cézanne und Juan Gris etwa 1915 in Madrid und 1916 in New York aus. Vom 2. September bis zum 21. Oktober 1916 hatte Rivera zudem mit Exhibition of Paintings by Diego Rivera and Mexican Pre-conquest Art seine erste Einzelausstellung. 1923 waren Werke Riveras Teil der Jahresausstellung der Gesellschaft unabhängiger Künstler in New York. In Berlin erschien 1928 die erste Monografie, die sich mit den Murales Diego Riveras beschäftigte. Am 18. Januar dieses Jahres zeigte die New Yorker Galerie Arts Center, organisiert von Francis Flynn Paine, eine Sammelausstellung mit Gemälden Diego Riveras. Die Schirmherrschaft für diese Ausstellung wurde von der Familie Rockefeller und dem mexikanischen Staat übernommen.
1929 folgte die erste Monographie über Riveras Fresken in den Vereinigten Staaten. Das Buch mit dem Titel The frescos of Diego Rivera wurde von Ernestine Evans verfasst. Zudem erhielt er auf Betreiben von William Spratling vom American Institute of Architects die Fine Arts Medal für seinen künstlerischen Beitrag zur Architektur verliehen. Im folgenden Jahr war ein transportables Wandgemälde Riveras in der von Rene d’Harnoncourt kuratierten Ausstellung Mexican Arts zu sehen, die im Oktober im Metropolitan Museum of Art und danach an 13 weiteren Stationen in den USA gezeigt wurde. Es war das erste Fresko Riveras, das in den Vereinigten Staaten ausgestellt wurde. Am 13. November 1930 reiste der Künstler erstmals in die Vereinigten Staaten, wo am 15. November in San Francisco eine Retrospektive im California Palace of the Legion of Honor eröffnet wurde. Ende dieses Jahres fand als zweite Ausstellung im neuen Museum of Modern Art die von Rivera selbst gestaltete große Retrospektive statt, für die er extra acht transportable Fresken geschaffen hatte. In den USA schuf Rivera auch Freskos in verschiedenen Gebäuden wie der San Francisco Stock Exchange und dem Detroit Institute of Arts und für private Auftraggeber. Im Gegensatz zu den öffentlichen Aufträgen, die Rivera in Mexiko für die Regierung ausführte, waren viele dieser Werke in den USA nur ausgewählten Kreisen zugänglich und wurden von Personen wie Ford und Rockefeller unterstützt, die eigentlich seiner kommunistischen Ideologie entgegenstanden. Rivera wurde in den Vereinigten Staaten Gegenstand heftiger Kontroversen, die in der Presse und Kunstkritik ausgetragen wurden. Konservative kritisierten und verurteilten seine Kunst, während Linke und Künstler diese verteidigten und lobten. Bei seinem Projekt in Detroit wurde er von Ford gegen diese Kritik verteidigt, in New York bezog Rockefeller selbst eine kritische Position und ließ am Ende das unvollendete Werk wegen der darin zum Ausdruck kommenden kommunistischen Haltung zerstören.
Riveras Zeichnungen und Aquarelle wurden 1939 in einer Schau im San Francisco Museum of Modern Art ausgestellt. Zudem war er mit der Gouachemalerei Kommunizierende Gefäße an der von André Breton organisierten Ausstellung Mexique in der Pariser Galerie Renou et Colle beteiligt. Darüber hinaus wurden einige von Riveras Werken von Inés Amor in einer Sammelausstellung mexikanischer Kunst im Rahmen der Golden Gate International Exposition gezeigt. Im folgenden Jahr waren im Rahmen dieser Exposition weitere seiner Werke in der Ausstellung Contemporary Mexican painting and Graphic Arts im Museum von Treasure Islands zu sehen. Zudem organisierte 1940 das Museum of Modern Art die Ausstellung Twenty Centuries of Mexican Art, in der Gemälde Riveras gezeigt wurden. 1941 wählte MacKinley Helm Werke Riveras für seine Ausstellung Modern Mexican Painters im Institute of Modern Arts in Boston aus. Sie war in der Folge auch in der Phillips Collection in Washington D.C., im Cleveland Museum of Art, im Portland Art Museum, im San Francisco Museum of Modern Art und im Santa Barbara Museum of Art zu sehen. 1943 zeigte das Philadelphia Museum of Art zwei der transportablen Fresken, die Rivera für das Museum of Modern Art gemalt hatte, in der Ausstellung Mexican Art Today.

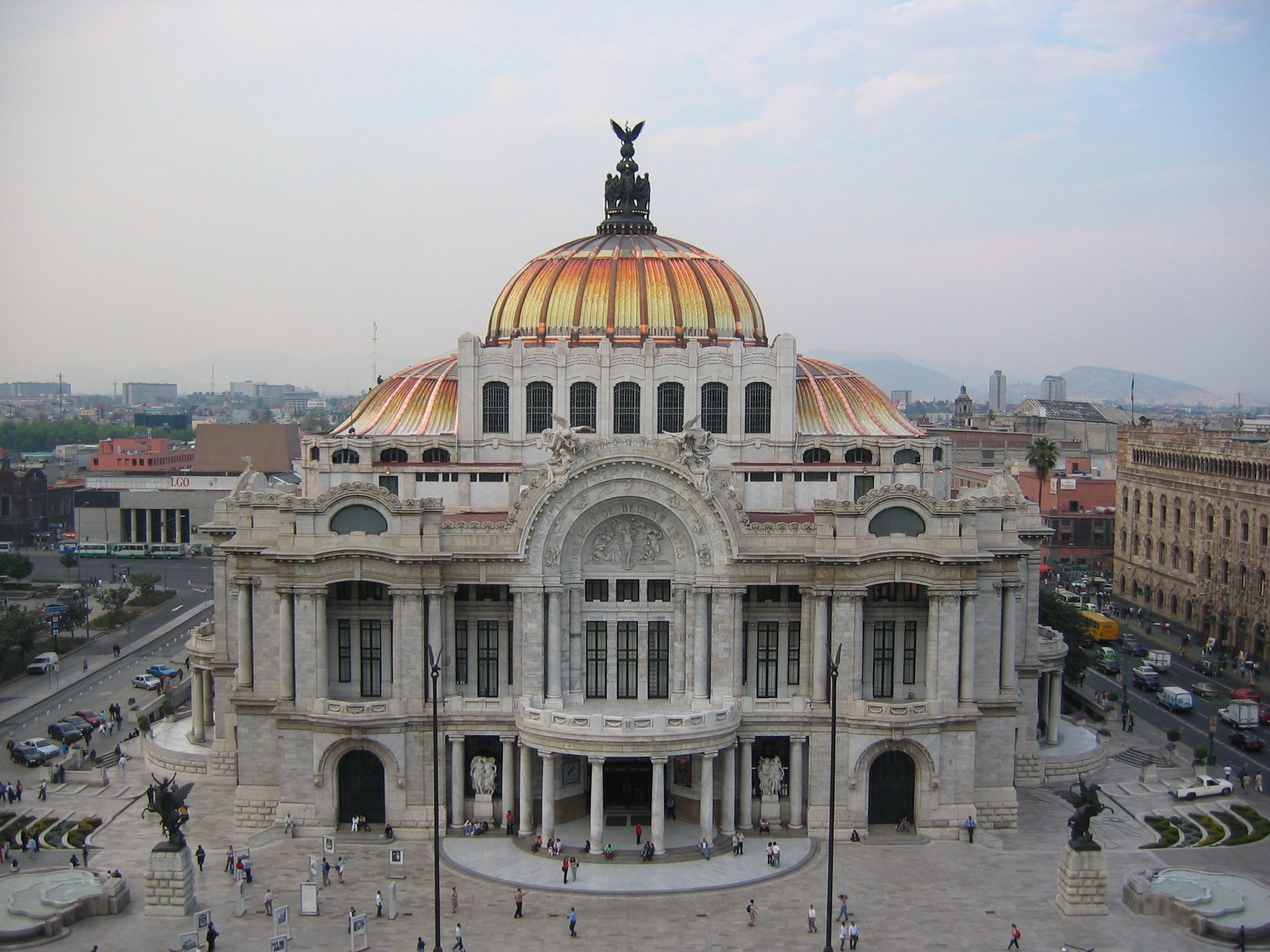
Im Palacio de Bellas Artes fand 1949 eine Rivera-Retrospektive mit über 1000 Werken statt

Am 1. August 1949 wurde im Palacio de Bellas Artes die große Retrospektive 50 años de la obra pictória de Diego Rivera von Präsident Miguel Alemán Valdés eröffnet. Für sie hatte Rivera selbst 1196 Werke ausgesucht. Zu diesem Anlass wurde zudem eine große Monographie erarbeitet, die am 25. August 1951 dann veröffentlicht wurde. Eine weitere bedeutende Retrospektive für Riveras Werk richtete vom 11. Februar bis zum 11. März 1951 das Museum of Fine Arts, Houston aus. Für die Ausstellung Art mexicain. Du précolombien à nous jours im Jahr 1952 in Paris gab die mexikanische Regierung bei Diego Rivera ein transportables Fresko in Auftrag, das aufgrund der Darstellung von Mao und Stalin als Friedensstiftern erst zensiert und dann beschlagnahmt wurde. Es wurde zwar Rivera zurückgegeben, war aber nicht Teil der Ausstellung, in der dennoch 24 bedeutende Werke von ihm ausgestellt waren. Zudem war auf dem Titel des Katalogs ein Rivera aus dem Besitz des mexikanischen Präsidenten abgebildet. Das zurückgewiesene Fresko zeigte der Maler am 30. März 1952 auf der Versammlung der Front Revolutionärer Maler und schickte es anschließend auf eine Wanderausstellung in die Volksrepublik China. Dort verliert sich im Zuge der Kulturrevolution die Spur des Gemäldes. In Europa wurde im folgenden Jahr zudem die Ausstellung Mexican Art from Pre-Colombian Times to the Present Day in der Liljevalchs konsthall in Stockholm und der Tate Gallery in London gezeigt, in der Diego Rivera der am besten und ausführlichsten präsentierte Maler war.
Auch nach dem Tod Riveras ließ die Ausstellungstätigkeit um sein Werk kaum nach, weil er als einer der bekanntesten lateinamerikanischen Künstler einen zugkräftigen Namen hat. Dabei wurde er entweder wie etwa in der Ausstellung Wand – Bild – Mexiko der Berliner Nationalgalerie aus dem Jahr 1982 in Zusammenhang mit den anderen großen Namen der mexikanischen Moderne, Orozco und Siquerios, gestellt beziehungsweise sein Werk in einen größeren Kontext gesetzt oder aber wie etwa in Diego Rivera: A Retrospective des Philadelphia Museum of Arts im Jahr 1985 einzeln betrachtet. Die Ausstellung in Philadelphia war die größte und wichtigste mit Riveras Werken in den USA seit seiner Ausstellung im Museum of Modern Art im Jahr 1931. In letzter Zeit rückte vor allem Riveras Tafelmalerei verstärkt in den Fokus wie etwa in der Ausstellung Diego Rivera: The Cubist Portraits, 1913–1917, die 2009 im Meadows Museum in Dallas zu sehen war. Auf diesen Aspekt seines Schaffens entfielen auch vermehrt Publikationen.

### Museen

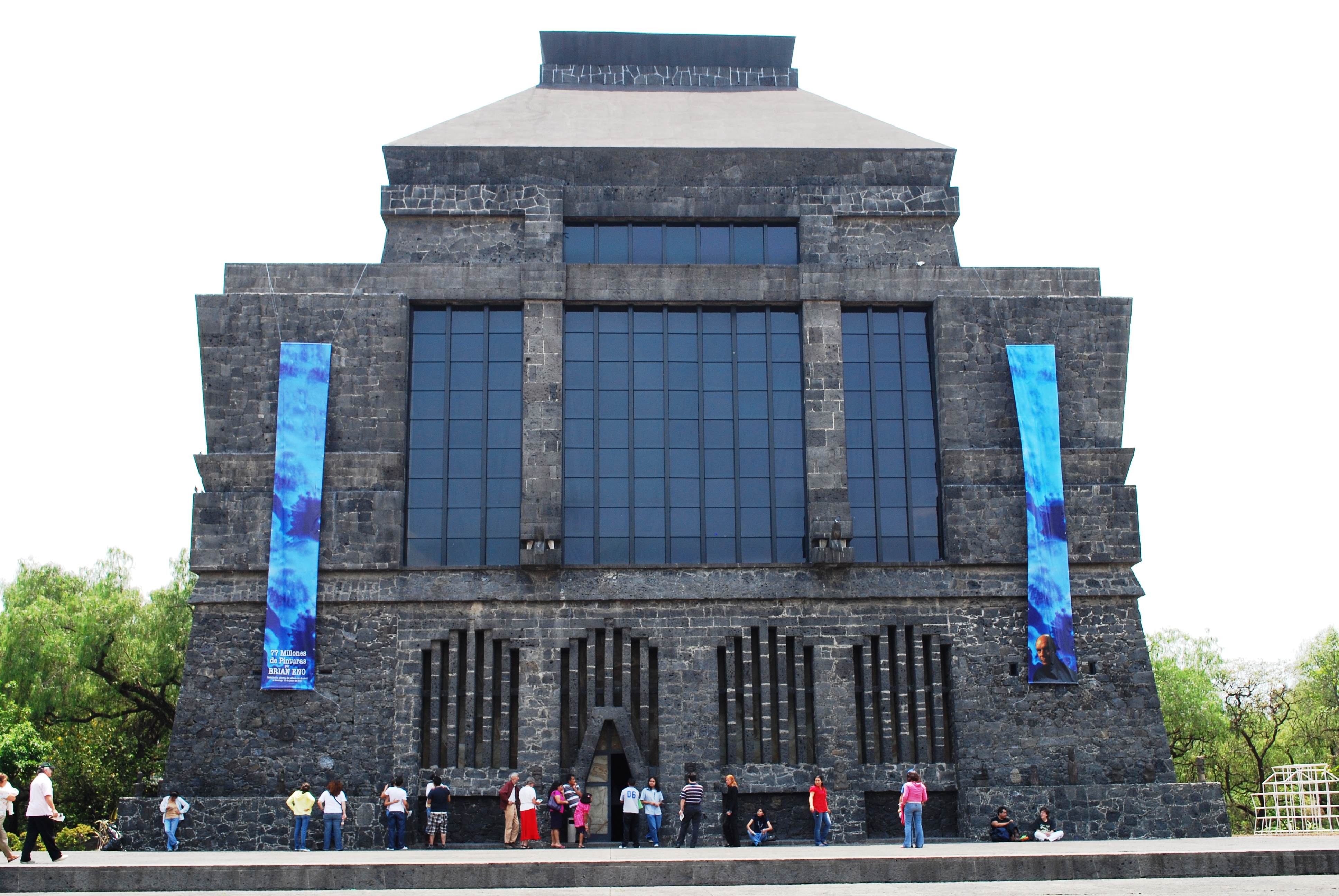
Das Museo Diego Rivera Anahuacalli

In Mexiko-Stadt gibt es einige Museen, die sich besonders mit dem Schaffen Diego Riveras beschäftigen. Das Museo Diego Rivera Anahuacalli war ursprünglich von Diego Rivera als Wohnhaus und Unterbringungsort seiner präkolumbischen Sammlung geplant. 1942 erwarb er Land in San Pablo Tepetla, das damals noch außerhalb der Stadt lag. Dort ließ er erst ohne Baugenehmigung das Fundament des Hauses errichten, am 30. März 1944 erhielt er dann die Genehmigung für den Bau des Museo Anahuacalli. Das Gebäude rezipiert die präkolumbische Pyramidenarchitektur. Das Museum wurde erst 1963 fertiggestellt und 1964 eröffnet. Es umfasst die 50.000 Objekte große Sammlung, die Rivera zeit seines Lebens zusammengetragen hatte. Im August 1955 beauftragte Diego Rivera die Banco Nacional de México mit der Treuhandschaft seines Werkes und desjenigen von Frida Kahlo, daneben übernahm der Treuhänder auch die Verwaltung des Museo Anahuacalli und des Museo Frida Kahlo.

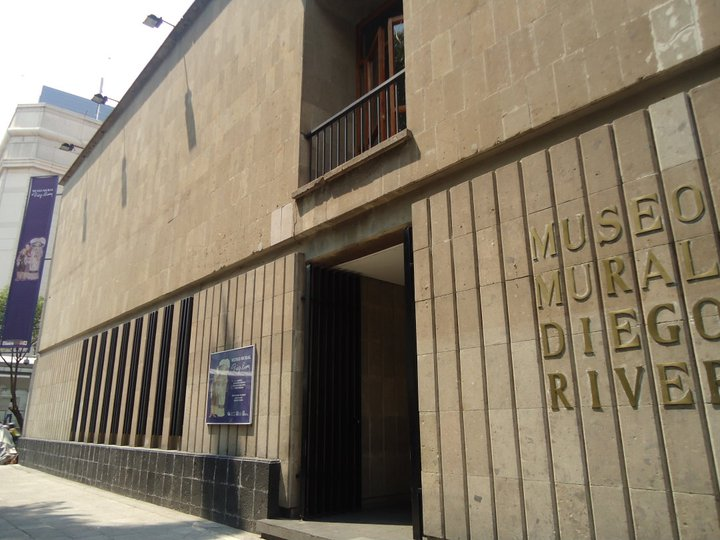
Eingang des Museo Mural Diego Rivera

Das Museo Casa Estudio Diego Rivera y Frida Kahlo wurde am 21. April 1981 gegründet und am 16. Dezember 1986 im Doppelhaus des Künstlerehepaares in San Angel, Mexiko-Stadt, eröffnet. In ihm wird nur eine verhältnismäßig geringe Zahl seiner Kunstwerke präsentiert, jedoch sind viele Alltagsgegenstände sowie Riveras Atelier im ursprünglichen Zustand erhalten geblieben. Das Museo Mural Diego Rivera wurde 1985 nach dem starken Erdbeben in Michoacán, das auch zu großen Zerstörungen in Mexiko-Stadt führte, gegründet. Rivera hatte 1948 im Hotel del Prado ein Mural gemalt, das den umstrittenen Satz Dios no existe (Gott existiert nicht.) enthielt und deshalb kontrovers diskutiert und letztendlich für Jahre verhüllt wurde. Nachdem das Hotel schwer beschädigt war, wurde das 4,75 Meter hohe und 15,67 Meter breite und 35 Tonnen schwere Kunstwerk in das Museum, das auch weitere Gemälde Riveras zeigt, überführt.
Das Museo Dolores Olmedo beherbergt die weltweit größte Privatsammlung von Werken Diego Riveras und Frida Kahlos. Zudem werden dort auch Werke Angelina Beloffs gezeigt, Riveras Lebensgefährtin aus Paris.